# Historia del Ejército de Tierra de España

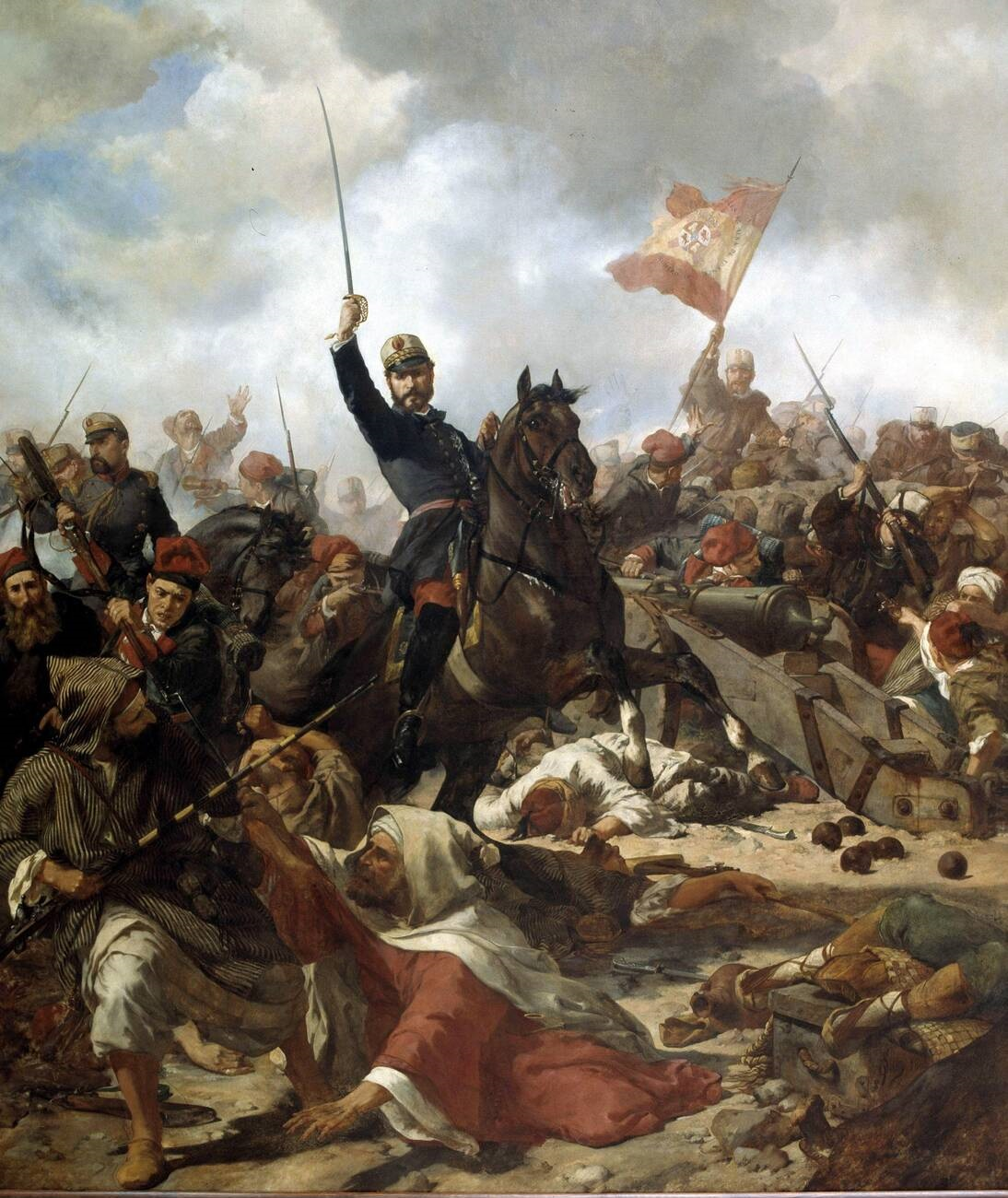
El general Prim en la batalla de Tetuán de la guerra de África, por Francisco Sans Cabot.

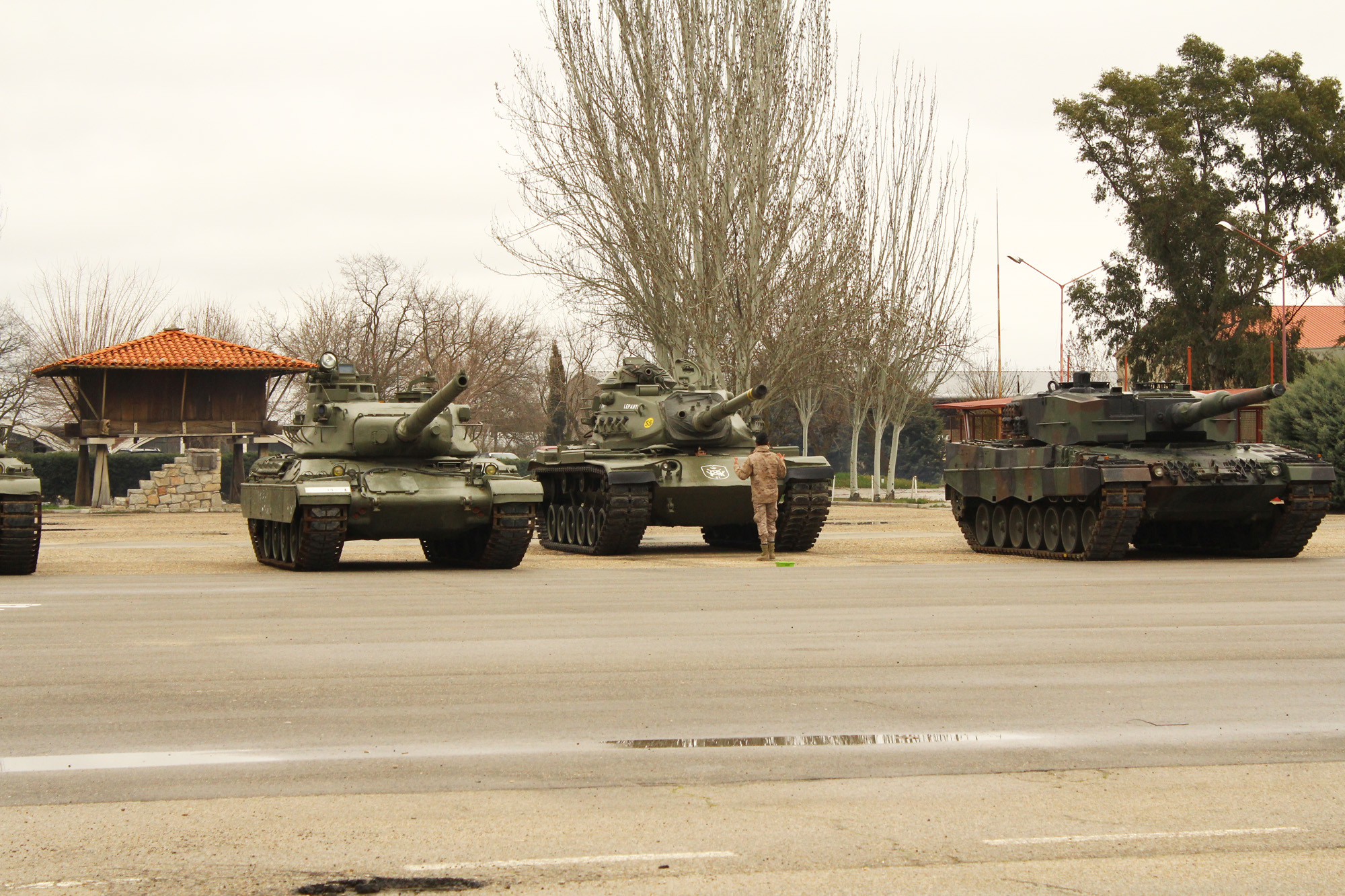
La base militar de El Goloso también alberga un museo con carros de combate históricos del ejército español.

La historia del Ejército de Tierra de España –una de las más dilatadas entre los ejércitos contemporáneos– abarca al menos cinco siglos, durante los cuales sus unidades combatieron a lo largo y ancho de Europa, de América del Norte, del Centro y del Sur, de África y de Asia. Durante los inicios de su dilatada historia, el Ejército español desarrolló conceptos innovadores de combate y organización que le permitieron por un tiempo ser la fuerza terrestre dominante tanto en Europa como en América. La guerra de la Independencia inició un periodo de infructuosas guerras fratricidas y coloniales y de intervención del Ejército en la política, que no terminó hasta la restauración democrática al final del siglo XX. Desde entonces el Ejército se ha modernizado, recuperando su misión fundamental de defensa frente a las agresiones exteriores, y participando en misiones internacionales de seguridad en cooperación con otras naciones amigas.

## Antecedentes

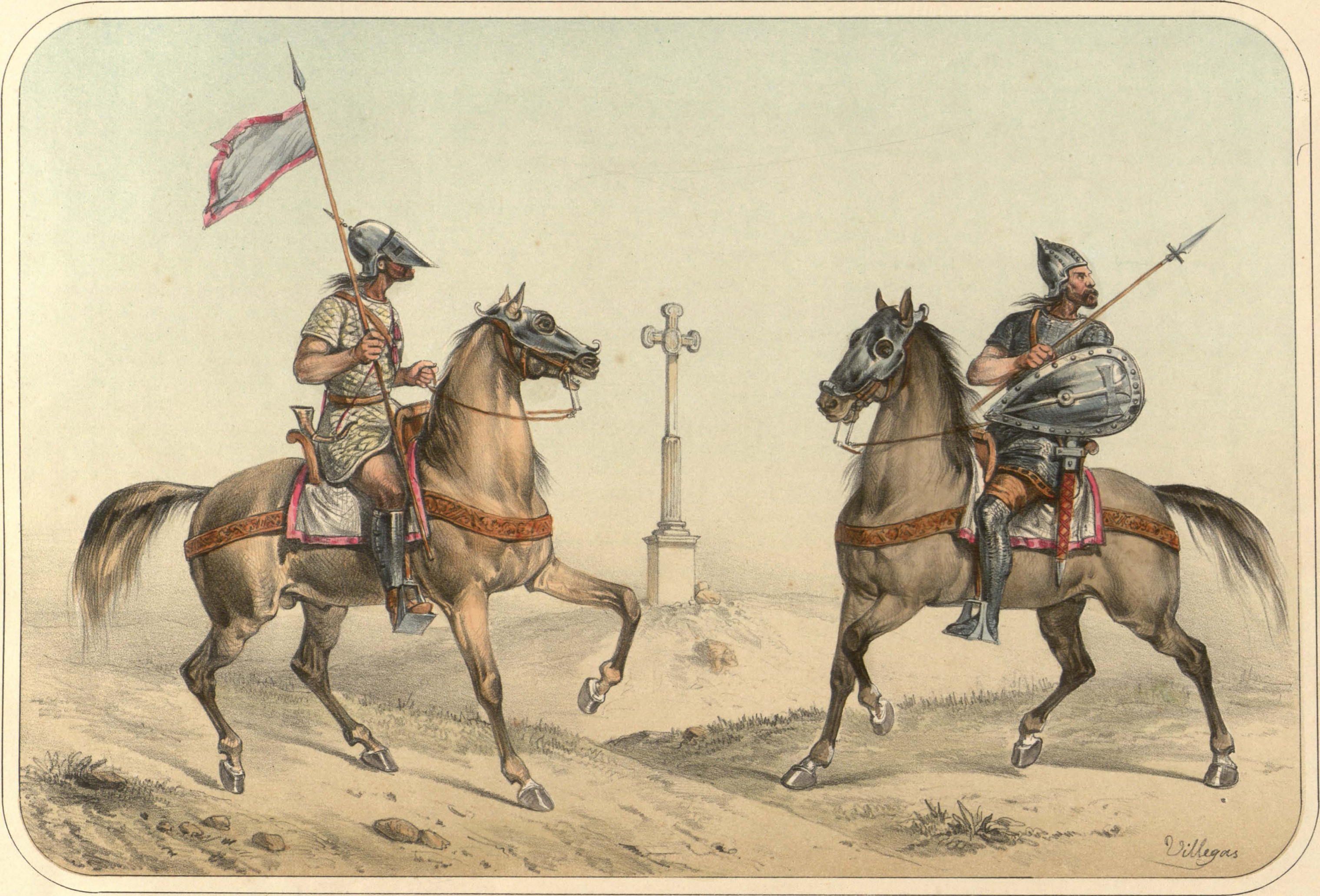
Caballería visigoda según Serafín María de Sotto

El primer reino que acabó teniendo un territorio que se correspondería en su mayor parte con el territorio de la España actual fue el reino visigodo de Toledo. El ejército visigodo de la época se componía de una hueste formada en su mayor parte por los ejércitos particulares de los nobles y también de fuerzas de guarnición de las ciudades y las plazas fuertes. La hueste no formaba una fuerza permanente sino que solamente se movilizaba por el tiempo que durase una campaña.  En el siglo VI con Recaredo I, se consiguió la unidad territorial del Reino, que comprendía toda la península ibérica, terminando así la labor ya iniciada por su padre Leovigildo siendo el ejército visigodo el encargado de defender las fronteras del reino especialmente contra los francos
El reino visigodo fue destruido por la invasión musulmana de la península. Núcleos de resistencia en el norte de la península, de los que se derivarían los posteriores reinos cristianos, comenzaron un conflicto que duraría varios siglos para recuperar el terreno conquistado por los musulmanes. Los ejércitos de los reinos cristianos durante la reconquista evolucionaron desde estar formados al modo de los ejércitos visigodos o carolingios a tener una composición más heterogénea. Durante la etapa final de la reconquista el ejército real estaba compuesto de:
- Guardias reales permanentes sostenidas directamente por los reyes, incluyendo elementos de caballería pesada y ligera.
- Caballeros movilizados para la campaña y pagados por reyes durante su servicio.
- Hermandades y milicias de concejos y comarcas, incluyendo lanzas de caballería y también infantería que incluía ballesteros, lanceros y espingarderos.
- Huestes movilizadas y comandadas por nobles, prelados eclesiásticos y Órdenes militares.
- Trenes de artillería y logísticos.

Los reyes cristianos de la Edad Media contaron también con fuerzas de soldados profesionales y mercenarios, no solo para luchar contra los musulmanes, sino también en guerras civiles y con otros reinos cristianos, como los almogávares que constituirían el núcleo de la Gran Compañía Catalana, la Compañía Blanca, y mercenarios extranjeros como los de la compañía de Bertrand du Guesclin. En otros casos los reyes cristianos contaron con la ayuda de huestes de reinos musulmanes vasallos, y también podían haber musulmanes en las huestes de señores feudales cuando estos tenían súbditos mudéjares. También participaron en la reconquista guerreros de otros países europeos atraídos a la península por llamadas papales a cruzada.

## Las novedades militares de los Reyes Católicos

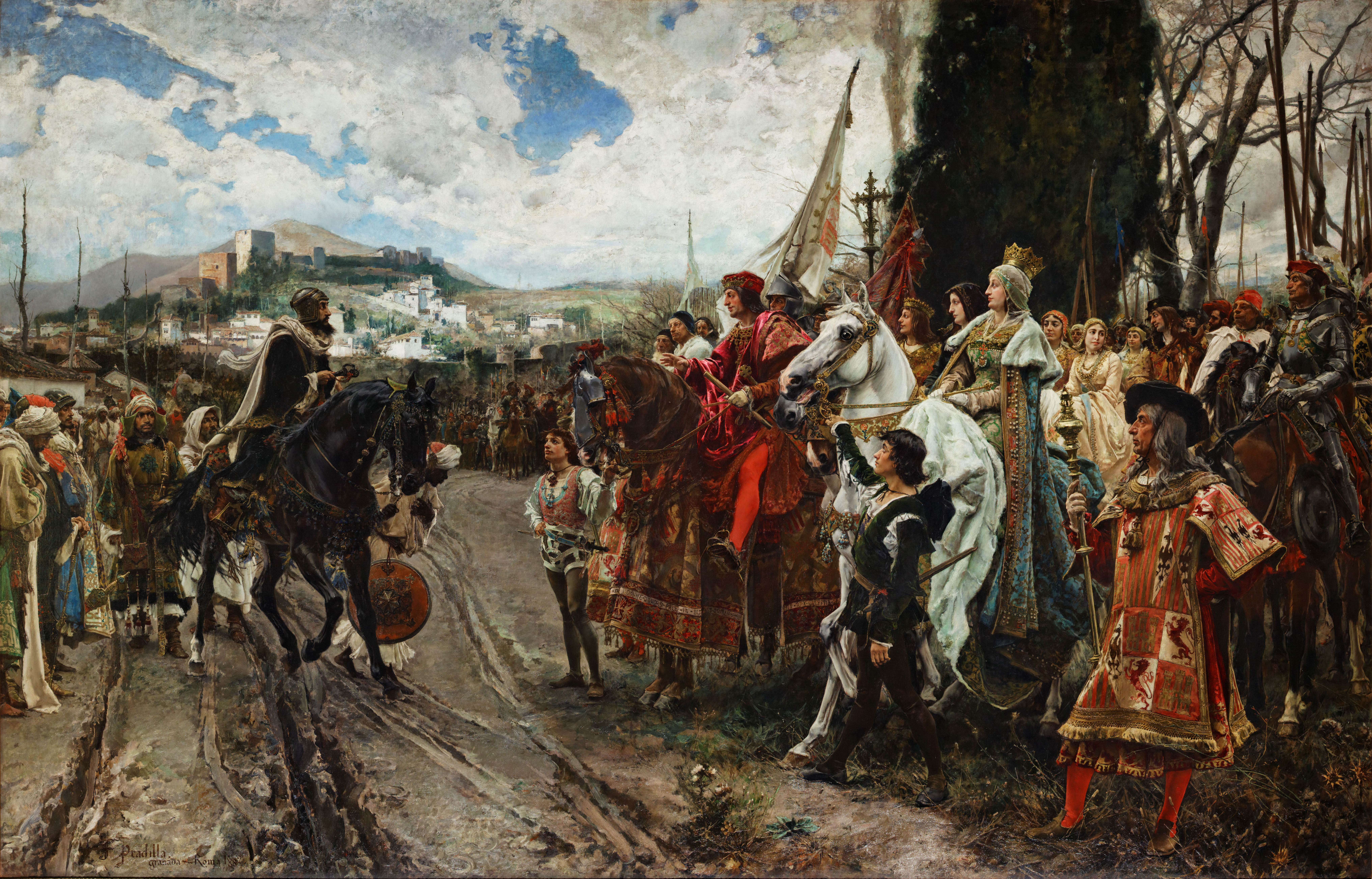
La rendición de Granada de Francisco Pradilla.

La conquista de Granada no hubiera sido posible sin dos nuevos factores impulsados por los Reyes Católicos. El primero fue el uso de artillería para el asalto de fortalezas y, el segundo, el establecimiento de un sistema logístico que permitiera el empleo de fuerzas numerosas durante periodos dilatados.: 360–362  La evolución del Ejército español no concluyó con la conquista de Granada, sino que la aceleró. El fin de la guerra permitió que los Reyes Católicos volvieran a prestar atención a las relaciones con Francia. Los reyes franceses habían establecido una de las primeras unidades militares permanentes, los gendarmes de ordenanza, y los Reyes Católicos en 1493 crearon compañías de caballería mixta denominadas Guardias de Castilla en previsión de un conflicto con los franceses,: 261  y subsecuentes ordenanzas de los Reyes crearon fuerzas permanentes de infantería. Fernando II de Aragón deseaba recuperar el Rosellón y la Cerdaña, que habían sido ocupadas por Francia en 1463 y al mismo tiempo Carlos VII de Francia quería tener las manos libres para su intervención en Italia, con lo que se firmó el Tratado de Barcelona que estipulaba la devolución de esos territorios y la no interferencia de España en la futura campaña francesa en Italia. 

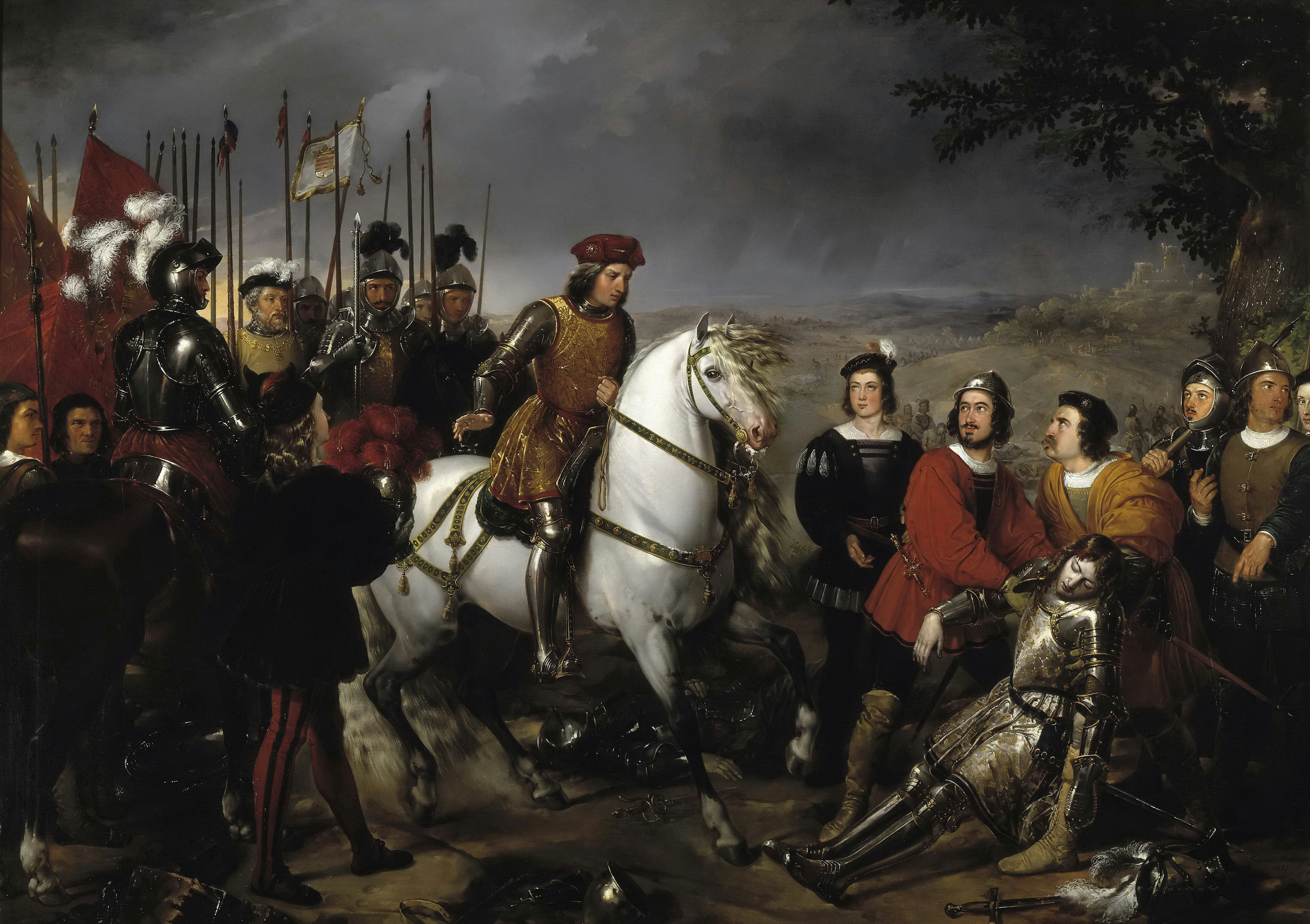
El Gran Capitán tras la batalla de Ceriñola, por Federico Madrazo.

En 1494 Carlos entró en Italia y, en su camino a Nápoles, invadió las tierras papales en violación de su pacto con los Reyes Católicos. Estos ofrecieron ayuda a su primo Alfonso II de Nápoles, pero este rechazó las condiciones exigidas, con lo que el camino quedó libre a los franceses, que ocuparon su reino. Su hijo Fernando II se vio obligado a aceptar las condiciones requeridas para la ayuda y los Reyes Católicos enviaron en 1495 una fuerza al mando de Gonzalo Fernández de Córdoba, un veterano de la guerra de Granada, para luchar contra los franceses. Las fuerzas francesas, que incluían caballería pesada e infantería suiza, eran muy distintas de las fuerzas granadinas y tras unos encuentros iniciales sin éxito, forzaron la modificación de la organización de las fuerzas españolas. Fernández de Córdoba reemplazó ballestas por arcabuces, potenció la caballería pesada y evitó enfrentarse en campo abierto con las tropas francesas, prefiriendo basar su campaña en golpes de mano y guerra de guerrillas. Los cambios introducidos, así como el uso de artillería para batir las fortalezas enemigas, permitió la derrota de los franceses. En la subsecuente guerra de Nápoles los franceses comenzaron con éxitos como la primera batalla de Seminara, pero la llegada de refuerzos españoles y alemanes permitió a los españoles pasar a la ofensiva y derrotar a los franceses en las batallas de Seminara y de Ceriñola. En esta última la combinación de piqueros, arcabuceros, coseletes y ballesteros; caballería ligera y pesada; y artillería, así como el uso de trincheras, permitió la derrota de una fuerza supuestamente superior. Por primera vez una fuerza equipada con arcabuces fue capaz de derrotar a la caballería pesada en campo abierto, marcando el inicio de la preponderancia de la infantería en los campos de batalla por varios siglos.
En 1503 los franceses intentaron invadir el Rosellón, pero Fernando se puso en frente de un poderoso ejército que cruzó los Pirineos e hizo retroceder al Ejército francés.: 369–370  Al mismo tiempo fueron elaboradas y publicadas ordenanzas para la mejor gobernación de sus ejércitos. Estas ordenanzas reglamentaban la organización, la administración y el equipamiento de las unidades militares.: 394–407  Poco más tarde se formaron coronelías para agrupar varias compañías, creando un nivel intermedio de mando entre el de compañía y el de ejército.: 413 
Los veteranos de la conquista de Granada también participaron en la exploración y conquista de las Américas. El catalán Pedro de Margarit fue el jefe militar del segundo viaje de Colón, en la que también estuvieron los castellanos Alonso de Ojeda y Juan Ponce de León. Hubo otros conquistadores que participaron en las guerras de Italia, como Francisco Pizarro o Pedro de Valdivia. Los conquistadores españoles usaron la tecnología militar perfeccionada durante la Reconquista y las guerras europeas para derrotar las mucho más numerosas fuerzas indígenas.

## Los ejércitos de los Austrias

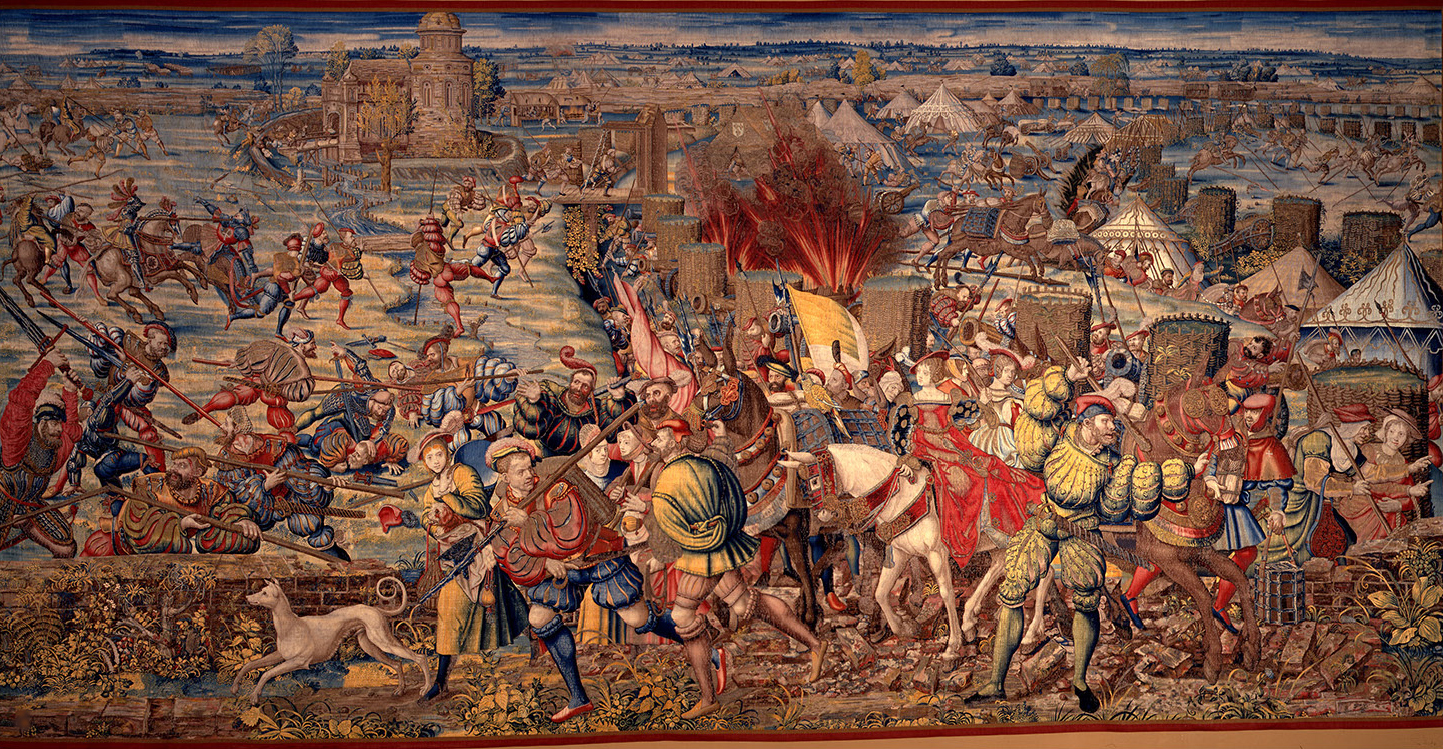
La batalla de Pavía representada en un tapiz de Bernard van Orley.

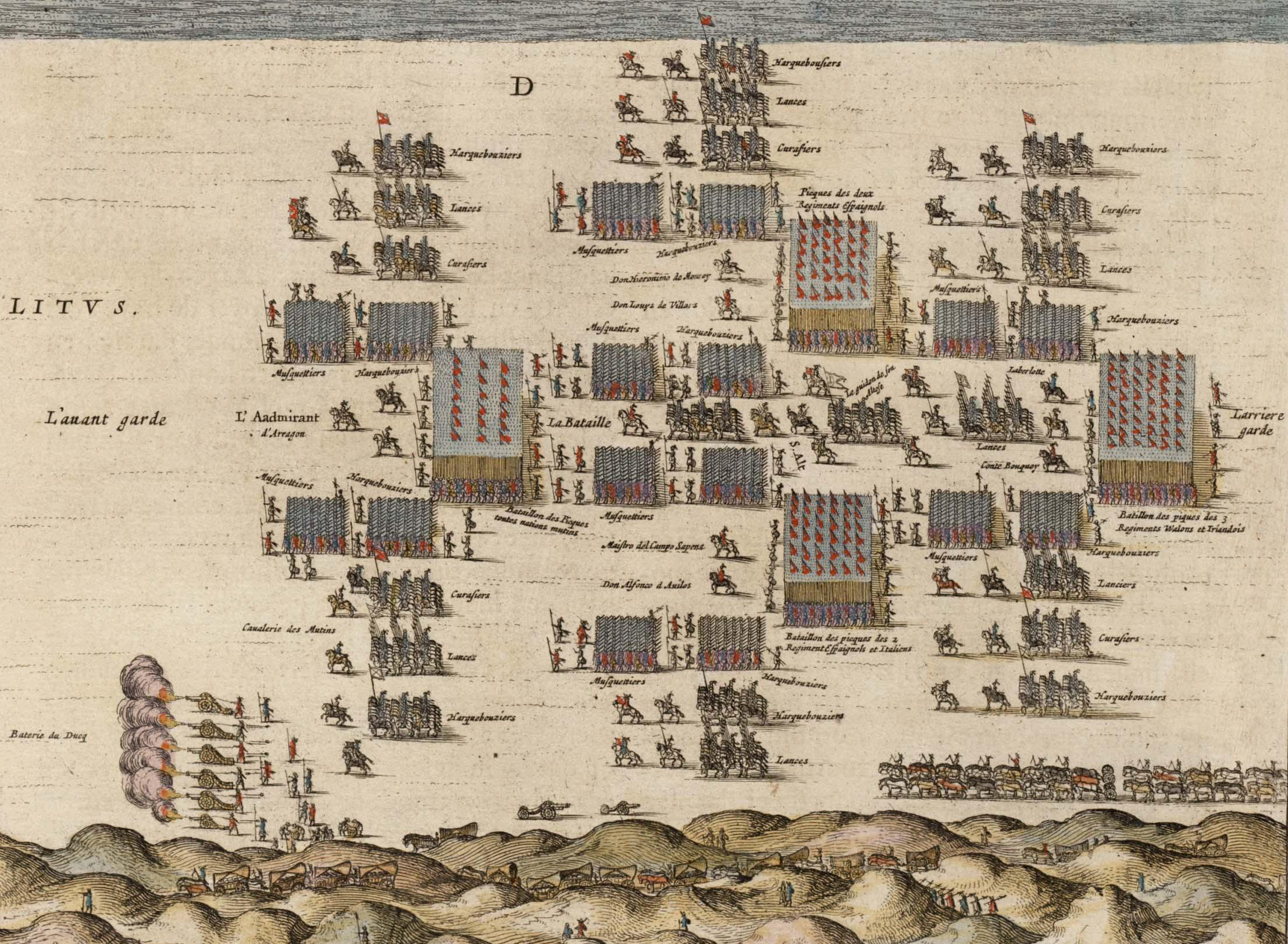
Tercios de Flandes en la batalla de Nieuport

Carlos I de España heredó el sistema militar establecido por sus abuelos maternos: el ejército permanente peninsular estaba basado principalmente en las Guardias de Castilla y la infantería de ordenanza, mientras que en Italia estaba basado en las coronelías. El nuevo rey puso a buen uso estas últimas en la batalla de Pavía, que demostró la idoneidad de la organización alcanzada.: 129–130  En 1536, tras la conquista del estado de Milán, el rey publica una ordenanza, llamada la Ordenanza de Génova, en la que por primera vez se mencionan a los tercios. Esta ordenanza tenía la finalidad de regular el dispositivo militar de la corona en Italia y divide las fuerzas reales en tres tercios: un tercio en Nápoles y Sicilia, otro en Lombardía y el tercero, llamado de Málaga, en Niza. El primer tercio acabará desdoblado en dos, uno estacionado en Nápoles y el otro en Sicilia. Estos fueron los tercios que luego serían conocidos como los tercios viejos.
Los tercios, junto con la Armada, fueron el instrumento principal de la política exterior militar de la corona, interviniendo en la península solo para sofocar la rebelión de las Alpujarras y para la conquista de Portugal.: 130–131  Tercios nuevos serán formados para combatir junto con los viejos a lo largo y ancho de Europa y el Mediterráneo, tanto por Carlos I como por los otros reyes de su dinastía.: 132–133 : 26  Los tercios incluían soldados españoles, italianos, valones y alemanes y en el siglo XVII se formaron también tercios suizos e irlandeses.: 138 

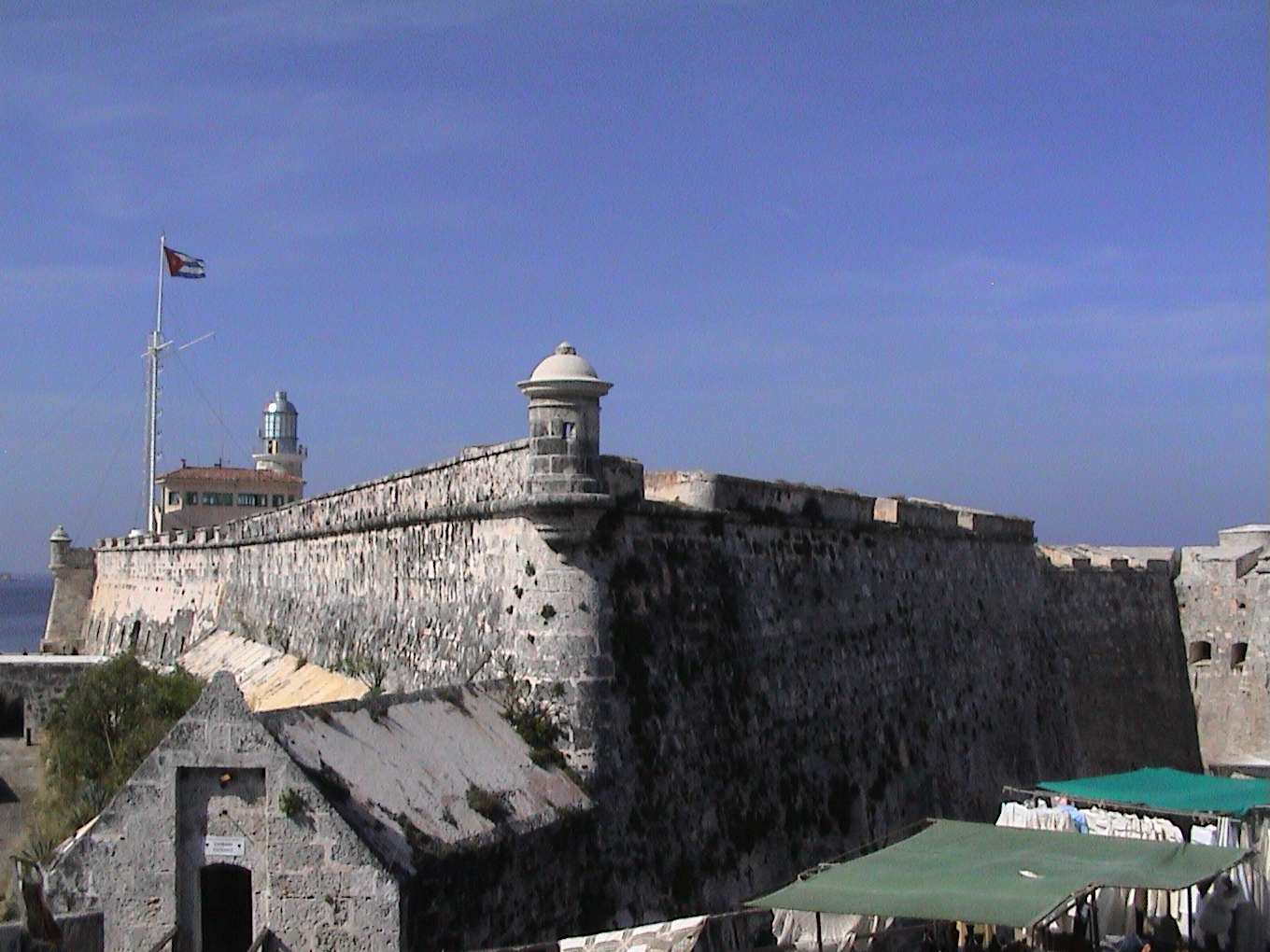
Castillo del Morro en La Habana

Loa Austrias basaron la defensa de sus posesiones americanas en dos pilares: el primero fue una Armada capaz de mantener las costas y las rutas de comunicación libres de naves enemigas, y el segundo una serie de plazas fuertes costeras custodiadas por milicias locales.: 47–48 

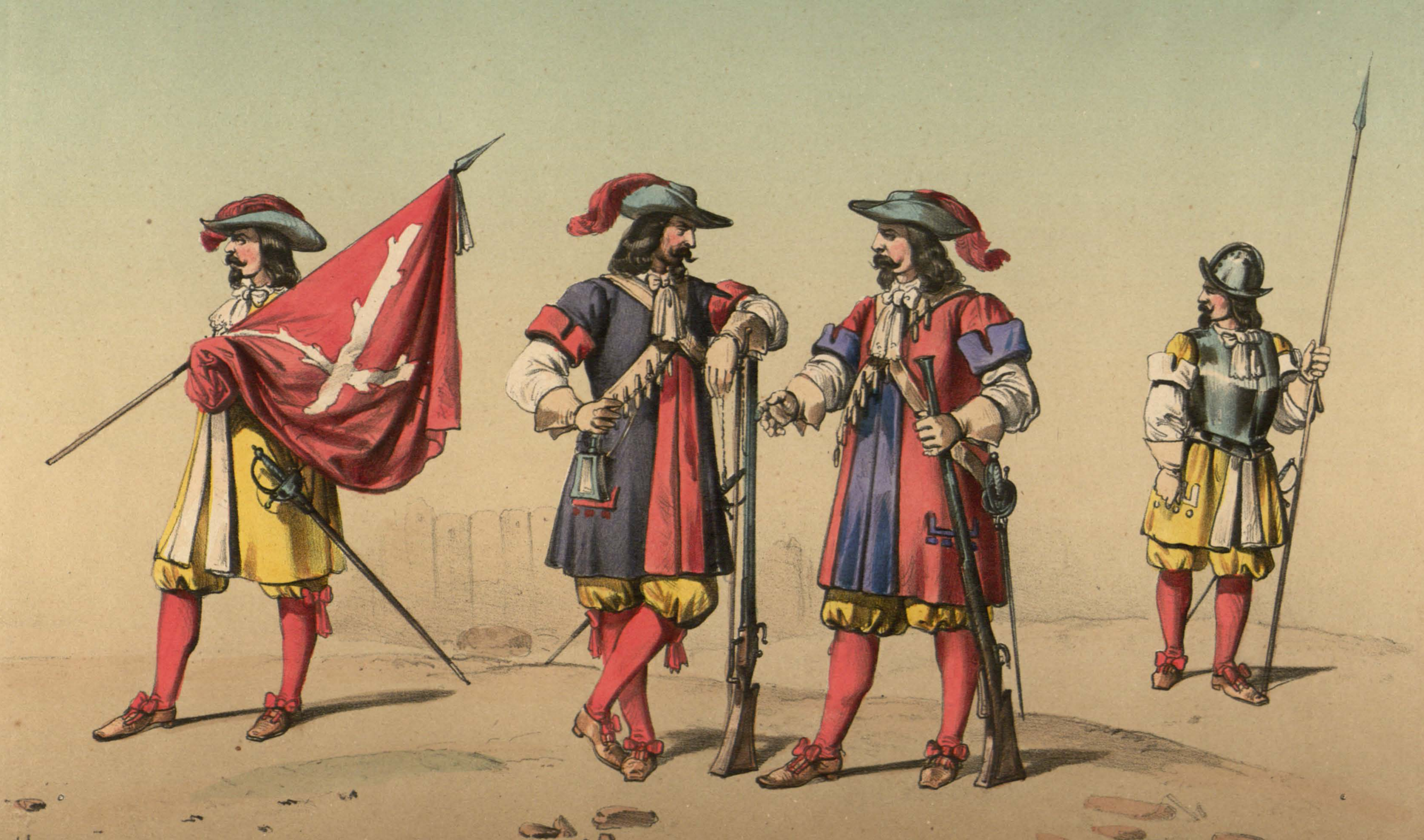
Uniformes de los Tercios en el según Serafín María de Sotto.

El Conde Duque de Olivares intentó varias reformas para uniformizar las regulaciones militares de todos los estados europeos de la Corona, como la fallida Unión de Armas, pero estas fracasaron debido en parte a la oposición de las Cortes Aragonesas, Catalanas y Valencianas. Con el paso del tiempo, y debido en parte a corrupción y a problemas financieros que retrasaban la paga de las tropas y dificultaban su equipamiento adecuado,: 392–399  la calidad de los tercios fue disminuyendo, y su organización y armamento no fue actualizado, viéndose superados por otros ejércitos que adoptaron nuevas formas organizativas como las brigadas y nuevas armas como el fusil de chispa con bayoneta.: 133–136 : 27–28  En el momento que murió Carlos II, el último monarca español de la dinastía austriaca, existían 65 tercios distribuidos por Italia, Flandes y Cataluña, pero por ejemplo de las 51 000 plazas de las plantillas de los tercios de Flandes, solo 8000 estaban cubiertas.: 138 

## Reformas borbónicas

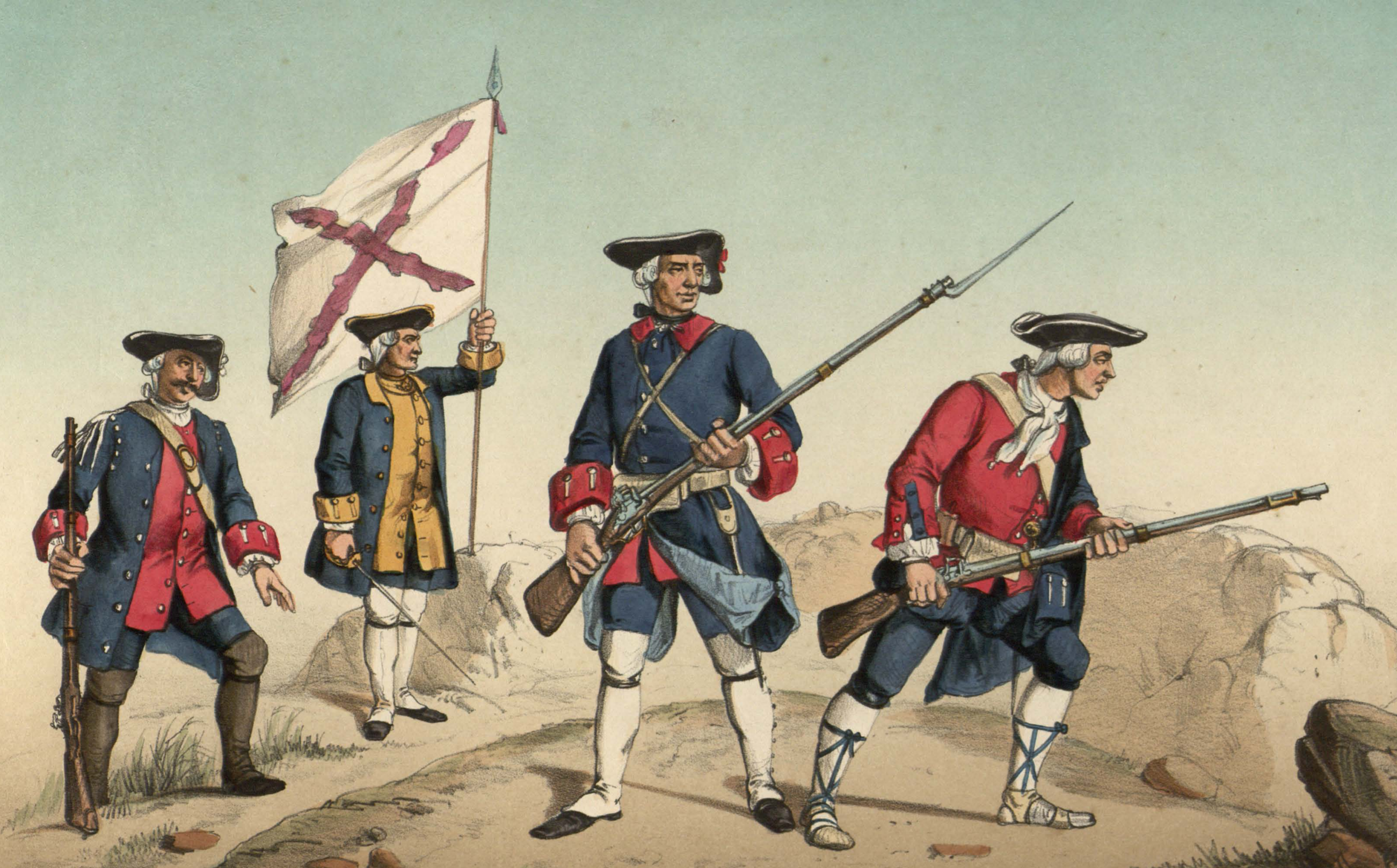
Milicias provinciales e infantería ligera (1718-1750): escopetero de infantería ligera de Andalucía, alférez de milicia provincial del regimiento de Niebla, fusilero de milicia provincial del regimiento de Baza y fusilero de infantería ligera de Cataluña, según Serafín María de Sotto.

Tras morir Carlos II sin descendencia las potencias europeas se enfrentaron para apoyar a sus candidatos al trono español y el mismo pueblo español se dividió en su apoyo a los dos candidatos: Felipe de Anjou, nieto de Luis XIV de Francia, y el Archiduque Carlos, hijo de Leopoldo I de Habsburgo. El resultado fue una guerra internacional y una guerra civil que concluyeron con la victoria del pretendiente francés, pero también con la pérdida de las posesiones de la corona en los Países Bajos e Italia y con la cesión de Menorca y Gibraltar a los ingleses. Tras la guerra el Ejército, de ser una fuerza principalmente desplegada fuera de la península, pasó a estar basado en España y en menor medida en sus colonias de ultramar.: 29  Esto hizo que la presencia de tropas profesionales fuera ahora habitual en toda España, y no solo en las zonas costeras o de frontera.: 35 
El nuevo rey se apresuró a reformar el Ejército. Los tercios pasaron a ser regimientos, los arcabuces y las picas fueron reemplazados por fusiles con bayoneta, y se formaron también regimientos en las territorios de la ahora asimilada Corona de Aragón.: 122–145  Los territorios ultramarinos de la corona fueron divididos en cuatro virreinatos y varias intendencias, y los metropolitanos en dieciséis capitanías generales y varias comandancias generales. Esto significó que el puesto del más alto representante del monarca en cada uno de estos territorios estaría ocupado por un militar.: 33–34 
Los Ejércitos Reales fueron divididos en tres elementos: las Tropas de la Casa Real, las Tropas de Continuo Servicio y la Milicia Provincial. Las Tropas de la Casa Real incluían una única compañía de alabarderos que reemplazaba las tres existentes anteriormente y que se encargaba de la protección de las estancias del palacio real, la Guardia de Corps que era la escolta personal del monarca, una brigada de carabineros reales como guardia móvil a caballo del rey, y dos regimientos de reales guardias de infantería, uno español y otro valón, con una compañía por regimiento encargada de custodiar los Reales Sitios y el resto del regimiento, formado por 6 batallones, siendo usado como infantería de línea de élite.: 37–39 : 275 

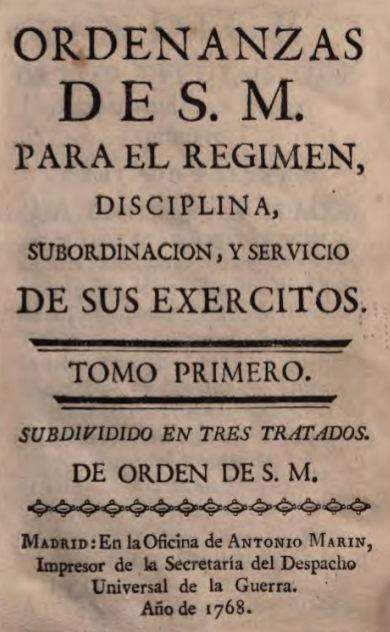
Portada del primer tomo del las reales ordenanzas de Carlos III publicadas en 1768.

Las Tropas de Continuo Servicio abarcaban todas las otras unidades profesionales del Ejército, e incluían unidades de infantería, caballería, artillería e ingenieros, así como a los cirujanos, capellanes y contables militares.: 39–40 . La infantería contaba al final del reinado de Fernando VI con treinta y ocho regimientos, veintisiete de españoles, dos de italianos, tres irlandeses, tres valones y tres suizos. Cada regimiento tenía dos batallones, excepto los de italianos que tenían tres, y cada batallón incluía una compañía de granaderos y diez compañías de fusileros, con entre cuarenta y sesenta hombres en cada compañía.: 275–279  En 1762 se crearon unidades permanentes de infantería ligera, que en 1763 constaban de un Batallón de Voluntarios de Aragón y dos Regimientos de Voluntarios de Cataluña. Estas fuerzas eran usadas en tiempo de paz para patrullar la frontera pirenaica e impedir la huida de desertores y el contrabando.: 279–282  El número de regimientos de caballería varió desde cuarenta y seis de línea y dieciséis de dragones en 1707 a veintitrés de línea y diez de dragones en 1718. En 1718 cada regimiento de caballería contaba con tres escuadrones de cuatro compañías cada uno, con treinta y dos hombres por compañía. En 1766 el número de regimientos de caballería de línea era de doce, con ocho de dragones y uno ligero.: 320–336  En 1710 se creó el Estado Mayor de Artillería para atender el servicio de las piezas de plaza, y el Real Regimiento de Artillería para encuadrar los trenes de artillería de campaña. El mismo año fue creado el Cuerpo de Ingenieros, cuyos efectivos y atribuciones crecieron rápidamente, incluyendo no solo las correspondientes a obras militares sino también las civiles. También parte de las Tropas de Continuo Servicio fue el Cuerpo de Inválidos, que encuadraba a militares no aptos para el combate, pero que podían realizar labores administrativas o de vigilancia.: 42–44 
La Milicia Provincial reemplazó las milicias locales y otras fuerzas movilizables que existían con los Austrias. El propósito de esta milicia fue el crear una fuerza de reserva para la defensa del territorio nacional, en caso de que las unidades profesionales estuvieran desplegadas en el exterior. Solo la plana mayor de cada regimiento era profesional, mientras que al resto solo se les pagaba cuando se les llamaba a instrucción o revista, o cuando se les movilizaba. En 1704 se mandó crear cien regimientos de milicia; una novedad que incorporaba esta ordenanza la aparición en España del servicio militar obligatorio: si las plazas no se cubrían completamente con voluntarios, otros vecinos elegidos por sorteo podían ser obligados a prestar servicio para completar la plantilla. Anteriormente los ciudadanos que no eran caballeros o siervos no podían ser obligados a prestar servicio en contra de su voluntad. La falta de un adecuado aparato administrativo y el poco interés de tanto la hidalguía como del pueblo llano produjo un resultado decepcionante, con tan solo unas pocas compañías siendo formadas y estas fueron disueltas al concluir la Guerra de Sucesión. Una nueva Real Ordenanza en 1734 volvió a ordenar la formación de treinta y tres regimientos de Milicias, con 700 hombres cada uno, de los que solo cinco eran militares profesionales. Las unidades solo se movilizaban en caso de necesidad y por un tiempo limitado, y en teoría solo se podían utilizar para la defensa del territorio nacional. Los regimientos únicamente fueron creados en esta ocasión en las provincias castellanas, quedando excluidas las provincias vascas, Navarra y los territorios de la antigua Corona de Aragón de la leva forzosa. En 1740, durante la guerra de sucesión de Austria, siete regimientos provinciales fueron destinados a Italia, provocando numerosas deserciones, pero los milicianos que combatieron se comportaron de manera excelente y se ganaron el respeto de los militares profesionales.: 44–47  En 1768 el número de regimientos provinciales había crecido a cuarenta y tres, incluyendo un regimiento en Mallorca.: 305–307 

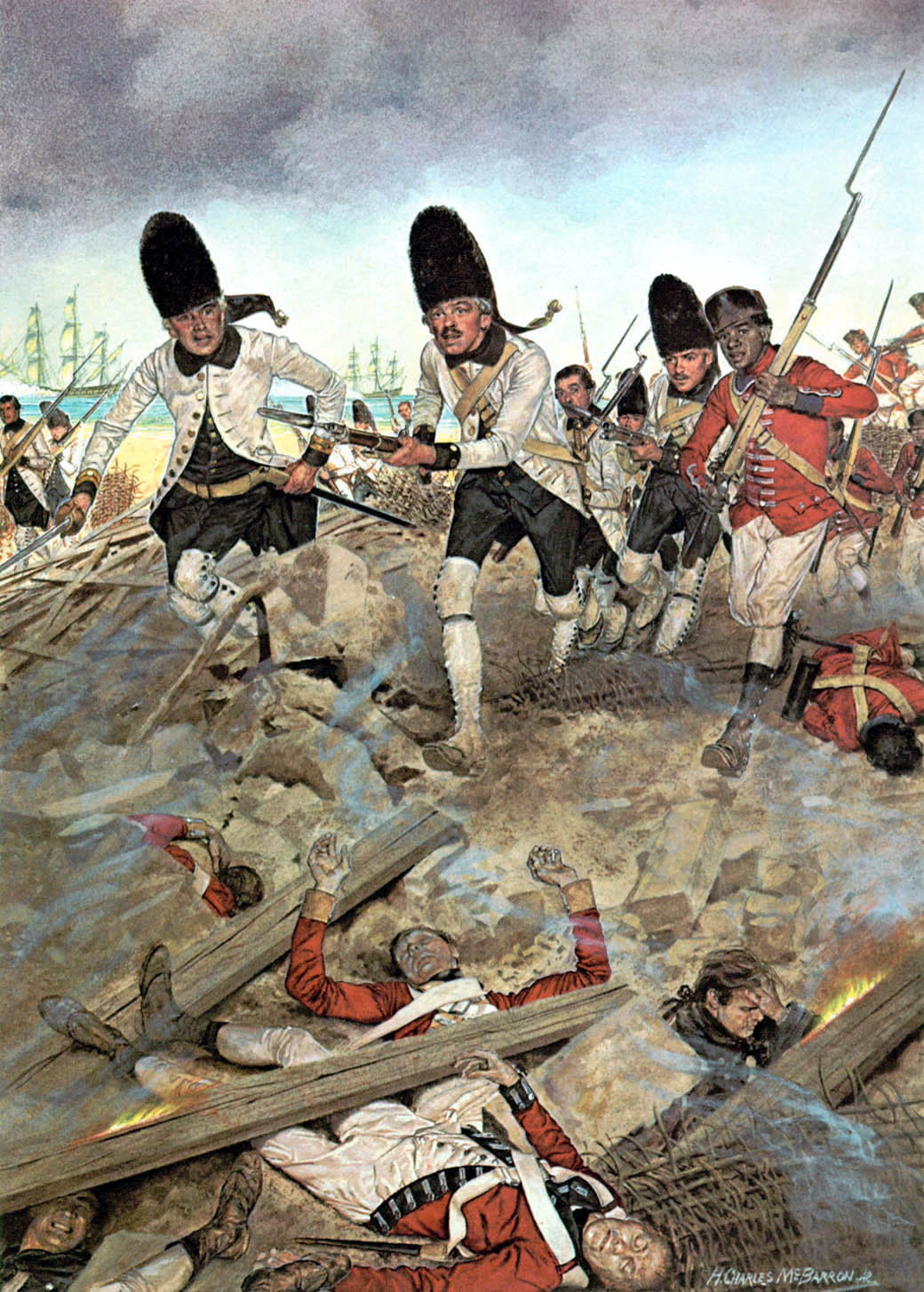
Granaderos del regimiento de Luisiana y milicianos de la compañía de morenos libres de La Habana en la batalla de Pensacola

También en 1768 Carlos III hizo publicar las "Ordenanzas de S.M. para el régimen, disciplina, subordinación, y servicio de sus exércitos". Estas ordenanzas agrupaban y actualizaban la normativa militar publicada hasta entonces, regulando todos los aspectos de la actividad militar. Partes de estas ordenanzas estuvieron en vigencia por más de dos siglos, siendo reemplazadas un su totalidad con la publicación de las Reales Ordenanzas para las Fuerzas Armadas de 1978. 
Los reyes borbónicos destinaron más recursos a la defensa de sus posesiones americanas que los que dedicaron sus predecesores. Además de potenciar la Armada, se reforzaron las tropas de guarnición y se enviaron regimientos y batallones peninsulares cuando fue necesario pero, aun así, los ingleses fueron capaces de capturar La Habana en 1762, lo que hizo necesario aumentar el contingente desplegado en ultramar. En 1772 los efectivos militares en la América española alcanzaban los 28 000 hombres, casi la mitad de la fuerza de infantería acuartelada en la península.: 47–49  El gobierno de Carlos III se unió al gobierno de Luis XVI de Francia en su apoyo a los rebeldes de las Trece Colonias en contra del Reino Unido de Gran Bretaña, empezando con el suministro de pertrechos y fondos, y declarando la guerra al Reino Unido en 1779. En el continente americano las fuerzas lideradas por Bernardo de Gálvez derrotaron a los ingleses en Luisiana y Florida, recuperando esta última para España, y también se pudo expulsar a los ingleses de Menorca, pero los intentos de tomar Gibraltar no tuvieron éxito. La victoria de los colonos, y la aparición de un estado independiente en América, debilitó al Reino Unido, enemigo tradicional de los borbones, pero también sentó un precedente amenazador contra el control español de sus posesiones americanas. En 1787 el primer ministro de Carlos III, el Conde de Floridablanca afirmaba que la misión principal del Ejército debía que ser la defensa de las posesiones ultramarinas.: 49 

## De Carlos IV a Fernando VII
Carlos IV heredó el gobierno de su padre y durante los primeros años de su reinado se continuó la misma línea política, hasta que el inicio de la Revolución francesa forzó un replanteamiento. Se decidió entonces que la defensa de las posesiones americanas solo se basara en guarniciones reclutadas en las colonias, sin el refuerzo de regimientos peninsulares.: 50–51  El derrocamiento de Luis XVI de Francia provocó una crisis de gobierno que acabó con el ascenso de un oficial de la Guardia de Corps, Manuel Godoy, al puesto de «ministro universal» de Carlos IV. La ejecución del rey francés hizo que las cortes europeas, incluida la española, declararan la guerra a la Convención Nacional. En 1793 un ejército al mando de Antonio Ricardos invadió el Rosellón pero, tras algunas victorias iniciales, fue obligado a abandonar sus conquistas y los franceses invadieron el norte de Navarra, de Guipúzcoa, y de Cataluña.: 337–421  España y Francia firmaron en 1795 la Paz de Basilea y a Godoy le fue otorgado el título de «Príncipe de la Paz». 

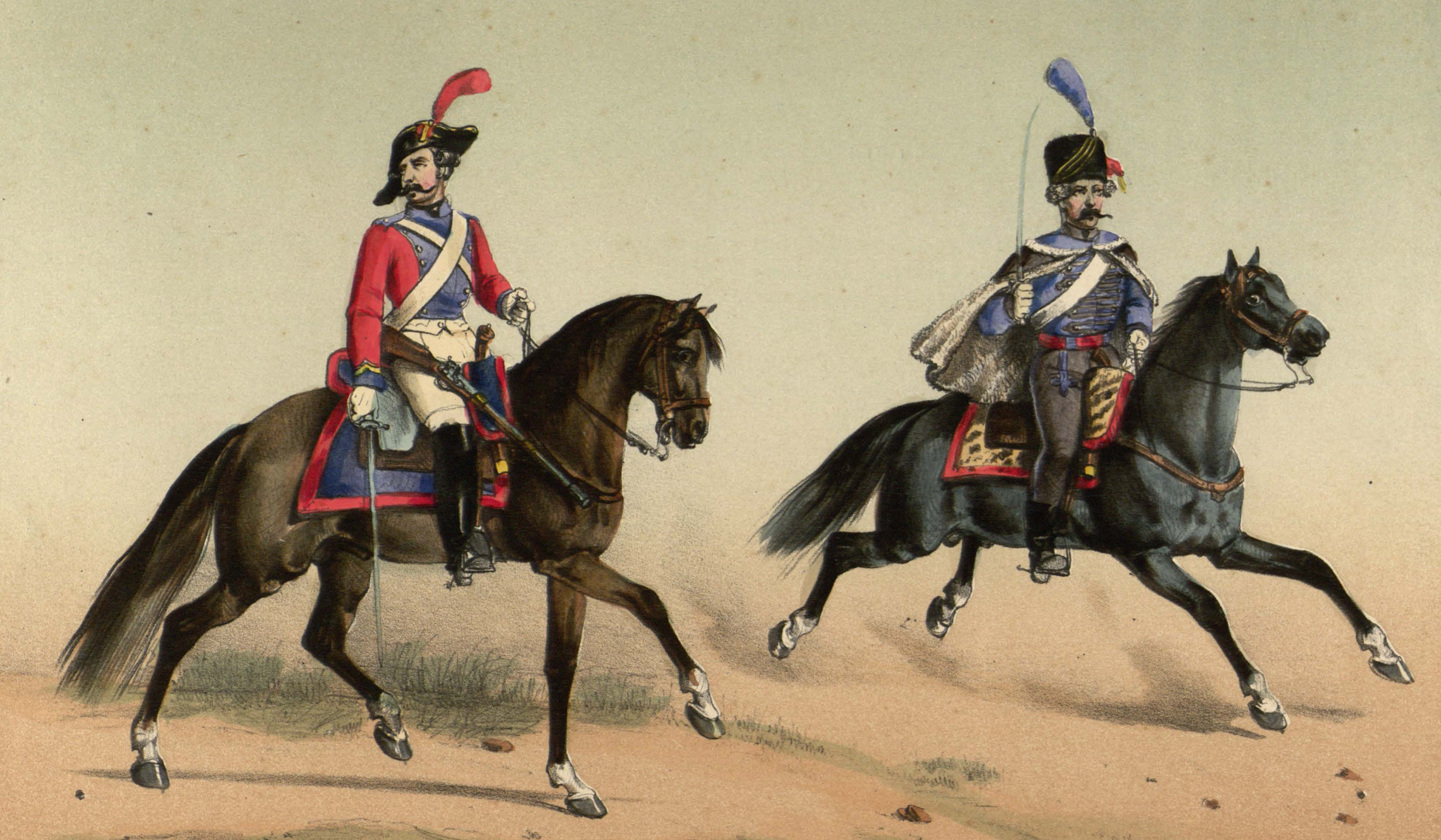
Carabinero del Regimiento de María Luisa y dragón del Regimiento de Húsares Españoles en 1795 según Serafín María de Sotto

En 1792 y en 1795 se formaron varios regimientos y batallones de infantería ligera de voluntarios. Los batallones ligeros contaban con cuatro compañías de unos 200 hombres cada una. Varios de los regimientos de extranjeros fueron disueltos debido a la falta de reclutas y el Regimiento de Borbón fue creado con voluntarios realistas franceses. Los regimientos de infantería de línea fueron reformados para que contaran con tres batallones, de los que el tercero en principio fue creado como depósito de reclutas, encargado de su instrucción, y para servicio de guarnición. Los tres batallones acabaron teniendo el mismo número de compañías, una de granaderos y cuatro de fusileros, con unos 100 granaderos o 160 fusileros por compañía.: 47–63 
En 1794 la caballería contaba con doce regimientos, de tres escuadrones a tres compañías de 70 plazas montadas cada uno, para un total de 630 plazas montadas por regimiento. En 1795, debido a las necesidades de la guerra, el número de regimientos era de dieciséis con cuatro escuadrones cada uno, con cada escuadrón contando con tres compañías de unas 45 plazas montadas cada una.: 298–300  El Regimiento Real de Artillería contaba desde 1777 con seis batallones – con siete compañías por batallón de unos 100 hombres cada una – y otras cuatro compañías separadas.: 565–566 

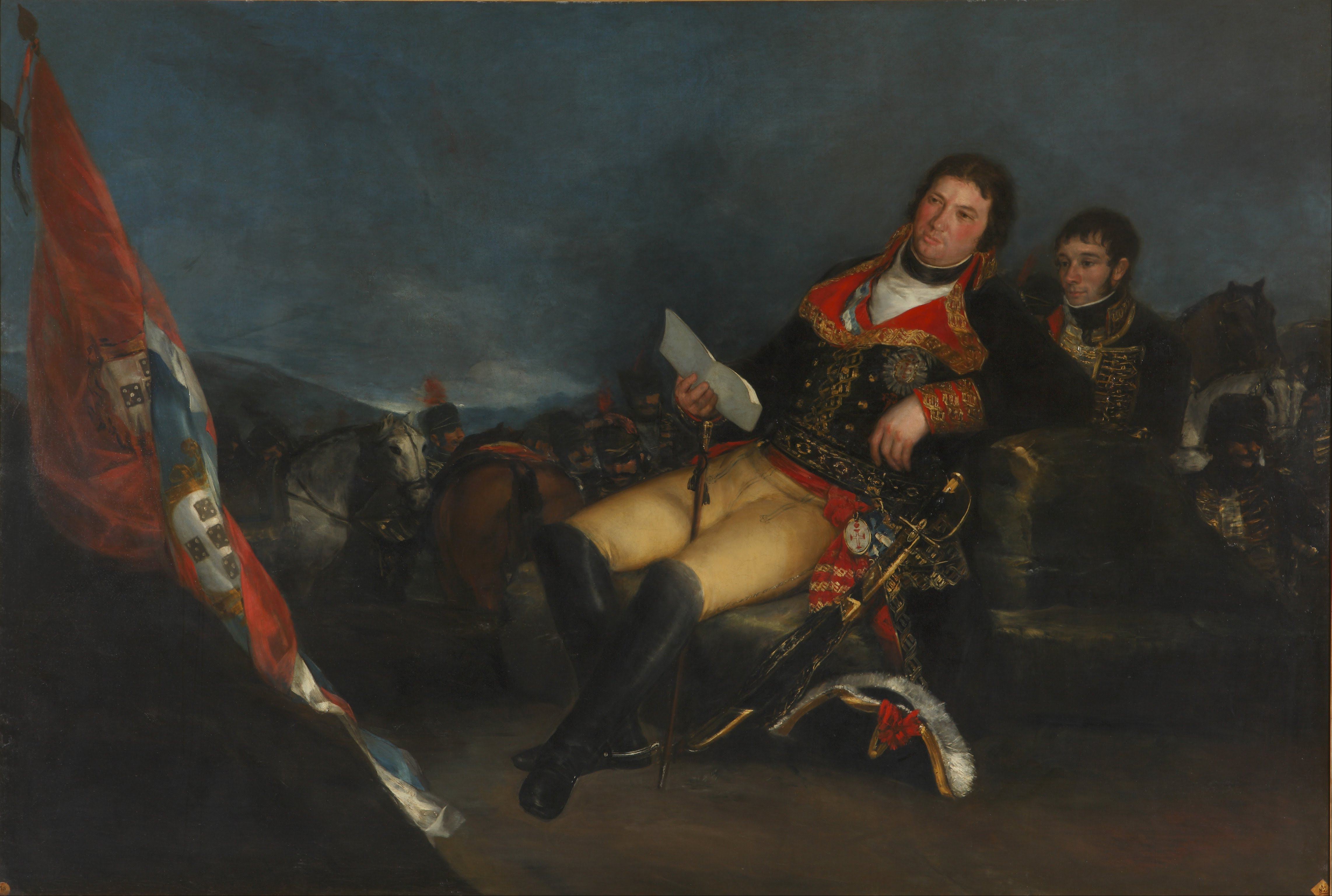
El generalísimo Manuel Godoy retratado como vencedor de la guerra de las Naranjas, por Goya.

En 1796 se firmó el Tratado de San Ildefonso que convirtió en aliados a los borbones españoles y los revolucionarios franceses, comprometiéndose España a apoyar a los franceses con quince navíos de línea y 24 000 soldados.: 423  En el Convenio y Tratado de Aranjuez de 1801 España ofreció a Francia buques y tropas adicionales, y se convino que el yerno de Carlos IV, Luis Borbón-Parma, se convirtiera en rey de Etruria, cediendo a cambio España a Francia la Luisiana. En ese mismo año España y Francia declararon la guerra a Portugal, guerra que se conocería como la guerra de las Naranjas, y Godoy fue nombrado generalísimo y jefe supremo de los ejércitos movilizados contra Portugal. Tras la ocupación de algunas zonas fronterizas se firmó un tratado de paz por el que Portugal cedió Olivenza a España.
En 1802 las Tropas de Continuo Servicio del Ejército contaban con cuarenta y tres regimientos de infantería de línea, incluyendo tres irlandeses, dos mixtos y seis suizos, y once batallones de infantería ligera. Los regimientos de línea, excepto los suizos, debían contar ahora con tres batallones de cuatro compañías cada uno, un total de dos compañías de granaderos y diez de fusileros, con 84 hombres por compañía en tiempo de paz y 188 en tiempo de guerra. Los batallones ligeros contaban con seis compañías de 130 hombres cada una en tiempo de paz y de 200 en tiempos de guerra. Los hombres que completaban las plantillas en tiempo de guerra debían salir de los regimientos de Milicias Provinciales, en el caso de los regimientos de línea, y de voluntarios de las provincias exentas, en el caso de los de infantería ligera.: 67–72, 80  En 1803 los regimientos de caballería contaban con cinco escuadrones cada uno, a dos compañías con 67 hombres y 54 caballos cada una. Del 1803 a 1805 se suprimieron los dragones, pasando estos a ser cazadores a caballo y húsares. Así se contaba en 1803 con doce regimientos de línea, tres de cazadores a caballo, y otros seis de húsares; y después de 1805 cuatro de los de cazadores y otros cuatro de los de húsares volvieron a ser de dragones.: 300–301  En 1806 la artillería estaba organizada en cuatro regimientos con dos batallones cada uno, con cuatro compañías a pie y una a caballo en cada batallón.: 566  En 1802 se creó un Regimiento de Zapadores-Minadores-Pontoneros en Alcalá de Henares, con dos batallones de a cinco compañías cada uno.: 575–576 
En 1805 Napoleón Bonaparte planeó una expedición conjunta de las armadas españolas y francesas al Caribe con el fin atraer a la flota británica, para que así quedaran desguarnecidas las costas británicas y fuera posible la invasión del Reino Unido por los ejércitos napoleónicos. La flota francesa partió de Tolón y se le unió en Cádiz la flota española. Juntas pusieron rumbo al Caribe y la flota de Horacio Nelson lo hizo también. Tras pasar una semanas en el Caribe la flota hispano-francesa dio la vuelta para dirigirse al canal de la Mancha, pero se encontró con otra escuadra británica a la altura del cabo de Finisterre y desviándose primero a La Coruña y luego a Cádiz, donde permaneció varios meses, dando tiempo a la escuadra de Nelson y a otros escuadrones ingleses a concentrarse en la zona. El consecuente combate cuando la flota hispano-francesa intento salir al mar abierto, la batalla de Trafalgar, resultó en la destrucción de lo mejor de la flota española y francesa.: 432–463  Esta batalla decidió la suerte del Imperio español, al dejar la América española aislada de la metrópoli.: 66  Cuando los británicos intentaron invadir el Virreinato del Río de la Plata, la defensa se tuvo que basar en las unidades que existían o se pudieron crear en el virreinato, sin auxilio de la metrópoli.

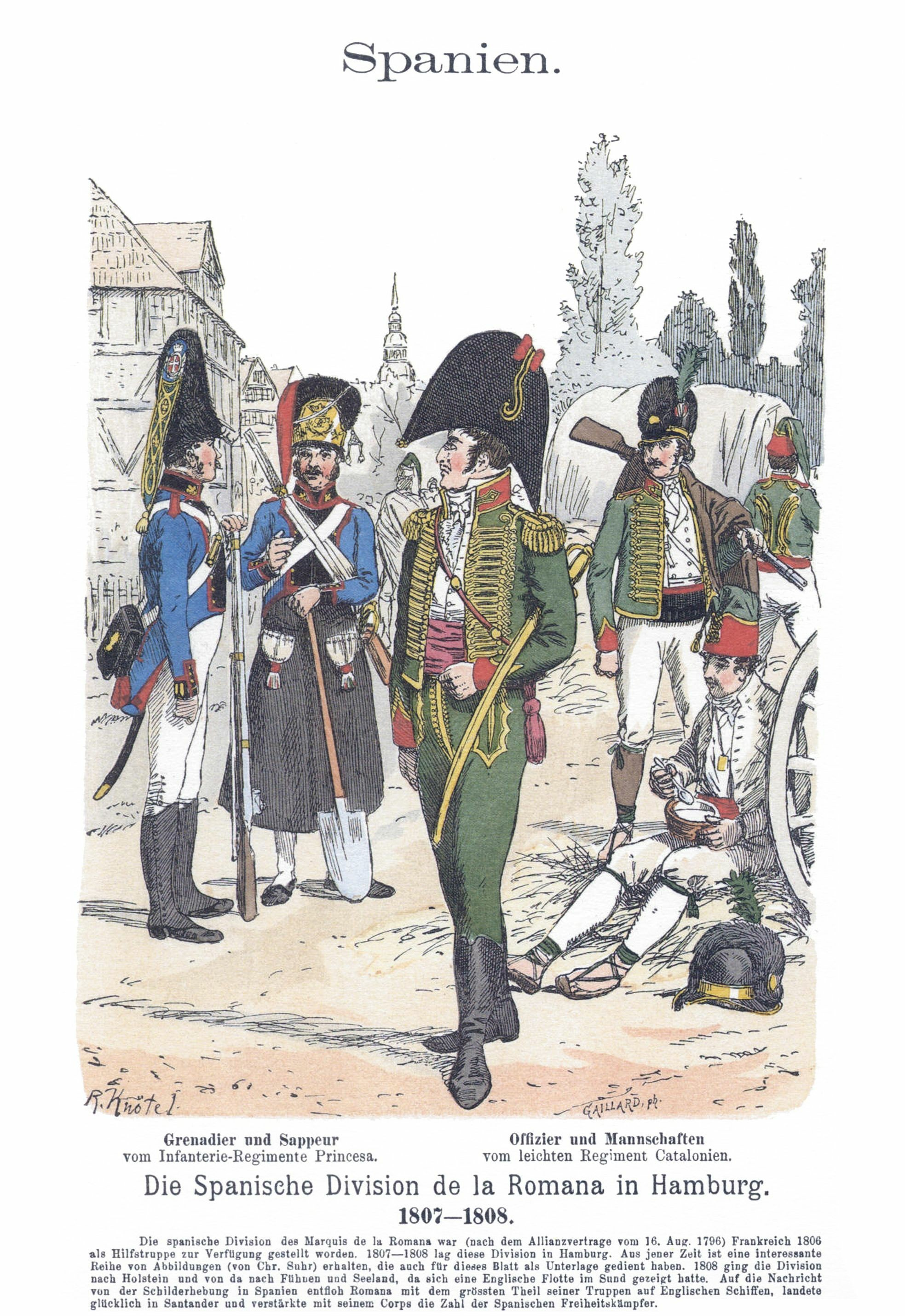
La División del Norte en Hamburgo: granadero y gastador del Regimiento de La Princesa, y oficial y soldados del Regimiento de Voluntarios de Cataluña.

En 1807 Napoleón pidió a Godoy el envío de tropas españolas, entre ellas las estacionadas en 1806 en el Reino de Etruria, para hacer guarnición en el norte de Alemania y Dinamarca, y participar en la invasión de Suecia. Se organizaron tres divisiones con un total de unos 15 000 soldados, que acabaron integrados en la que se conocería como la División del Norte, al mando de Pedro Caro y Sureda, marqués de la Romana.: 132–163  Ese mismo año Napoleón decidió anexionarse el Reino de Etruria e invadir Portugal, por lo que suscribió con España el Tratado de Fontainebleau en el que el nieto de Carlos IV, Luis II de Etruria, cedía su reino y a cambio se le prometía un nuevo reino en el norte de Portugal; a Godoy a su vez se le prometían territorios en el sur de Portugal, que podría gobernar como príncipe soberano, con el resto de Portugal quedando bajo administración militar francesa. Una convención anexa establecía que Francia formaría un ejército de 28 000 hombres para participar en la invasión y que España aportaría un total de 27 000 hombres para ayudar al ejército francés y para ocupar los territorios en el norte y el sur que debían pasar a Luis II y a Godoy.: 426–429 
El 18 de octubre de 1807 entraron en España las primeras tropas francesas asignadas a la conquista de Portugal. El 19 de noviembre el ejército hispano-francés, al mando del general Junot, cruzó la frontera portuguesa cerca de Alcántara, llegando la vanguardia el 23 a Abrantes. Al mismo tiempo otras divisiones españolas entraron desde Badajoz y Galicia para ocupar el sur y el norte del país. El 29 la corte portuguesa abandonó Lisboa para refugiarse en Brasil y el 30 las tropas de invasión ocuparon la capital. El 22 de diciembre entraron en España más tropas francesas al mando del general Dupont y el 9 de enero de 1808 entró un tercer cuerpo al mando del general Moncey. Estos dos cuerpos entraron en España sin solicitar permiso al gobierno español, en violación de lo acordado en Fontainebleau. El 1 de febrero Junot anunció que él iba a gobernar la totalidad de Portugal, otra violación del tratado. El 16 de febrero se apoderan los franceses de la ciudadela de Pamplona. Al mismo tiempo entra en Cataluña otra fuerza francesa que se apodera el 26 de la ciudadela de Barcelona, el 28 de Montjuic y el 18 de marzo de Figueras. El 4 de marzo se habían apoderado los franceses de San Sebastián y ese mes el número de tropas francesas en la península alcanzó 100 000, con el general Murat, cuñado de Napoleón, como jefe de las fuerzas en España. La corte española consideró hacer lo mismo que la portuguesa y se trasladó a Aranjuez junto con la mayor parte de la guarnición militar de Madrid. Tras el motín de Aranjuez, el 18 de marzo Carlos IV destituyó a Godoy y el 19 abdicó a favor de su hijo Fernando.: 10–47 
El 23 de marzo entró Murat en Madrid acompañado por la caballería de la Guardia Imperial y el 24 volvió Fernando VII a la capital. Tanto Murat como el embajador francés evitaron reconocer a Fernando como rey. Murat anunció que Napoleón iba a venir a España y pidió a Fernando que se encontrara con él en Burgos. Fernando partió el 10 de abril hacia Burgos, dejando en Madrid una Junta Suprema de Gobierno presidida por su tío, el infante Antonio Pascual. Al llegar a Burgos no encontró al emperador allí y los franceses le pidieron que fuera a Vitoria, que allí podría encontrarse con Napoleón. El emperador no había salido de Francía y mandó a Vitoria una carta para pedir al rey que se reuniera con él en Bayona. Algunos de los acompañantes del rey le aconsejaron que no fuera a Francia, pero el rey quería ser reconocido como tal por el emperador y los desoyó (un batallón del Regimiento Inmemorial del Rey se encontraba en Mondragón y podría haber protegido su evasión). El 20 de abril entró Fernando en Francia, llegando a Bayona el mismo día. En Madrid Murat había conminado a la Junta a que se le entregase Godoy, que fue también trasladado a Bayona, adonde llegó el 26. Carlos IV, alentado por Murat a recuperar su trono, también salió hacia Bayona el 25 de abril, escoltado por carabineros y tropas francesas.: 54–72 

### El Ejército durante la guerra de la Independencia

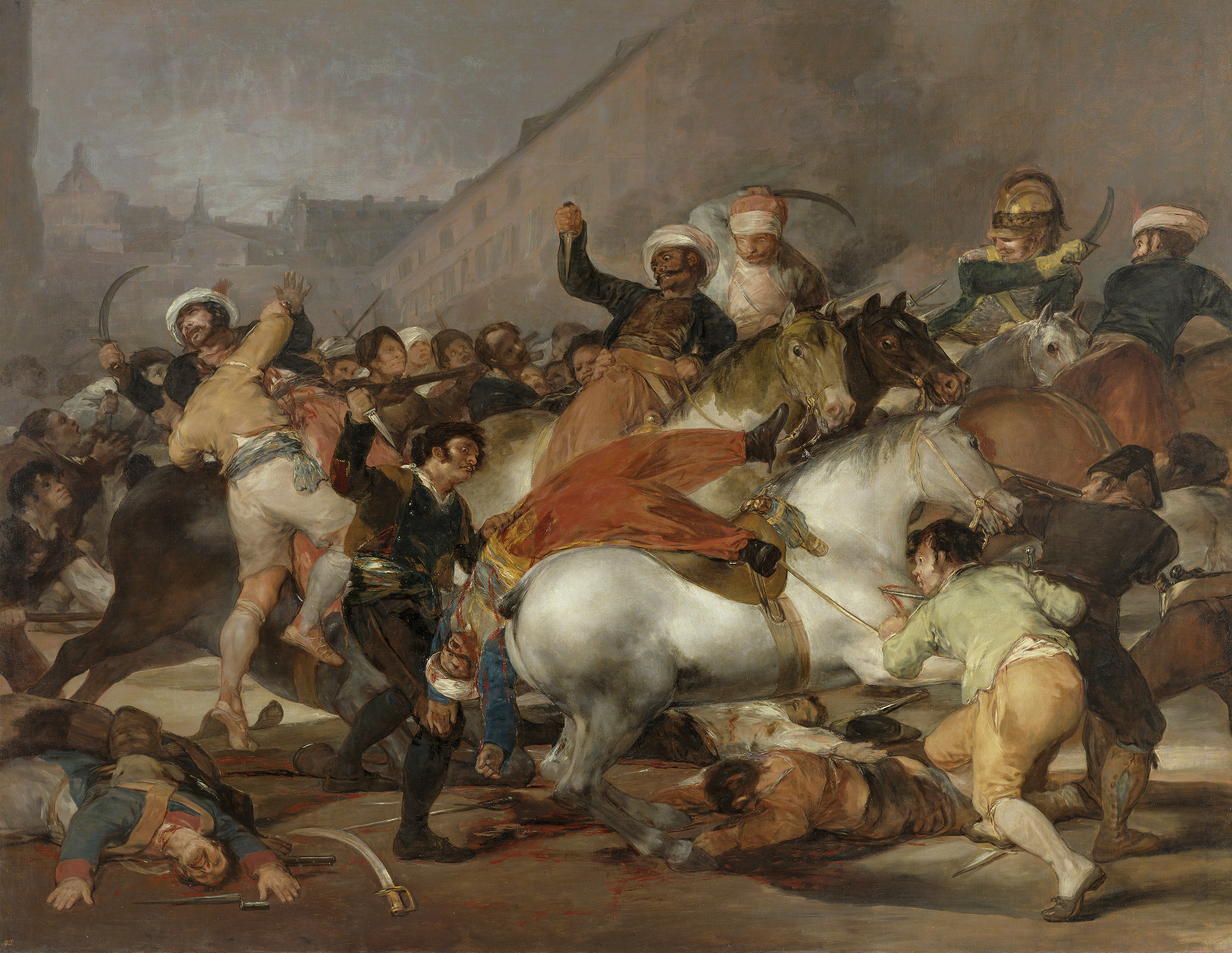
El dos de mayo de 1808 en Madrid, por Francisco de Goya (1814). Los madrileños se enfrentan a la caballería mameluca.

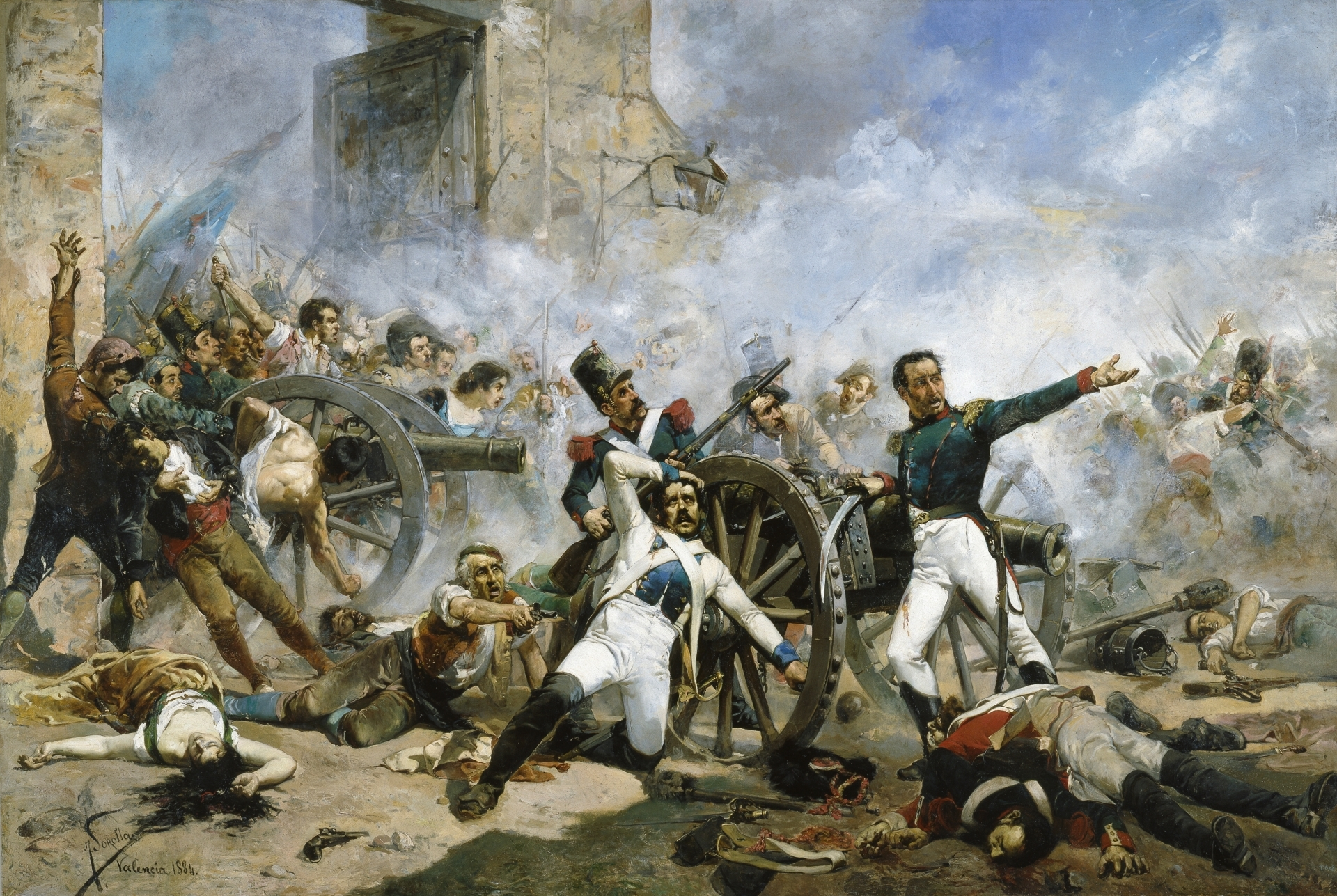
La defensa del parque de Monteleón durante el levantamiento del 2 de mayo en Madrid, por Joaquín Sorolla

En ese momento, Madrid y sus alrededores albergaban unas 25 000 tropas francesas, mientras que la guarnición española era solo de unos 3000 hombres. El 1 de mayo Murat demandó que la reina de Etruria y el infante Carlos fueran también a Bayona, y la Junta accedió a que partieran el día siguiente. En la mañana del 2 de mayo salió primero en un coche la reina María Luisa con su hijo Luis, rey de Etruria, tras lo que la multitud agolpada frente al palacio vio que otros dos coches estaban preparados. Se corrió el rumor de que esos coches estaban destinados a llevarse a los infantes, y la multitud comenzó a protestar y a acosar a los franceses presentes. Al oír Murat del alboroto, ordenó que un batallón fuera enviado a la plaza. Los soldados franceses hicieron una descarga nada más llegar, y esto provocó un levantamiento popular en toda la ciudad. Los franceses fueron atacados con cualquier tipo de arma que el pueblo pudo encontrar y contraatacaron con artillería y con cargas de la caballería de la guardia imperial, los lanceros polacos, y los mamelucos. Las tropas españolas fueron ordenadas por la Junta a permanecer en sus cuarteles, pero civiles se dirigieron parque de artillería de Monteleón para que les pudiesen proporcionar armas y luchar con ellas contra los franceses, lo que forzó a los militares españoles a tomar partido y unirse a sus conciudadanos. En contra de las órdenes dadas por la Junta,  el capitán Pedro Velarde y Santillan consiguió que el coronel de un cuartel de Voluntarios del Estado le entregara el mando del 2.º batallón de la 3.ª compañía, con 33 hombres y 2 oficiales y acude al parque de Artillería de Monteleón, donde el capitán Luis Daoiz y Torres permanece con 10 soldados, 3 suboficiales y 2 oficiales españoles, junto a 80 soldados franceses que permanecían en el cuartel.  Una vez convencido el capitán Luis Daoiz y Torres por el capitán Pedro Velarde y Santillan, junto al capitán de infantería Rafael Goicoechea, los tenientes Jacinto Ruíz y José Ontoria, tres cadetes, los fusileros de la Tercera Compañía y los soldados del acuertelamiento desarman al destacamento francés. Entregan armamento a la población que permanecía en el exterior de Monteleon, disponiéndose a defender a la población (parte de la población armada permaneció en defensa del acuertelamiento y otra salió por las calles a defender y auxiliar entre calles...). (Representantes de la Junta se reunieron con Murat y acordaron un alto el fuego, pero tras cesar las hostilidades los franceses comenzaron a fusilar a todos aquellos que encontraron con armas.: 76–80  Este fue el principio de la guerra de la Independencia española.
En los días siguientes el resto de la Familia Real española fue trasladada a Bayona por los franceses, incluyendo el presidente de la Junta, puesto que entonces se arrogó Murat. En Bayona Napoleón consiguió sucesivamente la renuncia de Fernando VII a favor de su padre, la abdicación de Carlos IV a su favor, y la renuncia de toda la familia real a sus derechos dinásticos. Napoleón otorgó pensiones a los miembros de la Casa Real y les asignó residencia en el interior de Francia.: 82–91 
Antes del 2 de mayo se habían congregado en Madrid personas de toda España para celebrar la ascensión al trono por Fernando VII. El levantamiento y su cruenta represión les hicieron regresar a sus lugares de origen, propagando la noticia de lo que había sucedido. Al mismo tiempo se supo lo que había pasado en Bayona, y que ahora toda la Familia Real, y la corona misma, estaban en poder de Napoleón.: 82, 98  Se produjeron disturbios y enfrentamientos con los franceses en varios lugares, con la primera provincia en organizar la resistencia siendo Asturias. Su Junta General declaró la guerra a Napoleón el 25 de mayo, mandó emisarios al Reino Unido para recabar ayuda, y distribuyó armas y formó unidades para luchar contra los franceses.: 102–104  Otras provincias y reinos también organizaron juntas y el alzamiento fue propagándose por toda España. El 27 de mayo se formó en Sevilla la autodenominada Junta Suprema de España e Indias, que se aseguró el apoyo de la división situada frente a Gibraltar al mando del general Castaños, estableció relaciones con los británicos estacionados en Gibraltar y con el escuadrón británico que vigilaba Cádiz, mandó noticia a las Canarias y a las Indias de lo que estaba sucediendo, declaró solemnemente la guerra a Francia el 6 de junio, y ordenó la captura de los buques franceses fondeados en Cádiz.: 118–125  En Bayona Napoleón eligió como Rey de España a su hermano José, con la aquiescencia de la Junta Suprema de Gobierno dirigida por Murat en Madrid y del Consejo de Castilla. También hizo convocar una diputación general de notables españoles que se congregaron en Bayona para reconocer a José como Rey de España y para refrendar una nueva constitución para el reino que establecería una alianza militar perpetua entre Francia Y España. José entró en España el 9 de julio y en Madrid el día 20, donde fue proclamado rey el 25.: 94–96, 156–167, 201–203 
Al comenzar la guerra, la infantería española contaba con dos regimientos de guardias, treinta y ocho regimientos de línea, doce batallones ligeros, seis regimientos suizos, y cincuenta  batallones de milicias provinciales, con un total de 193 batallones encuadrando 108 804 hombres.: 254–258  De las unidades que se encontraban en Portugal, la mayor parte regresaron a España y el resto cayeron prisioneras de los franceses. También la mayor parte de la División del Norte pudo escapar de Dinamarca y regresar a España con la ayuda de la flota británica, pero unos 5000 hombres fueron hechos prisioneros, siendo parte de ellos incorporados en el ejército francés que más tarde invadió Rusia. En 1808 los franceses también encuadraron en su ejército dos de los regimientos suizos españoles, que volverán a integrarse con los españolas durante la batalla de Bailén. La Juntas crearon numerosas formaciones militares: desde junio a octubre se formaron 153 regimientos de infantería de línea, 44 regimientos de infantería ligera, y 15 regimientos de caballería encuadrando un total de unos 184 000 hombres. Estas unidades nuevas, junto con las unidades regulares, se agruparon en varios ejércitos que eran sostenidos por las juntas de los territorios en los que estaban desplegados, sin que hubiera hasta 1812 un mando central unificado que dirigiera y coordinara sus actividades.: 141–146 

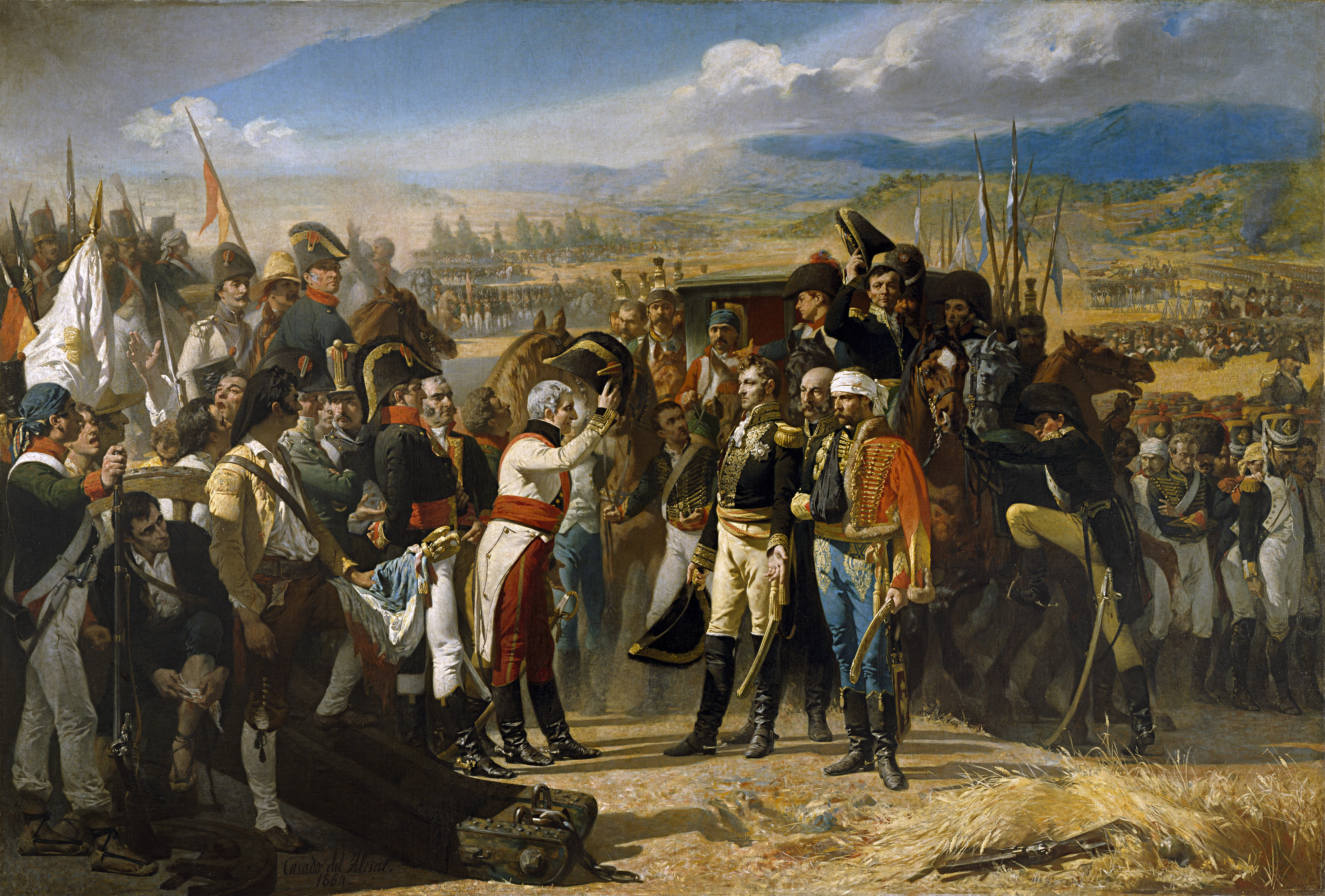
La Rendición de Bailén, por José Casado del Alisal.

Antes de que José Bonaparte hubiera entrado en España, Murat mandó un cuerpo de ejército mandando por Dupont a asegurarse el control de Andalucía y para rescatar los buques franceses que estaban en Cádiz. A la vez los españoles organizaron el Ejército de Andalucía al mando del general Castaños para resistir a los franceses, integrando unidades provenientes de las provincias andaluzas y de Extremadura. Al mismo tiempo que José llegaba a Madrid, las dos fuerzas se enfrentaron en la batalla de Bailén, en la que los franceses fueron derrotados el 22 de julio de 1808, la primera vez que un ejército napoleónico era derrotado y capitulaba en combate. La victoria española, tras las derrotas españolas de Cabezón y Rioseco, demostró que los ejércitos napoleónicos no eran invencibles y forzó a los franceses a evacuar Madrid y replegarse a la provincia de Burgos. Al principio de agosto tropas inglesas al mando de Arthur Wellesley desembarcaron cerca de Coímbra y desalojaron a los franceses de Portugal. El 13 de agosto el Ejército de Valencia entró en Madrid, y el 23 lo hizo el de Andalucía. El 5 de septiembre se celebró un Consejo de Guerra en Madrid en el que participaron los jefes de ejército que se encontraban allí y representantes de los otros ejércitos. El general Cuesta pidió que le nombraran comandante en jefe, pero los otros se opusieron. El consejo decidió pasar a la ofensiva contra las tropas francesas, y se ordenó a los ejércitos españoles marchar hacia ellas. El 23 de septiembre se formó en Aranjuez la Junta Suprema Central, que asumió el gobierno del país en ausencia de Fernando VII.: 181–276 

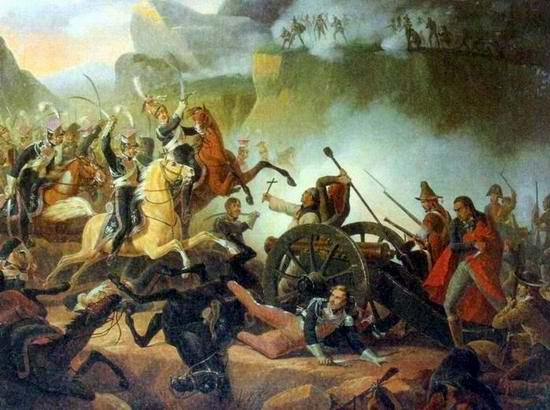
La carga de los ulanos en la batalla de Somosierra, por J. Suchodolski.

Al llegarle noticias de lo que sucedía en la península, Napoleón decidió formar un ejército para, con él a su cabeza, restablecer a su hermano en la capital y recuperar tanto España como Portugal. Se ordenaron nuevas levas y se trasladaron al sur de Francia unidades previamente desplegadas en el norte de Europa, formándose un ejército de 250 000 hombres dividido en 8 cuerpos. Napoleón entró en España el 8 de noviembre e inició operaciones que forzaron el repliegue de los españoles. El 30 de noviembre ya había llegado a Somosierra, tomando el puerto con su caballería. La Junta Central se vio obligada a abandonar Aranjuez y el 3 de diciembre Napoleón atacó Madrid, que capituló el día siguiente. Las tropas francesas continuaron avanzando en La Mancha y Extremadura, y la Junta y sus tropas continuaron retrocediendo, llegando la Junta a Sevilla el 17 de diciembre. Napoleón se dirigió primero a atacar al ejército inglés que había entrado en el antiguo reino de León, haciéndole retroceder a Galicia en dirección a La Coruña donde fue evacuado por la Armada británica, rindiéndose la ciudad a los franceses el 19 de enero. Napoleón volvió a Francia tras ser informado de que Austria se estaba movilizando, y devolvió a José su reino. Los franceses derrotaron al Ejército del Centro en la batalla de Uclés, al de Cataluña en la batalla de Molins de Rey y acabaron tomando Zaragoza después de su segundo sitio. 

#### 1809
El 9 de enero de 1809 la Junta firmó con el Reino Unido un Tratado de Paz y Alianza y empezó a recibir subsidios y pertrechos británicos.: 284–373  Los franceses continuaron avanzando para ocupar Andalucía, y derrotaron a un nuevo ejército español en la batalla de Medellín.: 381  Los ejércitos españoles habían sido derrotados, pero tras cada derrota los combatientes que podían salvarse se volvían a juntar y, junto con nuevos reclutas, volvían a formar otro ejército con el que luchar una vez más, a veces creciendo el tamaño del ejército de derrota a derrota. Esta práctica negaba a los franceses la posibilidad de ganar una batalla decisiva, ya que incluso las peores derrotas no mermaban el espíritu de lucha de los ejércitos españoles. La mayoría de los españoles luchaban sin uniformes y con las armas que podían encontrar y nunca había dinero suficiente para pagar a la tropa o para mantenerla en condiciones de combate. La situación implicaba que el número de tropas regulares con instrucción militar adecuada decrecía con el tiempo. Los franceses a veces consideran bandidos a todos los que luchaban sin uniforme, ejecutándolos cuando eran capturados.: 249–252  Había expertos militares que insistían en que lo importante no era el número de soldados, sino el poder equiparlos, mantenerlos e instruirlos adecuadamente, pero no era fácil hacerlo.: 164  Un problema más era la tendencia a crear nuevas unidades y a nombrar nuevos mandos, en vez de reforzar las unidades existentes bajo el mando de oficiales experimentados, y otro la falta de un mando unificado que pudiera decidir el mejor despliegue de las unidades y pudiera coordinar sus acciones.: 179–180 

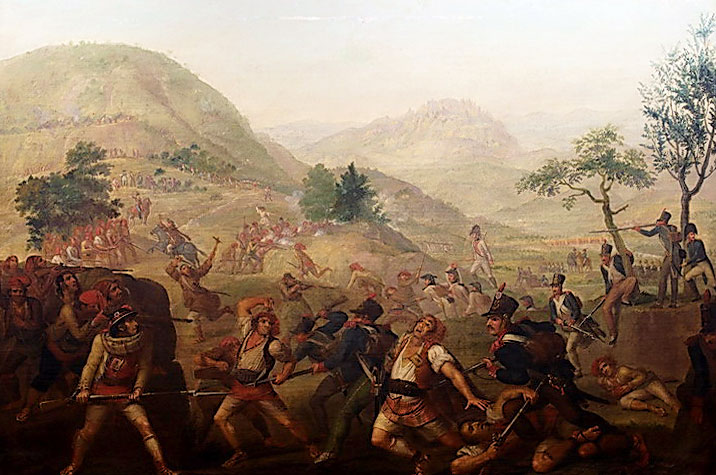
Guerrilleros catalanes combatiendo al francés, por Joseph Flaugier.

Una reacción a las victorias de los franceses en el campo de batalla, y a las represalias que a veces se tomaban contra los prisioneros, fue la creación de fuerzas de guerrillas. En Cataluña ya se habían formado los cuerpos de migueletes y el somatén, que en ocasiones habían operado como fuerzas irregulares para hostigar las patrullas, convoyes y comunicaciones franceses. El peligro de ser fusilado si se era capturado prisionero incentivaba a las fuerzas derrotadas a escapar y a esconderse de las tropas francesas que ocupaban el país. En muchas ocasiones las tropas irregulares tenían más facilidad para obtener medios para subsistir que las mal abastecidas tropas regulares. La Junta publicó el 28 de diciembre de 1808 un reglamento para regular las actividades de las guerrillas y mejorar su disciplina, con la actividad de guerrillas extendiéndose pronto por toda España.: 381–398 
En abril de 1809 los británicos volvieron a enviar tropas al mando de Arthur Wellesley para reforzar sus fuerzas en Portugal, que había sido invadida otra vez por los franceses. Los británicos también se encargaron de crear e instruir fuerzas portuguesas, encuadrándolas bajo el mando británico. La fuerza conjunta anglo-lusa expulsó a los franceses, que se tuvieron que retirar a Galicia y poco después, hostigados por los españoles, también tuvieron que evacuar Galicia y Asturias.: 415–421  El 10 de julio Wellesley se reunió con Cuesta para planificar una ofensiva contra los franceses, encontrándose la fuerza conjunta con los franceses en la batalla de Talavera, en la que los aliados hicieron retirarse a los franceses. Tras la batalla Wellesley fue creado vizconde de Wellington por el Reino Unido y nombrado capitán general de ejército por la Junta. Tras otras escaramuzas los aliados tuvieron que retirarse debido a la carencia de suministros.: 21–37  Las batallas entre los franceses y los aliados anglo-luso-españoles continuaron. La batalla de Ocaña, culminada el 19 de noviembre de 1809, resultó en la derrota absoluta de un ejército español de unos 50 000 hombres, y forzó a la Junta a trasladarse a la isla de León.

#### 1810

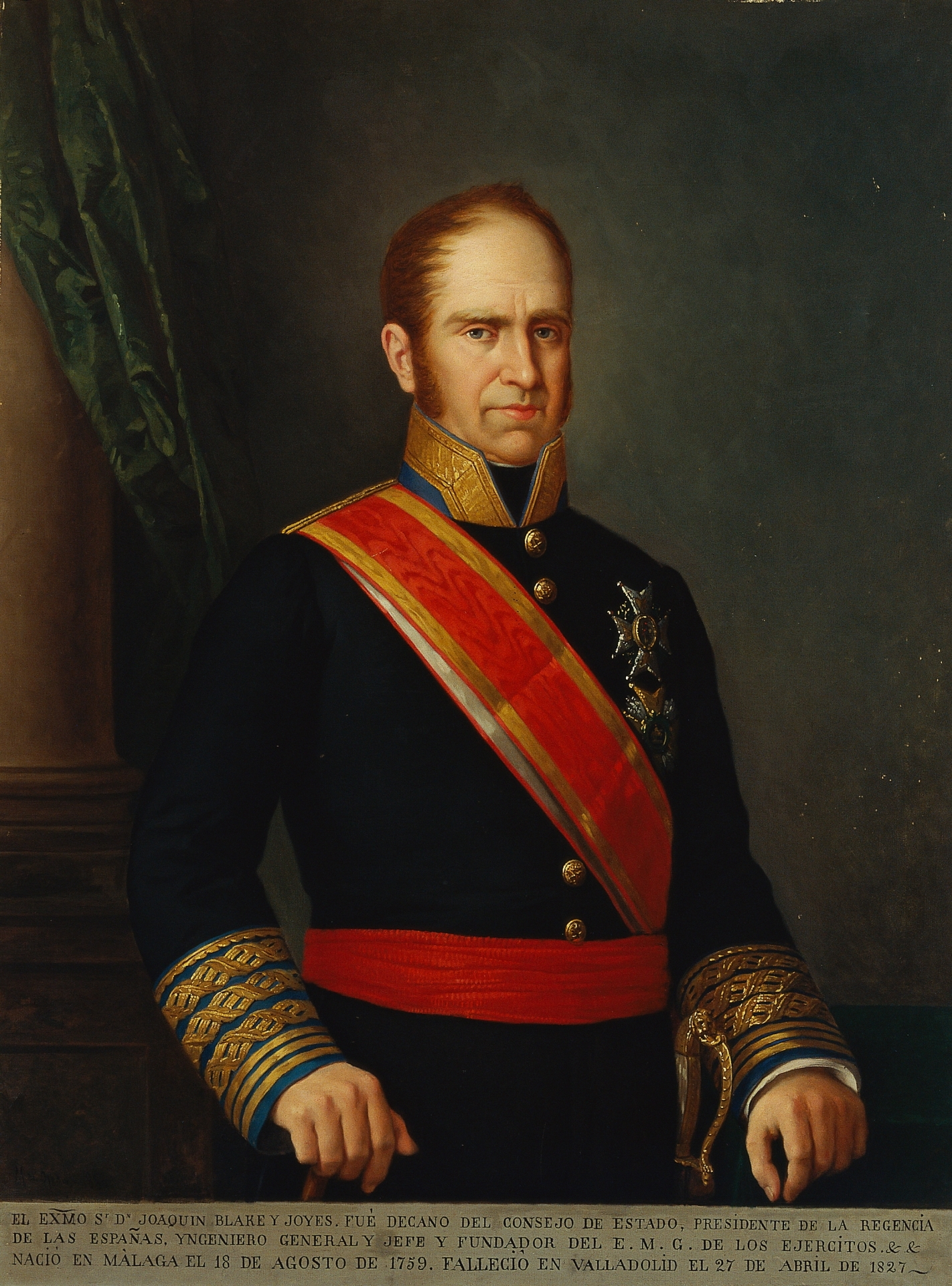
Joaquín Blake, general jefe del Ejército Central, jefe de los ejércitos aliados que defendían Cádiz, primer jefe del Estado Mayor Central de la Regencia, y uno de los tres miembros del Consejo de Regencia nombrado por las Cortes de Cádiz, por Manuel Ojeda y Siles.

En enero de 1810 la Junta fue remplazada por el Consejo de Regencia de España e Indias. Los franceses, con José al frente, procedieron a invadir Andalucía y alcanzaron la bahía de Cádiz el 5 de febrero. La defensa de la isla de León contaba con un ejército español de 14 000 hombres, una división anglo-lusa de 5000 hombres y una milicia gaditana de 8000 hombres, así como la asistencia de una escuadra naval inglesa y otra española.: 80–113  En abril el general Joaquín Blake fue nombrado comandante en jefe del ejército aliado que defendía Cádiz y en julio la Regencia creó un Estado Mayor General con él como jefe para proporcionar al mando de todos los ejércitos españoles la información necesaria para sus decisiones, para detallar y transmitir las órdenes, y para vigilar su cumplimiento.: 169–170  Ante la imposibilidad de tomar la isla de León, los franceses decidieron someterla a sitio y, mientras tanto, expulsar a los ingleses de la península. Tras tomar Ciudad Rodrigo, los franceses entraron en Portugal, por tercera vez, en agosto de 1810. Wellington, en previsión de la invasión francesa, había hecho construir una serie de fortificaciones para proteger Lisboa, las Líneas de Torres Vedras, y había evacuado y desnudado el área delante de las líneas de todo aquello que pudiera ser consumido o usado por los franceses. Las fortificaciones estaban guarnecidas por tropas portuguesas, inglesas, y también españolas: una división al mando de la Romana, y tras ellas Wellington dispuso fuerzas de reserva para reforzar cualquier punto de las líneas que fuera atacado por los franceses.: 147–171  Los franceses avanzaron hasta las líneas, pero no pudieron superarlas, y con sus líneas de abastecimiento hostigadas por guerrilleros y ejércitos regulares, se vieron forzados a retirarse en noviembre de 1810, perseguidos por los anglo-lusos mientras que los españoles se reintegraban en el Ejército de Extremadura.: 267–268 
Tras llegar la noticia de la ocupación de Andalucía por los franceses hubo en Caracas un levantamiento que erigió una Junta Suprema que se declaró soberana —tal como lo habían hecho muchas de las Juntas Provinciales peninsulares— hasta que volviera Fernando VII. Otras provincias americanas hicieron lo mismo. Al recibir la Regencia noticias de lo sucedido decidió enviar tropas para asegurarse la fidelidad de las nuevas Juntas.: 231–236  Eran las primeras fuerzas militares que el gobierno español mandaba de la península al continente americano desde 1798.: 173  Las Cortes de Cádiz, constituidas por representantes de las provincias metropolitanas y ultramarinas, fueron inauguradas el 24 de septiembre de 1810.: 203–215  El 15 de octubre publicaron un decreto que establecía la igualdad de derechos de los ciudadanos europeos y americanos de la corona, y ofrecía una amnistía general a los levantados. El 28 tomó juramento un nuevo Consejo de Regencia nombrado por las Cortes, con el general Blake como uno de sus tres miembros. El 23 de diciembre de 1810 las Cortes nombraron una comisión para elaborar el proyecto para una nueva constitución. Las Cortes promulgaron decretos para favorecer a los ciudadanos americanos de la corona, pero la rebelión continuó extendiéndose del Río de la Plata a México, con combates entre los rebeldes y las tropas leales a la administración española. Las Cortes autorizaron una leva de 80 000 hombres para reforzar el Ejército y establecieron fábricas de armas y munición y maestranzas en los territorios libres de los franceses.: 237–264 

#### 1811
El ejército francés que había intentado tomar Portugal volvió a España en marzo de 1811 y fuerzas anglo-lusas al mando de Wellington les siguieron, enfrentándose a los franceses en la batalla de Fuentes de Oñoro en abril y, junto con ejércitos españoles, en la batalla de La Albuera en mayo.: 292–299  En agosto de 1811 fue creada por las Cortes la Orden Nacional de San Fernando para reconocer acciones militares distinguidas.: 370–371  En noviembre de 1811 un ejército anglo-portugués al mando de Wellington tomó Ciudad Rodrigo, tras lo que Wellesley fue creado Duque de Ciudad Rodrigo por las Cortes. Ese año las fuerzas francesas en la península decrecieron, ya que fueron más las bajas que los reemplazos. El año siguiente Napoleón retiró parte de las tropas más veteranas estacionadas en España para emplearlas en su proyectada invasión de Rusia. El 26 de diciembre la comisión constitucional de las Cortes presentó la cuarta y última parte de su trabajo, que incluía el título octavo sobre la fuerza militar nacional. Este título establecía que todos los españoles tenían la obligación del servicio militar en la forma como se dispusiera por ley, acabando con las exenciones territoriales y estamentales, y continuaba dividiendo el Ejército en una tropa de servicio continuo y una milicia de servicio temporal, que solo se podría emplear fuera de su propia provincia con la autorización de las Cortes. 

#### 1812

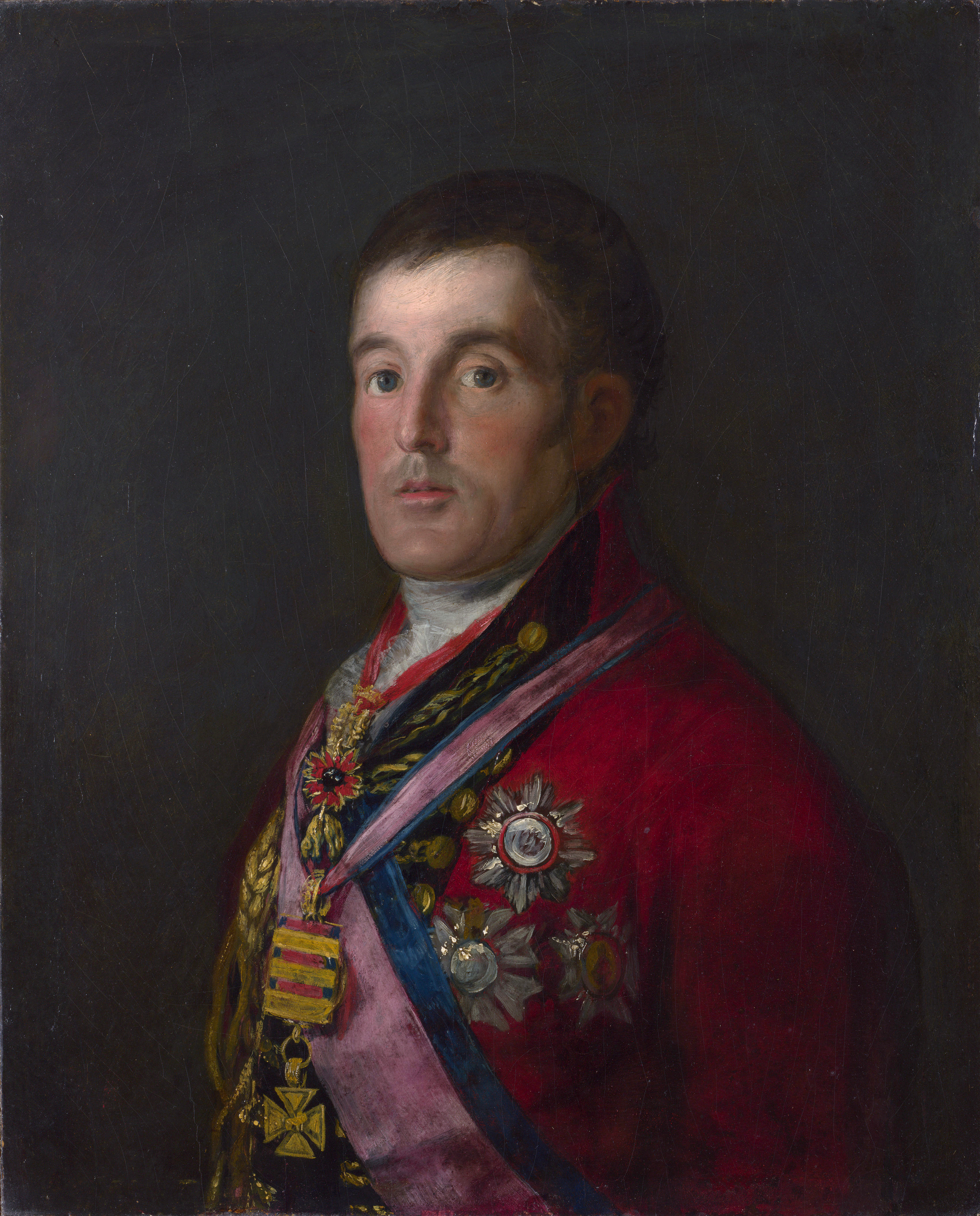
Arthur Wellesley fue creado en 1812 grande de España, duque de Ciudad Rodrigo y marqués de Wellington, y nombrado general en jefe de los ejércitos españoles en la península, tal y como lo era de los ingleses y portugueses, por Goya. El general luce el Toisón de oro que se le fue otorgado por su victoria en la batalla de los Arapiles.

La nueva Constitución fue firmada el 18 de marzo de 1812 y jurada el día siguiente, aniversario de la exaltación al trono de Fernando VII cuatro años antes.: 35–75  En abril una fuerza anglo-portuguesa al mando de Wellington tomó Badajoz, por lo que el general inglés recibió la gran cruz de San Fernando, mientras que en el resto de España ejércitos y guerrillas continuaban hostigando a los ocupantes franceses.: 77–91  Napoleón partió de Francia en mayo de 1812 para invadir Rusia al frente de un Gran Ejército de 600 000 hombres, entre ellos algunos de los españoles de la División del Norte que no pudieron ser evacuados a España.: 97  En junio Wellington se dirigió hacia Salamanca al frente de un ejército anglo-luso-español y en julio derrotó a un ejército francés al mando del mariscal Marmont en la batalla de los Arapiles. Tras tomar Valladolid el ejército aliado se tornó hacia Madrid, forzando a José a abandonar de nuevo la capital para dirigirse a Valencia. El 12 de agosto de 1812 los aliados entraron en Madrid, tanto el ejército de Wellington, como bandas de guerrilleros como la del Empecinado. Después de dos años y medio de sitio, los franceses levantaron el cerco de Cádiz el 24 de agosto para evitar ser atrapados, siendo la retirada de Andalucía y Extremadura por los franceses hacia Murcia hostigada y azuzada por los aliados. Los ingleses habían desembarcado una fuerza anglo-siciliana-española en Alicante el 9 de agosto. El 2 de octubre conectaron los ejércitos franceses provenientes de Andalucía y Extremadura con el ejército de José y con las fuerzas francesas que ocupaban Valencia. En Castilla el ejército aliado al mando de Wellington se reforzó con el Sexto Ejército español al mando de Castaños, entrando en Burgos el 18 de septiembre. El 22 Wellington fue nombrado por las Cortes general jefe de todos los ejércitos españoles, unificándose por fin tanto el mando de todas las fuerzas españolas como el de los ejércitos aliados en la península. Las fuerzas francesas volvieron a entrar en Madrid y pasaron a Castilla la Vieja, forzando la retirada de los aliados hacia Portugal, Galicia y Asturias, donde estos establecieron sus cuarteles de invierno. Wellington se trasladó a Cádiz para concertar las operaciones futuras, reorganizar los ejércitos españoles, y reglamentar las facultades de generales y otros mandos.: 112–161 

#### 1813
El desastre sufrido por el ejército napoleónico en Rusia requirió la salida de España de más unidades francesas para luchar contra la Sexta Coalición. Wellington ordenó a los ejércitos y guerrillas españoles que se encontraban en zonas dominadas por los franceses que evitaran acciones generales y que se concentraran en hostigar al enemigo, interrumpir sus comunicaciones y destruir fortificaciones. Napoleón salió de París el 15 de abril de 1813 al frente de sus reconstituidos ejércitos para empezar su campaña en Alemania y en mayo Wellington comenzó su campaña en la península. Contaba Wellington para su avance con 48 000 británicos y 28 000 portugueses bajo su mando directo y con 26 000 españoles del Cuarto Ejército. El ejército aliado avanzó desde sus cuarteles de invierno en el noroeste peninsular. Los franceses abandonaron Burgos y cruzaron el Ebro seguidos por los aliados el 15 de junio. El ejército aliado atacó a los franceses cerca de Vitoria el 21 de junio, haciéndoles huir y capturando su artillería y bagajes. Madrid fue evacuado por última vez el 27 de junio, lo que permitió que dos ejércitos españoles más pudieran unirse a las operaciones, trasladándose uno a Castilla la Vieja y otro a Valencia, este último para impedir que las fuerzas francesas allí destacadas pudieran reforzar a los franceses en el norte. El ejército aliado continuó su persecución de los franceses, que se hicieron fuertes en las plazas de San Sebastián y Pamplona. En el este los franceses evacuaron Valencia y Zaragoza para concentrar sus fuerzas en Cataluña. El 1 de julio Napoleón decidió unificar todas sus fuerzas en España en el llamado Ejército de España y puso al mariscal Soult a su mando, reemplazando a José que pasó a Francia. Los ingleses pusieron sitio a San Sebastián e intentaron tomar la ciudad al asalto, consiguiéndolo en el segundo intento, tras lo que saquearon la ciudad. El Cuarto Ejército español se había situado en los alrededores de Irún para bloquear una posible misión de alivio a San Sebastián y derrotó un ejército al mando de Soult en la batalla de San Marcial. El 7 de octubre los ejércitos aliados cruzaron el Bidasoa y entraron en Francia. El 31 de octubre Pamplona se rindió a los españoles, lo que permitió a Wellington continuar su campaña en Francia. Wellington decidió ordenar que los españoles volvieran a su país, ya que temía que pudieran buscar venganza con los civiles franceses y así provocar una nueva guerrilla que dificultaría su avance.: 215–298 

#### 1814
En enero de 1814 la Regencia y las Cortes se trasladaron a Madrid. La mayor parte de las fuerzas francesas que aún ocupaban partes de Cataluña, Aragón y Valencia fueron retiradas para defender otras fronteras, replegándose los que quedaron hacia Figueras. El 12 de marzo tropas inglesas entraron en Burdeos acompañadas por el duque de Angulema. Napoleón había firmado en diciembre un tratado con Fernando VII por el que este se comprometía a que las tropas inglesas abandonaran España cuando lo hicieran las francesas y en marzo permitió que regresara a España. Fernando VII entró en España el 22 de marzo y el 24 cruzó el Fluviá, pasando a territorio controlado por las tropas españolas, donde recibió los respetos de Francisco Copons y Navia, general jefe del Primer Ejército, y pasó revista a las tropas allí formadas; el mismo día Fernando VII entró en la arruinada Gerona. Wellington continuaba su campaña en Francia, apoyado por el Tercer y Cuarto Ejércitos que volvieron a cruzar la frontera. El 27 de marzo las tropas aliadas alcanzaron las afueras de Toulouse y en la batalla de Toulouse se enfrentaron al ejército de Soult. Tras la batalla los franceses abandonaron la ciudad y entraron en ella los aliados el 12 de abril, el mismo día en que recibieron la noticia de que los aliados del norte también habían entrado en París y de que Napoleón había abdicado. La guerra había terminado.: 305–354 

### La restauración
Fernando VII, después de pasar por Tarragona y Reus, llegó a Zaragoza el 6 de abril y el 16 a Valencia, donde recibió la noticia de la abdicación de Napoleón. Allí el capitán general de Valencia y general jefe del Segundo Ejército, Francisco Javier de Elío, hizo jurar a sus tropas que sostendrían al rey en la plenitud de sus derechos. También recibió el rey una representación de una facción de las Cortes que elogiaba la monarquía absoluta y pedía la disolución de las Cortes y la anulación de la Constitución de Cádiz. El rey salió de Valencia camino de Madrid escoltado por Elio y dictaminó el cese del Consejo de Regencia y la disolución de las Cortes; ordenó la prisión de varios regentes, ministros del gobierno y diputados liberales; y anunció que no juraría la Constitución.: 355–364 
De mayo de 1808 a marzo de 1814 se crearon 218 regimientos de infantería de línea y 101 regimientos de infantería ligera, con un total de 417 batallones de infantería, y otras 41 compañías sueltas y extraordinarias de infantería. En el mismo periodo se crearon once regimientos de caballería de línea, dos regimientos de lanceros, diez regimientos de húsares, otros diez regimientos de cazadores y seis regimientos de dragones, más veintidós escuadrones sueltos de distintos tipos, con un total de 160 escuadrones de caballería. La organización del Ejército sufrió numerosos cambios durante la guerra, resultando en el refundimiento o extinción de unidades, y la reorganización de los regimientos.: 284–296, 310–312  Tras finalizar la guerra unas tres cuartas partes de los hombres en armas fueron licenciados sin sueldo, unos 150 000 soldados, casi 10 000 oficiales y 440 generales.: 83  Se retornó a un número de unidades similar al que había antes de la guerra, con dos regimientos de reales guardias de infantería, cuarenta y dos regimientos de infantería de línea, doce batallones de infantería ligera, dieciséis regimientos de caballería de línea, tres de cazadores y otros tres de dragones. También se recrearon cuarenta y dos batallones de milicias provinciales. Dificultades presupuestarias forzaron posteriormente a reducciones adicionales en el número de batallones por regimiento y en el de regimientos.: 418–435 : 5–6 
Antes de que acabara la guerra en la península las Juntas de Regencia habían enviado batallones peninsulares al continente americano para intentar sofocar las rebeliones independentistas. De 1811 a 1813 dieciocho batallones de infantería peninsulares fueron destinados a ultramar.: 173  Tras el fin de la guerra peninsular el gobierno español organizó una expedición de 10 000 hombres al mando del general Pablo Morillo para sofocar la rebelión. El destino original debía haber sido el Río de la Plata, pero finalmente la expedición se dirigió a Venezuela. Las tropas peninsulares reemplazaron la mayor parte de las tropas locales que habían formado el bando realista hasta entonces, tras lo que algunas de ellas se pasaron al bando independentista. Las nuevas fuerzas no fueron capaces de sofocar la rebelión, que continuó bajo el liderazgo de Simón Bolívar.: 107–120  En 1820 se organizó otra fuerza expedicionaria para luchar contra los independentistas americanos, pero el pronunciamiento de Riego y el subsecuente cambió de régimen canceló la expedición e impidió el refuerzo de las fuerzas realistas en las provincias americanas, que acabaron siendo derrotadas por los independentistas.

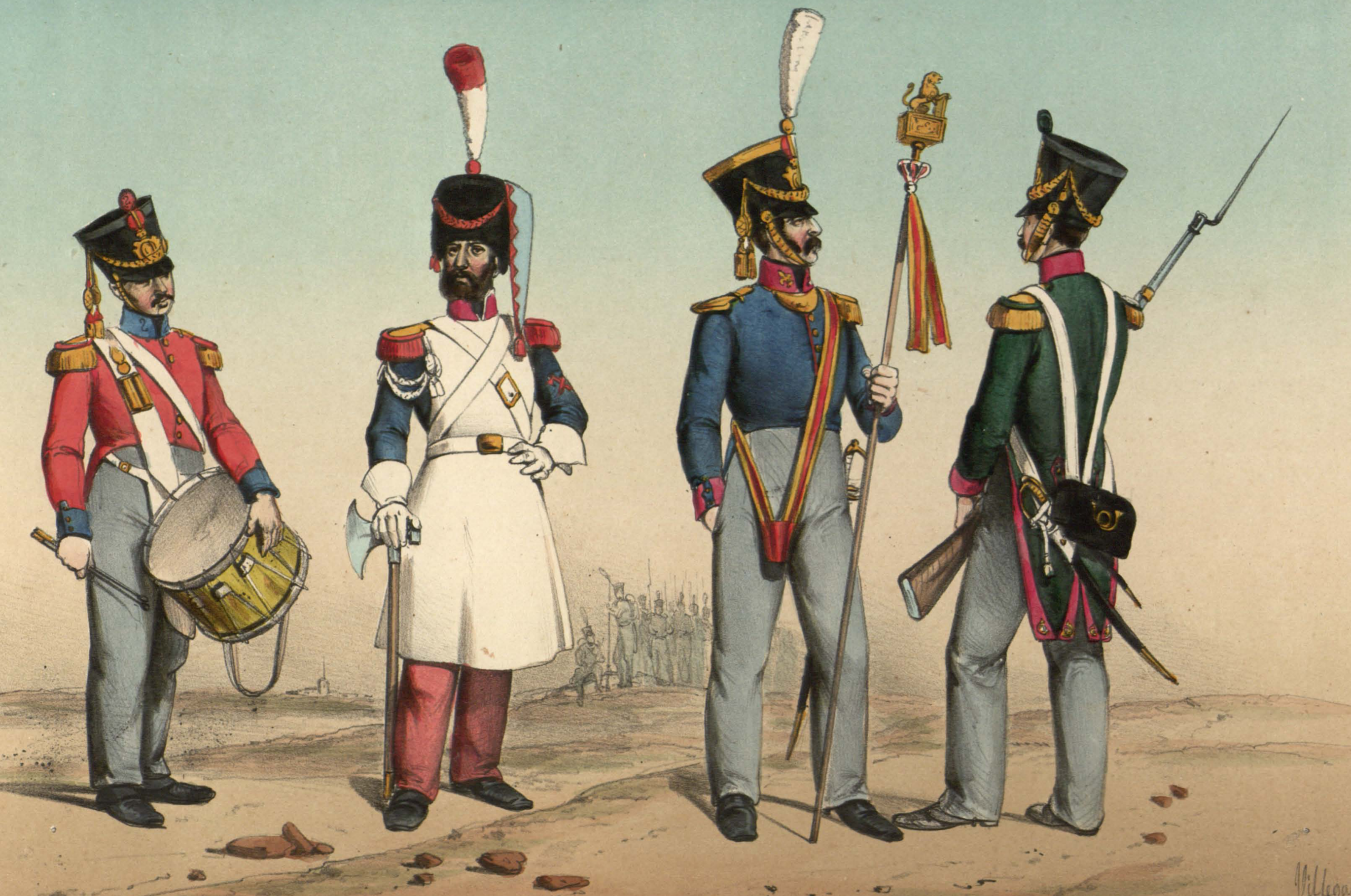
Tambor, gastador, leonífero, y soldado de infantería ligera durante el Trienio Liberal según Serafín María de Sotto.

El régimen liberal establecido en 1820 restauró la Constitución de Cádiz, subió el sueldo de los militares de baja graduación, y redujo el tamaño del ejército permanente, al mismo tiempo que potenció las milicias provinciales. También disolvió los tres regimientos suizos del Ejército, estipulando que sus miembros pudieran pasar a otros unidades si tomaban la nacionalidad española. El gobierno sustituyó las banderas de infantería por una nueva insignia que consistía en un león dorado que sostenía la constitución en el tope de un asta, al estilo de las águilas romanas. En 1821 la infantería se organizó en batallones independientes identificados por su número, desapareciendo los regimientos y sus nombres.: 436–450  En 1822 estalló una guerra civil en la península entre el gobierno constitucional y partidarios sublevados del antiguo régimen. En julio hubo una sublevación de la Guardia Real que fue sofocada por la Milicia de Madrid, mientras hubo levantamientos en otros puntos de España, siendo los insurgentes absolutistas especialmente activos en Cataluña y el territorio vasco-navarro.: 414–416  Francia intervino en 1823 para devolver a Fernando VII el poder absoluto, enviando un ejército denominado los Cien Mil Hijos de San Luis que, junto con fuerzas absolutistas españolas, derrotó a las fuerzas liberales. 

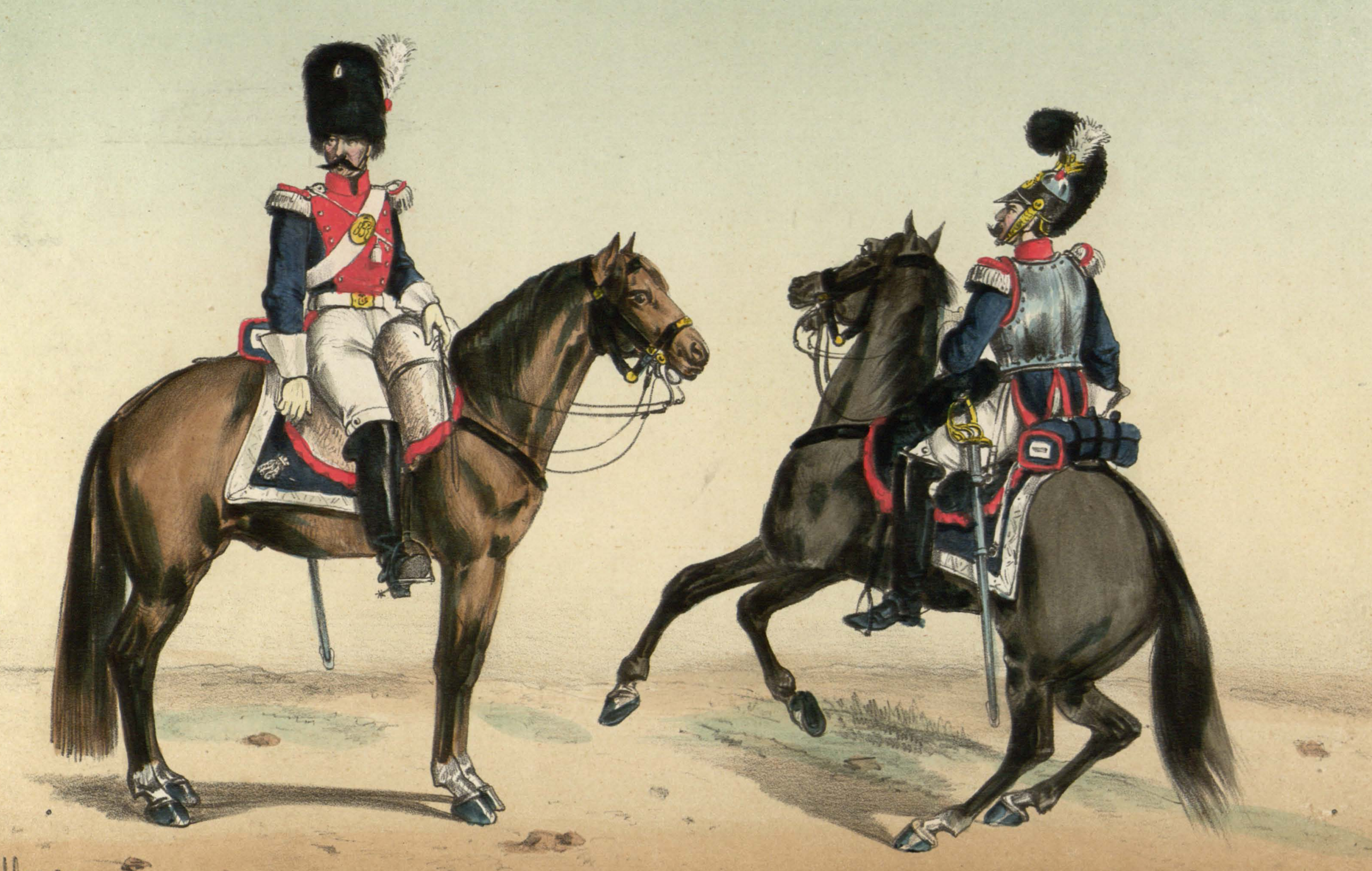
Granadero a caballo y coracero de la Guardia Real de Fernando VII en 1824 según Serafín María de Sotto.

El nuevo gobierno absolutista disolvió todas las unidades y cuerpos que habían sido leales al gobierno constitucional y forzó a todos su mandos a someterse a un juicio de justificación si querían volver al servicio. Parte de las tropas francesas permanecieron en España a sueldo del gobierno español hasta 1828, ocupando las plazas fuertes, y se reconstituyó el Ejército peninsular usando como base las fuerzas absolutistas que habían luchado contra el gobierno liberal, siendo agrupadas en diez regimientos de infantería de línea, seis de infantería ligera, tres de caballería de línea, cuatro de caballería ligera, ocho de caballería provisional, y cuarenta y tres regimientos provinciales. La Guardia Real se amplió a seis regimientos de infantería, dos de ellos provinciales, y cuatro regimientos de caballería: granaderos, coraceros, lanceros y cazadores, formando dos divisiones al mando directo del Rey. Cuba estaba guarnecida por doce regimientos de infantería, nueve de ellos de peninsulares, y fuerzas provinciales y voluntarias que incluían unidades de pardos y de morenos libres. Puerto Rico se guarnecía con un regimiento peninsular y milicias, mientras que las fuerzas en las Islas Filipinas incluían tres regimientos de infantería peninsular y milicias provinciales. Con el nuevo gobierno los leones desaparecieron y se volvieron a usar las banderas, y entre 1825 y 1826 los regimientos volvieron a tener nombres, no solo números.: 450–467 : 14–18  Con estas reformas Fernando VII logró crear un Ejército obediente y disciplinado al mando de oficiales profesionalizados y leales su gobierno.: 72–76 

## De María Cristina de Borbón-Dos Siclias a María Cristina de Habsburgo
Cuando Fernando VII murió en 1833 dejó como heredera a su hija de tres años Isabel II, con su viuda María Cristina de Borbón-Dos Sicilias como regente. Esto fue posible porque Fernando VII había derogado el reglamento de sucesión de 1713 que establecía la preferencia de la línea de sucesión principal o lateral masculina sobre la femenina. Carlos María Isidro, hermano de Fernando VII, se negó a aceptar la legalidad de la derogación y se autoproclamó rey con el nombre de Carlos V. Carlos llamó al Ejército a que se sumara a su causa, pero el Ejército se mantuvo leal a Isabel. La regente también se aseguró la simpatía de los liberales al permitir el regreso de los exiliados. Los partidarios de Carlos empuñaron las armas en distintos puntos de España para apoyarle, pero fueron derrotados en su mayor parte por las tropas regulares. La excepción fueron los sublevados agrupados en Navarra que, bajo el liderazgo del coronel retirado del ejército Tomás de Zumalacárregui, combatieron al ejército isabelino –utilizando tácticas de guerrillas– en Navarra, el País Vasco y la Rioja.: 185–204  Posteriormente la sublevación se extendió a otras zonas de la península. El gobierno de la regencia creó la Plana Mayor del Ejército para supervisar las operaciones militares en 1833, y en 1835 esta fue reemplazada por la Comisión de Operaciones Militares, encargada de asesorar al gobierno en la conducción del conflicto. Esta comisión la formaban generales con el apoyo de oficiales del recuperado Cuerpo de Estado Mayor, cuya organización definitiva fue regulada en 1838.: 76 

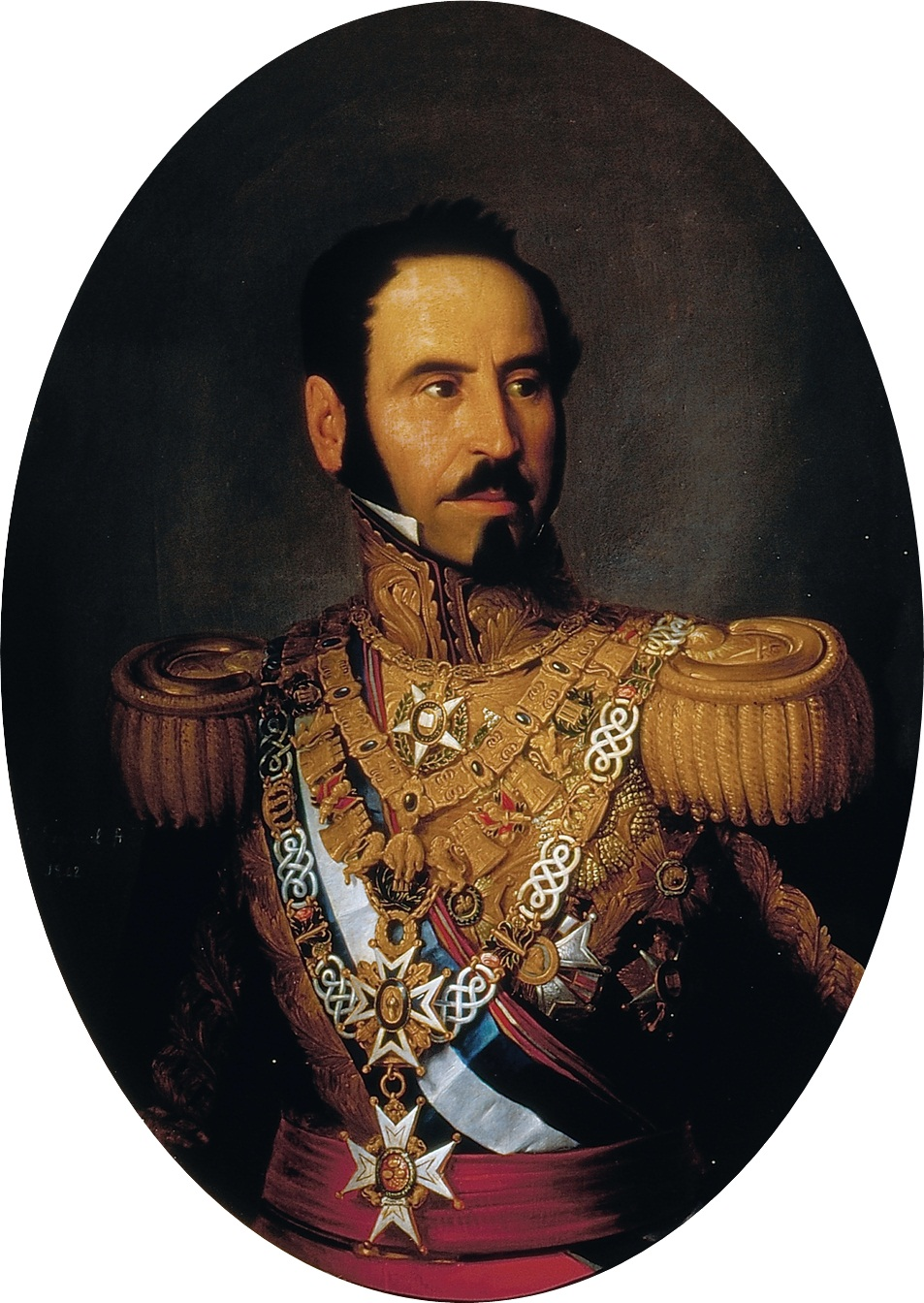
El general Baldomero Espartero, por Antonio María Esquivel.

Durante el reinado de Isabel II se intensificó la intervención de los militares en la política como ya lo habían hecho anteriormente, Elío y Riego entre otros, durante el reinado de Fernando VII. Tanto moderados como progresistas podían contar con los servicios de un prestigioso alto mando militar, un espadon, dispuesto a pronunciarse por un cambio de gobierno cuando la situación fuera propicia, avalado por el respaldo de tropas fieles.: 84  En 1836, tras sublevaciones en varias ciudades, el motín de los sargentos de La Granja forzó el restablecimiento de la Constitución de 1812, tras lo que Baldomero Espartero fue nombrado general en jefe del Ejército del Norte. El año siguiente fue promulgada la Constitución de 1837, que en su artículo 77.º establecía la formación de la Milicia Nacional. En 1837 se formaron uno o más batallones de infantería y compañías de caballería de la milicia nacional en cada provincia para prestar servicio de guarnición, escolta y policía, y así permitir que las tropas permanentes pudieran dedicarse exclusivamente a la guerra contra los carlistas.: 257–258  Tras siete años de lucha, la primera guerra carlista concluyó con el Abrazo de Vergara y la derrota del resto de las tropas carlistas en 1840. En 1841 María Cristina fue obligada a dimitir y el general Espartero fue nombrado regente. 

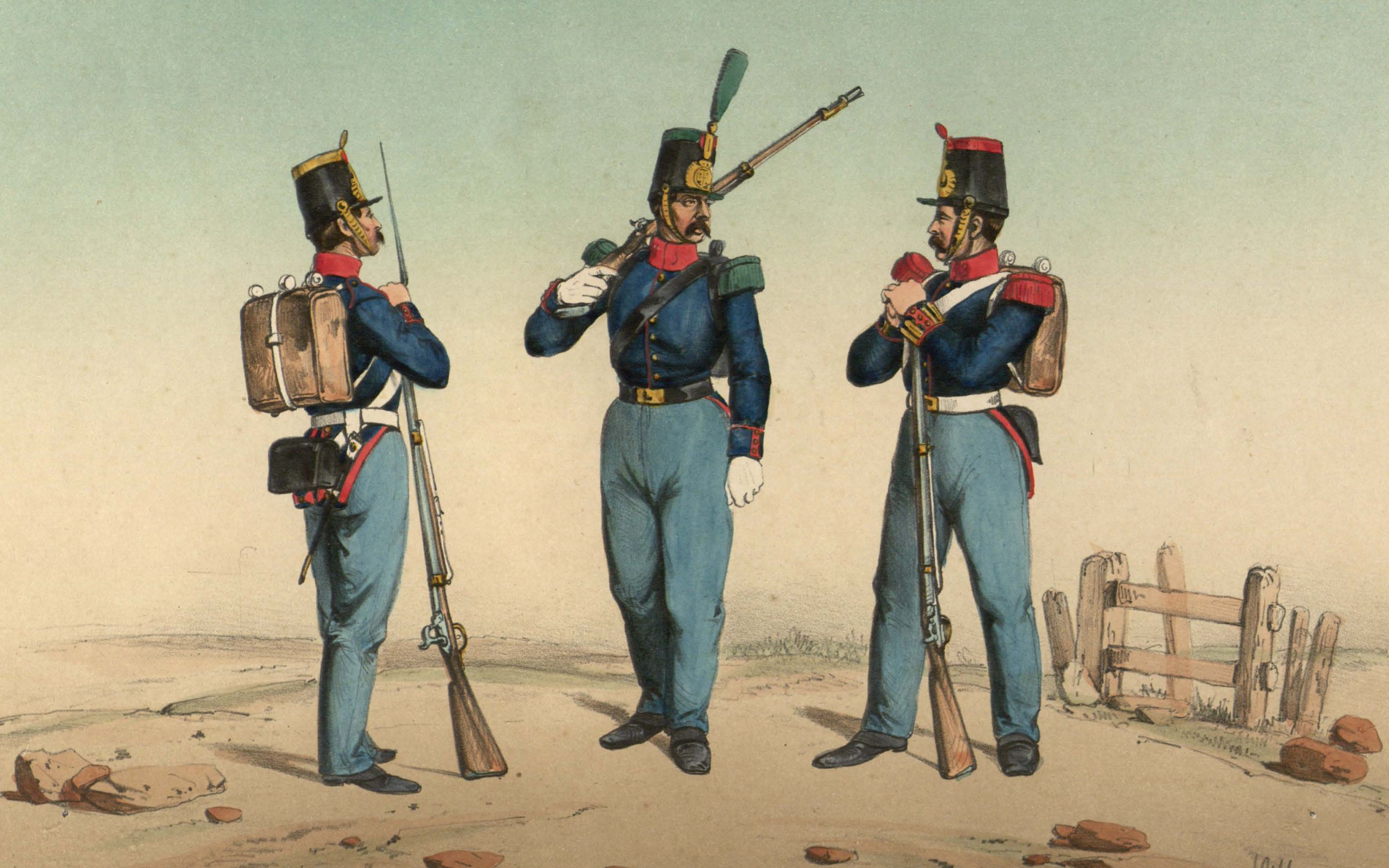
Infantería española en 1849: fusilero de infantería de línea, cazador de infantería ligera y granadero de infantería de línea según Serafín María de Sotto.

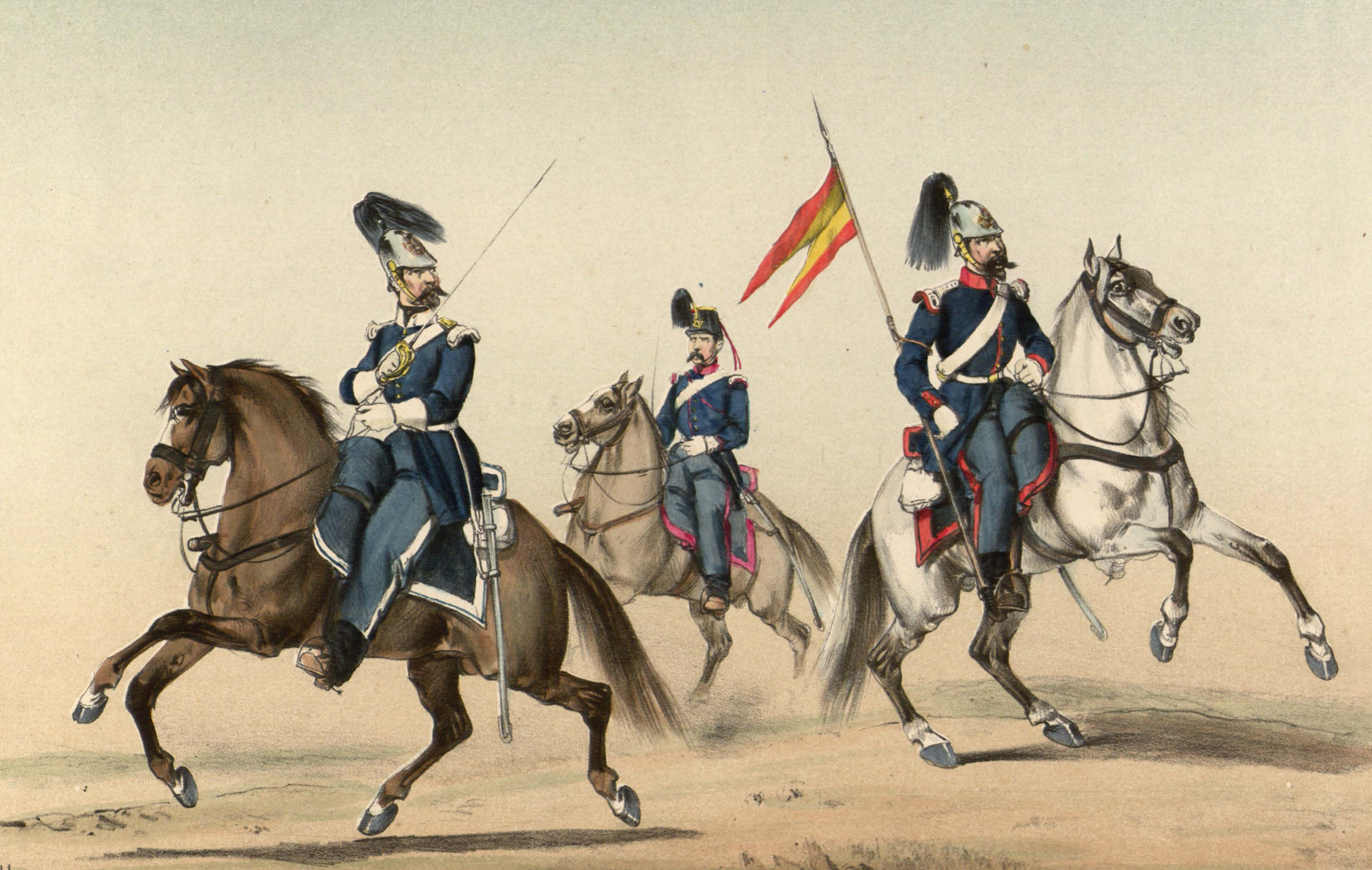
Caballería española en 1856: carabinero, cazador y lancero según Serafín María de Sotto.

También en 1841 la Guardia Real fue constituida en dos compañías de alabarderos para la guardia del interior del palacio, y dos regimientos de infantería y dos de caballería para la guardia exterior. La infantería peninsular se organizó en veintiocho regimientos de tres batallones cada uno, y la caballería en quince regimientos. La Milicia Provincial se constituyó en cincuenta batallones independientes.: 259–262  Espartero fue depuesto en 1843 tras un pronunciamiento apoyado por los generales Serrano, O'Donnell y Narváez, tras lo que Isabel II fue declarada mayor de edad y asumió el trono. En 1844 se creó la Guardia Civil como instituto armado dependiente del Ministerio de la Guerra en lo concerniente al personal y el material, y del Ministerio de la Gobernación para su despliegue y servicio, con responsabilidades similares a las anteriormente asignadas a las milicias en el ámbito del orden interior. Inicialmente se compuso de catorce tercios, cada uno de ellos con varias compañías de infantería y un escuadrón o sección de caballería. El año siguiente se promulgó la Constitución de 1845, en la que desaparecía la mención a la Milicia Nacional. Durante el resto de la década, que incluyó un segundo levantamiento carlista, sucesivas reformas integraron las tropas de continuo servicio y las milicias provinciales hasta que en 1849 se estableció que la infantería peninsular se formara en cincuenta regimientos de línea y dieciocho batallones de cazadores, con el batallón 3º de cada regimiento de línea y la 5.ª y 6.ª compañía de cada batallón de cazadores formando la fuerza de reserva, quedando extinguidas las unidades de milicia.: 287–290  En 1849 se creó en Alcalá de Henares el Establecimiento Central de Instrucción de la caballería y al final de ese año la caballería peninsular estaba constituida en dos regimientos de carabineros, trece de lanceros y ocho de cazadores. En 1855 un nuevo gobierno progresista volvió a crear la milicia provincial con ochenta batallones, y redujo el número de regimientos de infantería de línea a cuarenta y uno, con dos batallones cada uno, y el de batallones de cazadores a quince, con seis compañías cada uno. En 1855 la caballería contaba con cuatro regimientos de carabineros y doce de lanceros, y tres regimientos y dos escuadrones independientes de cazadores. La artillería contaba con cinco regimientos de entre dos y tres brigadas cada uno, tres brigadas montadas, dos brigadas de montaña, una brigada a caballo y cinco brigadas fijas; y los ingenieros con un regimiento de tres batallones, con cada batallón compuesto por cuatro compañías de zapadores, una de minadores y una de pontoneros.: 293–318 

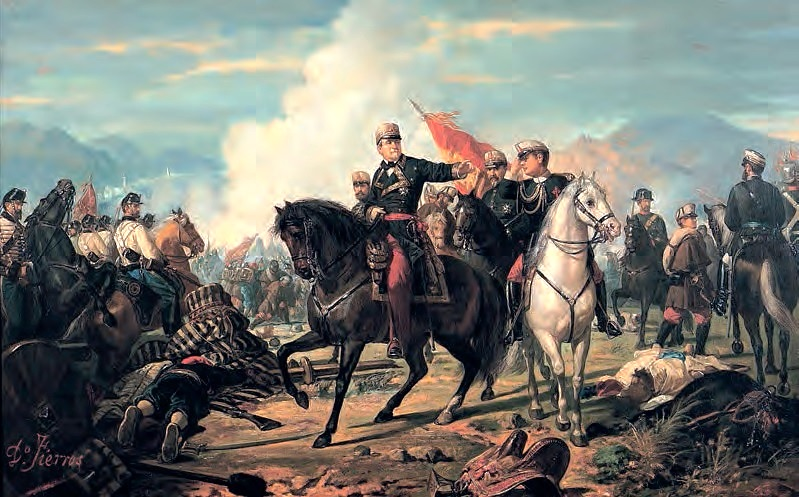
La batalla de Tetuán, por Dionisio Fierros (1894).

En el periodo entre 1858 y 1864 el gobierno de O'Donnell inició una serie de intervenciones coloniales: la participación de unidades de la guarnición de Filipinas en la expedición franco-española a Cochinchina, la guerra de África, la intervención franco-británico-española en México en 1861, la reincorporación de Santo Domingo a la corona española, y el envío de una escuadra naval a las costas del Pacífico de América del Sur. De todas estas la más significada fue la intervención en Marruecos. El motivo declarado de la guerra fue vengar el ataque a un destacamento español en los alrededores de Ceuta. El gobierno exigió compensaciones y un castigo ejemplar al Sultán de Marruecos y declaró la guerra cuando no obtuvo una respuesta satisfactoria. La intervención gozó de considerable apoyo popular, con numerosos voluntarios vascos y catalanes alistándose para la lucha. El mismo O'Donnell se puso al frente de un ejército de unos 55 000 hombres que, tras desembarcar en Ceuta, tomó Tetuán, y derrotó a los marroquíes en las batallas de Castillejos y Wad-Ras.: 229  La guerra proporcionó a los altos mandos militares honores y prestigio, y a España pequeñas ganancias territoriales alrededor de Ceuta y Melilla y en Ifni, pero costó a las fuerzas españolas unos 3700 muertos, la mayor parte de ellos por el cólera, y unos 6300 heridos.: 235–236 
Un problema al que se enfrentaron sucesivos gobiernos españoles fue el del excesivo número de oficiales en el Ejército. Durante la Guerra de la Independencia se crearon numerosas unidades y se otorgaron puestos de oficial para cubrir sus cuadros. En la desmovilización de 1814 muchos de estos oficiales fueron apartados del Ejército, pero aún quedaron muchos en sus filas. Sucesivas guerras y reformas aumentaron todavía más el número de oficiales, como por ejemplo como consecuencia del Abrazo de Vergara, en el que se estipuló que los oficiales carlistas se pudieran integrar en el Ejército isabelino. Al principio del siglo XIX había un oficial por cada veinte soldados; en 1868 la proporción había cambiado a uno por cada cinco soldados. La mayor parte del presupuesto militar se gastaba en sueldos y, aun así, los sueldos de la mayoría de militares profesionales no alcanzaban el nivel de sus equivalentes civiles.: 89  Otra cuestión que causó problemas y diferencias entre moderados y progresistas fue la de la conscripción forzosa de mozos para completar las plantillas de las unidades, que normalmente se hacía por sorteo. A finales del siglo XVIII el 90% de los soldados eran voluntarios; hacia 1868 solo el 10% lo eran, el resto eran de reemplazo. A lo largo del siglo cambiaron las exenciones, originalmente hidalgos estaban exentos, así como vascos e hijos de familias pudientes, estos últimos cuando pagaban por un sustituto o una redención en metálico. El servicio militar forzoso podía durar ocho o diez años y hubo varias revueltas para protestar contra los sorteos y las exenciones.: 90–104 

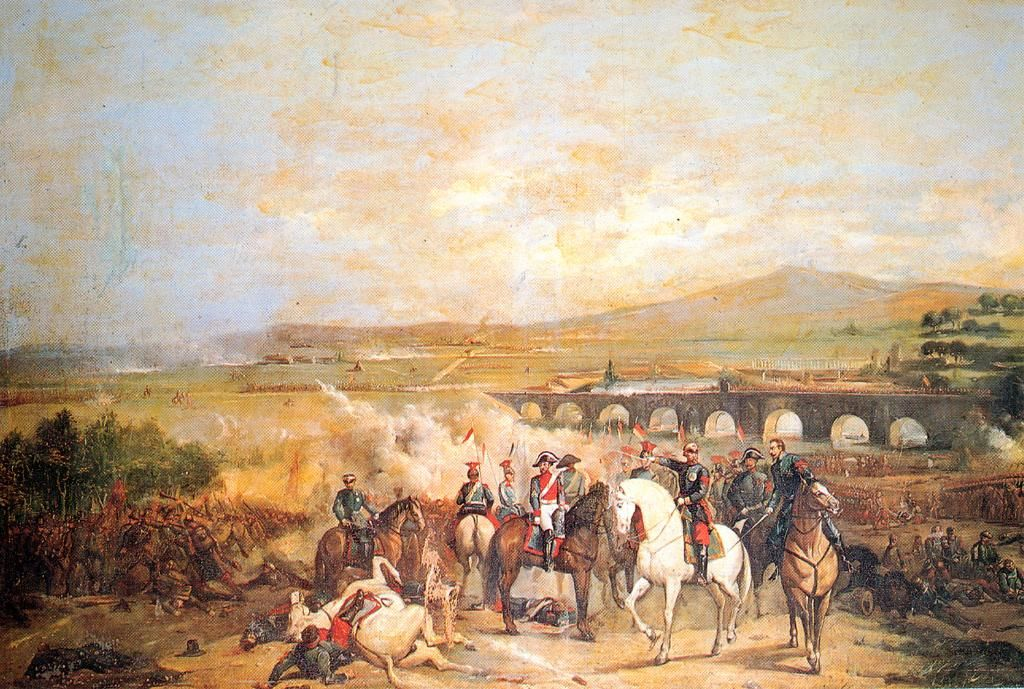
La batalla del Puente de Alcolea, el 28 de septiembre de 1868, enfrentó a los militares sublevados contra Isabel II con las tropas realistas.

El reinado de Isabel II acabó tras una serie de cambios de gobierno y de levantamientos, la muerte de dos de sus generales y presidentes del gobierno, Narváez y O'Donnell, y el arresto y exilio de otros generales que se unieron a la oposición antidinástica. En 1868 un levantamiento liderado por el almirante Juan Bautista Topete y los generales Serrano y Prim consiguió la adhesión de numerosas unidades del Ejército y la Armada. Serrano se puso al frente de un ejército que se encaminó a Madrid, enfrentándose con y derrotando las fuerzas isabelinas en la batalla de Alcolea, forzando al exilio a Isabel II. Un gobierno provisional, presidido por Serrano y en el que Topete y Prim eran ministros de Marina y de Guerra, tomó el poder. Las Juntas Revolucionarias establecidas en distintos puntos de España reclamaron la supresión del reclutamiento forzoso, pero un pronunciamiento independentista en Cuba —el Grito de Yara— obligó al gobierno a posponer su abolición y la Constitución de 1869 estableció en su artículo 28 que «Todo español está obligado a defender la Patria con las armas cuando sea llamado por la ley».: 146  El gobierno inició la búsqueda de un candidato aceptable y dispuesto a convertirse en rey constitucional, búsqueda que llegó a provocar la guerra franco-prusiana. El elegido fue Amadeo de Saboya que, tras ser confirmado por votación parlamentaria, juró la constitución y fue proclamado rey en enero de 1871. Días antes de que Amadeo llegara a Madrid, Prim —el entonces presidente del gobierno— fue asesinado. Amadeo se enfrentó a la oposición de borbonistas, republicanos y carlistas, estos últimos tomando las armas de nuevo en la tercera guerra carlista. Durante su reinado se crearon ochenta batallones de reserva, formando veinte brigadas, que encuadraban a soldados licenciados. También se crearon cuatro regimientos de ingenieros, uno por cada uno de los anteriores batallones y que ahora incluían también compañías de telégrafos y de ferrocarriles.: 116  El 8 de febrero de 1873 Amadeo fue obligado a firmar un decreto que disolvía la escala de oficiales del cuerpo de artillería. El motivo de la disolución era que los oficiales de artillería se habían negado a aceptar el mando del general Baltasar Hidalgo de Quintana, ya que le consideraban responsable de la muerte de sus compañeros durante la sublevación del cuartel de San Gil. Dos días más tarde, sintiendo que en medio de dos guerras había sido forzado a escoger entre la lealtad del Ejército o la de su gobierno, el rey abdicó. La República fue proclamada el 11 de febrero. Esto creó el caos en el Ejército, al pensar los soldados que con la república se acababan las quintas y se podían volver a casa. Al poco tiempo comenzó la rebelión cantonal, abriendo nuevos frentes de guerra que se añadían al cubano y al carlista.: 147–149  El gobierno republicano formó un ejército expedicionario al mando del general Manuel Pavía para sofocar la rebelión en Andalucía, y otro al mando del general Arsenio Martínez Campos para hacer lo mismo en Valencia y Murcia. En enero de 1874 Pavía entró en el Congreso y Serrano asumió la presidencia de la república. En diciembre de 1874 el general Martínez Campos proclamó el pronunciamiento de Sagunto para restaurar a la dinastía borbónica en la persona de Alfonso XII, al que se unieron generales en toda España, forzando a Serrano a también aceptar a Alfonso como rey.

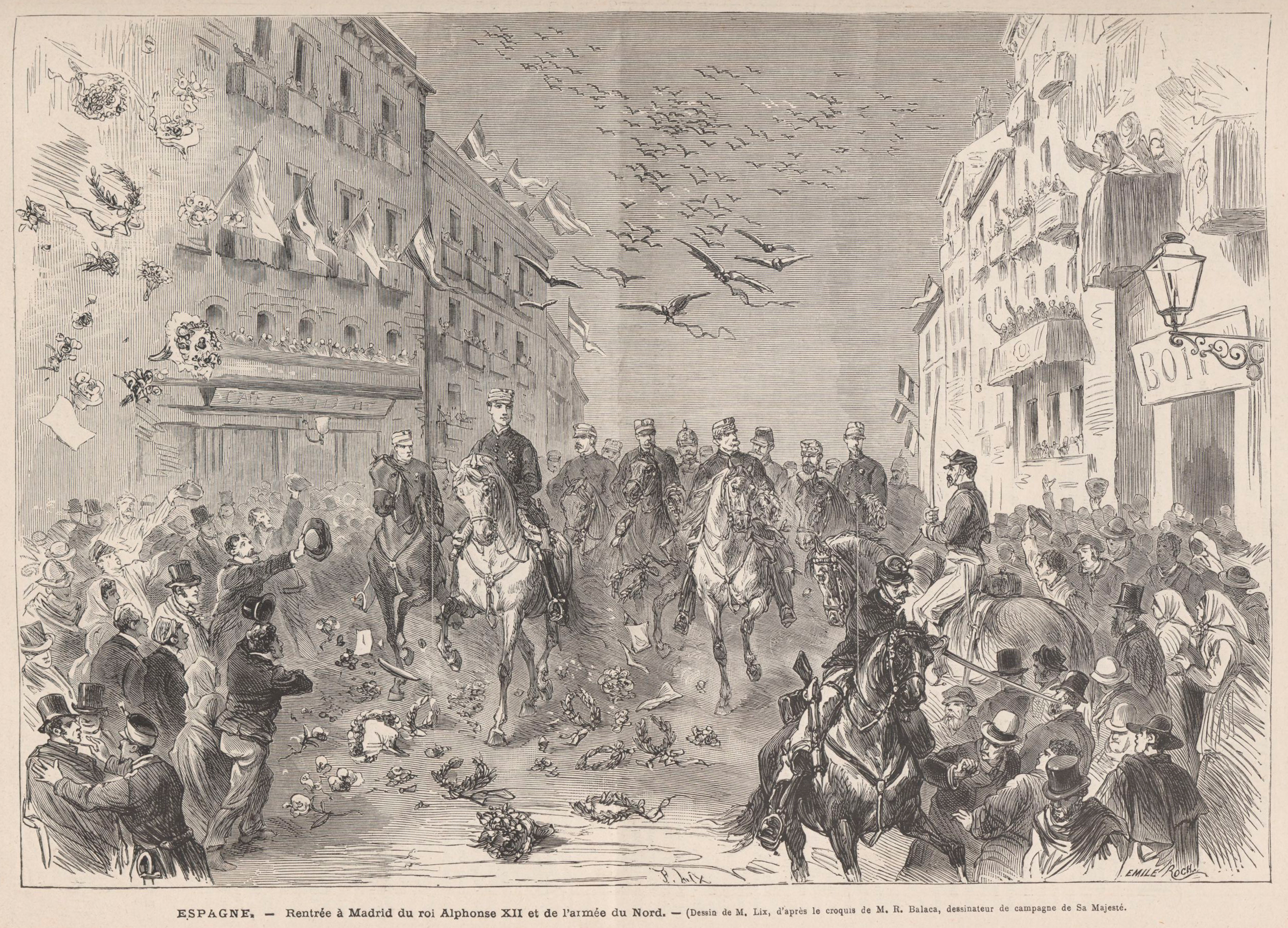
Alfonso XII entra en Madrid al frente del Ejército, por Ricardo Balaca y Frédéric Lix

Alfonso XII había recibido una formación muy distinta de la de reyes anteriores. Debido al exilio, estudió en colegios franceses, suizos y austriacos, y entró en la Academia militar de Sandhurst, en Inglaterra, de donde salió tres meses después para volver a España como rey. Su mentor político, Antonio Cánovas del Castillo, quiso fomentar la imagen de rey-soldado e insistió en que vistiera un uniforme de capitán general para su entrada en Madrid. Era la primera vez que un rey se atribuía un rango particular del Ejército. A los pocos días se marchaba al norte de España para ponerse al frente de las tropas que combatían a los carlistas. Los carlistas fueron finalmente derrotados en febrero de 1876, tras lo que el Rey volvió a Madrid al frente de un ejército de 50 000 hombres. La Constitución de 1876 en su artículo 52 confirmó ese papel, al decir que el Rey Tiene el mando supremo del Ejército y Armada, y dispone de las fuerzas de mar y tierra, mientras que el artículo 54 establecía que también le correspondía Declarar la guerra y hacer y ratificar la paz, dando después cuenta documentada a las Cortes.: 111–112  Una nueva organización del Ejército fue decretada en 1877: la infantería debía tener sesenta regimientos de línea a dos batallones cada uno, veinte batallones de cazadores, un regimiento de disciplina y cien batallones de reserva; la caballería veinticuatro regimientos, de ellos once de lanceros, diez de cazadores y dos de húsares; el Cuerpo de Artillería, reconstituido durante la república, contaría con cinco regimientos a pie, cinco montados de batalla, dos montados de posición y tres de montaña; y el Cuerpo de Ingenieros con cuatro regimientos mixtos de zapadores-minadores y un regimiento montado de pontoneros, telegrafistas y ferrocarriles, con dos batallones por regimiento. El Ejército contaba por entonces con 24 000 oficiales y 500 generales, con solo una cuarta parte de los oficiales encuadrados en unidades.: 117–119  En 1878 fue publicada la Ley Constitutiva del Ejército, que regulaba la organización territorial en catorce Capitanías Generales metropolitanas y tres de ultramar, y cinco comandancias militares: Ceuta, Melilla, Campo de Gibraltar, Cartagena y Mahón; cada una de las 49 provincias de la metrópoli tenía asignado un gobernador militar. Ese mismo año se publicó una Ley de Reclutamiento y Reemplazo del Ejército que establecía un servicio militar obligatorio de cuatro años en activo y cuatro en la reserva, y regulaba el sorteo para cubrir el cupo establecido. Eran excluidos de la obligación de servicio los inútiles por defecto físico o enfermedad, los de menos de 154 cm de altura, los religiosos, y ciertos mineros. También contemplaba la exclusión en caso de necesidad familiar y la sustitución o redención, permitiendo que los hijos de familias acomodadas pudieran eludir el servicio mediante el pago de 2000 pesetas. Una exclusión que desapareció con esta ley fue la de las provincias vascas, desde entonces los vascos tuvieron la misma obligación de servir que el resto de los españoles.: 117–119  También en 1878 fue posible concluir la guerra de los Diez Años en Cuba con la paz de Zanjón, después de que murieran más de 80 000 hombres debido al combate y las enfermedades.: 128  Alfonso XII murió de tuberculosis en 1885, a los 27 años de edad. En ese momento tenía dos hijas legítimas de cinco y tres años y su mujer, María Cristina de Habsburgo-Lorena, estaba esperando al futuro Alfonso XIII, que nació seis meses después de morir su padre. 

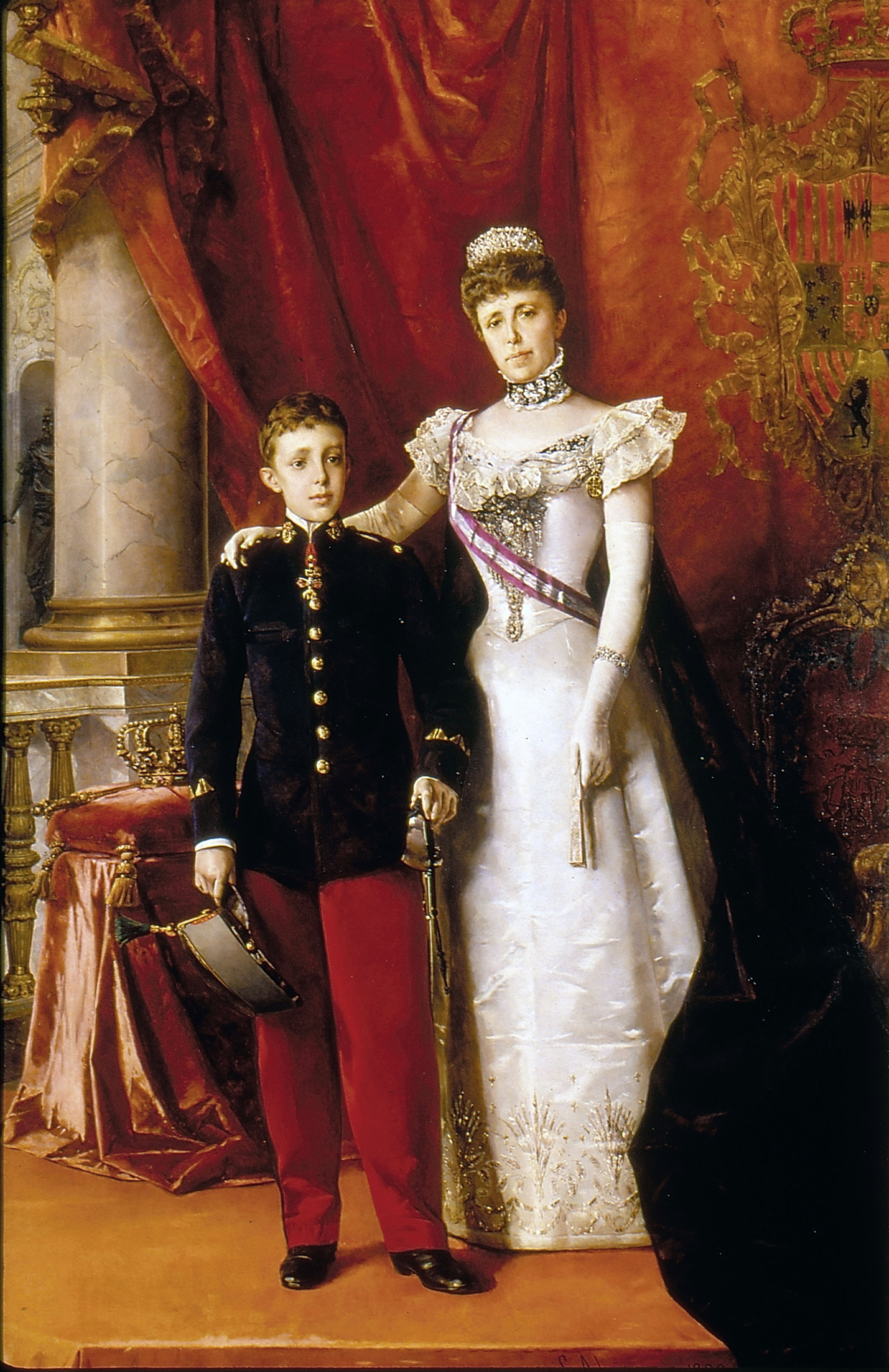
La regente María Cristina de Habsburgo-Lorena con su hijo Alfonso en uniforme militar (1898), por Luis Álvarez Catalá.

María Cristina asumió la regencia hasta el año 1902, en el que se declaró a Alfonso XIII mayor de edad. Durante su regencia hubo una insurrección en Melilla en 1893, otra en Cuba en 1895 y otra en Filipinas en 1896; las de más gravedad fueron las de Cuba y Filipinas. En 1895, al principio de la guerra de Cuba, el Ejército español contaba con siete regimientos de infantería de línea, uno de cazadores y dos regimientos de caballería en Cuba. 58 batallones de infantería peninsulares fueron destinados a Cuba al comenzar la guerra y el general Valeriano Weyler obtuvo otros 90 000 soldados de refuerzo. Cuando comenzó la revolución filipina en 1896 la guarnición española en las islas contaba con el equivalente de siete batallones de infantería, con mandos peninsulares y tropa principalmente filipina. Esta sublevación pudo ser sofocada con en 1897 con el envío de 25 000 soldados peninsulares y el reclutamiento de 21 000 filipinos, pero la cubana continuó hasta 1898, cuando los Estados Unidos declararon la guerra a España tras el hundimiento del Maine. En la guerra hispano-estadounidense la moderna flota estadounidense derrotó a las escuadras españolas en el Caribe y en las Filipinas, obligando a España a negociar una paz en la que cedió Cuba, Filipinas y Puerto Rico a los Estados Unidos. Las operaciones terrestres durante la guerra no habían sido decisivas; el Ejército español no se consideraba derrotado en combate, ni por los insurgentes, ni por los estadounidenses, pero se vio forzado a abandonar las islas y a regresar a la península como si lo hubiera sido.: 128–132  Tras la guerra hubo varios intentos frustrados de reformar y reorganizar el Ejército, pero la falta de voluntad política y las limitaciones presupuestarias redujeron las reformas a solo aquellas que pudieran disminuir gastos: la reducción de las abultadas plantillas de oficiales y la simplificación administrativa de los órganos superiores del ejército.: 162–165 

## Reinado de Alfonso XIII
Alfonso XIII accedió al trono en 1902 al cumplir los 16 años, jurando la Constitución de 1876 vestido en uniforme de gala de capitán general.: 330  Como hiciera su padre, Alfonso XIII cultivó la imagen de rey-soldado apareciendo frecuentemente en uniforme militar.: 110–114, 139–140  En 1903 la península se dividió en siete regiones militares, cada una al mando de un capitán general, con otras dos capitanías generales a cargo de los archipiélagos balear y canario, y comandancias generales en Ceuta y Melilla. Cada región militar contaba con un cuerpo de ejército de dos divisiones orgánicas que encuadraban unidades de infantería, caballería, artillería, ingenieros, intendencia y sanidad. Las regiones militares eran también responsables del reclutamiento, adiestramiento y movilización de los reservistas en las provincias a su cargo.: 122–125 

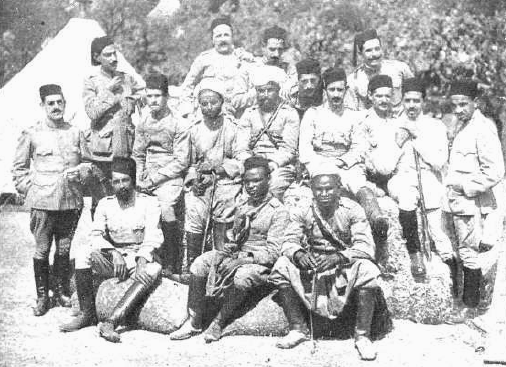
Regulares ascendidos a sargentos por méritos de guerra en 1914

En junio de 1909 el gobierno ordenó la movilización de tres brigadas mixtas con destino a Melilla y la reanudación de los trabajos del ferrocarril de las minas del Rif. En julio una partida de rifeños atacó a los trabajadores del ferrocarril y el gobierno español anunció que iba a iniciar una "operación de policía de frontera" para asegurar la zona. Una de las brigadas, compuesta por batallones de cazadores, comenzó su embarcación en el puerto de Barcelona, pero cuando le tocó el turno al Batallón de Cazadores de Reus se escucharon gritos en contra de la guerra y de la exención de servicio de los ricos. Similares incidentes ocurrieron también en otros puntos de embarcación de las brigadas, pero fue en Barcelona y otras ciudades de Cataluña donde las protestas fueron más violentas, durante la que se llamaría la Semana Trágica. Mientras tanto elementos de las brigadas destinadas a Melilla habían sido desplegados y fueron emboscados por rifeños en el desastre del Barranco del Lobo, resultando en unos 150 muertos y 600 heridos entre las tropas españolas. La noticia de las bajas avivó las protestas, que fueron finalmente reprimidas con la asistencia de 10 000 soldados de las regiones militares de Zaragoza y Valencia. El número de soldados desplegados en Melilla alcanzó los 45 0000, diéndose por finalizadas las operaciones de combate en enero de 1910, después de la pérdida de 4000 hombres, la gran mayoría soldados de reemplazo. Una de las medidas que se tomó para remediar la situación fue la creación en junio de 1911 del Grupo de Regulares de Melilla, una unidad con oficiales españoles y tropa voluntaria marroquí reclutada entre las cabilas rivales de aquellas hostiles a España. También en 1911 se legisló el servicio militar obligatorio universal, eliminando definitivamente la redención y la sustitución, pero se introdujo la cuota, que disminuía el periodo de servicio y mejoraba sus condiciones a cambio de una aportación económica. También en 1912 se crearon los cuerpos de Intendencia y de Intervención, y España y Francia acordaron la asignación de territorios a sus respectivos protectorados en Marruecos, con España recibiendo franjas de territorio al norte y al sur del país. La ocupación y pacificación de estos territorios fue la actividad más significativa del Ejército español durante los quince años siguientes y tuvo una influencia considerable tanto en el ejército como en el resto del país durante la mayor parte del resto del siglo XX.: 133–134, 158, 208 
La guerra del Rif se inició en 1911 con la declaración de la Guerra Santa por El Mizzian y se expandió en 1912 por la necesidad de ocupar los territorios del Protectorado español de Marruecos. En febrero de 1913 fue creado el Servicio de Aeronáutica Militar con oficiales provenientes del Arma de Ingenieros, y en noviembre de ese mismo año realizó sus primeras misiones de combate en Marruecos. Al declararse la Primera Guerra Mundial, España, que no formaba parte de ninguna de las dos alianzas enfrentadas, decidió declararse neutral, ya que no tenía ni motivos ni recursos suficientes para participar en la guerra. Inicialmente la guerra benefició a la economía española, al incrementarse la demanda de sus productos, pero también generó inflación, dificultó el comercio y redujo la emigración, con lo que se acabaron agudizando los problemas sociales. Se estima que los submarinos de la Marina Imperial alemana hundieron un 20 % de la flota mercante y de pasajeros española, pero eso no fue considerado motivo suficiente para que España entrara en el conflicto.: 164–165 

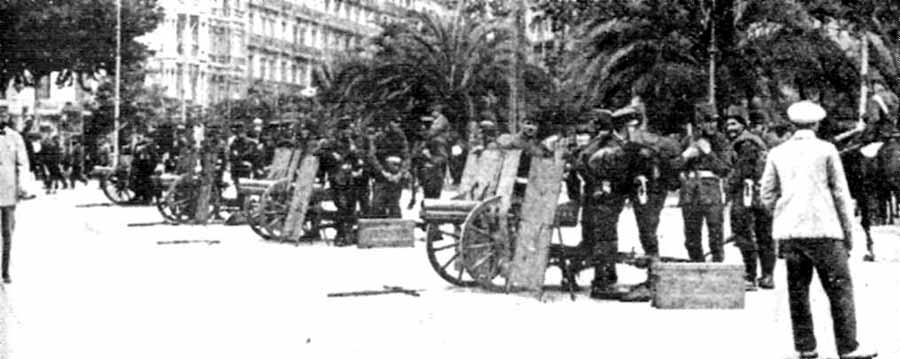
Cañones del Ejército español desplegados en la plaza de Cataluña de Barcelona durante la huelga general de 1917

La guerra en Marruecos proporcionó a los oficiales del ejército destinados en África oportunidades de avanzar en sus carreras que sus compañeros destinados en la península no tenían. En 1916, un grupo de comandantes de infantería destinados en Barcelona empezaron a reunirse periódicamente para discutir la situación y los contactos se fueron extendiendo geográficamente y en la jerarquía, culminando con la formación de la Unión del Arma de Infantería pare pedir mayor equidad en la concesión de recompensas, mayores salarios que compensaran por la creciente inflación y acceso directo al rey. El ministro de la guerra ordenó la disolución de la asociación, pero los mandos superiores del Ejército se resistieron –citando el apoyo tácito del rey a los asociados– y el ministro fue cesado en 1917. Los asociados crearon Juntas de Defensa en casi todas las ciudades que albergaban unidades de infantería. El nuevo ministro ordenó el arresto de la Junta Superior, situada en Barcelona, cuyos miembros fueron confinados al castillo de Montjuic y encausados por orden del capitán general. Cuando esto se supo en Madrid, el capitán general fue cesado y el nuevo capitán general, tras recibir un ultimátum de las juntas regionales de la Unión y sabiendo que contaban con el apoyo del rey, tuvo que claudicar y liberar a los arrestados y suspender las garantías constitucionales para acallar las protestas de la prensa de izquierdas, viéndose el gobierno obligado a dimitir poco después. Aunque los encausados habían recibido la solidaridad de los republicanos, durante la huelga general de 1917 la oficialidad fue fiel al nuevo gobierno conservador encabezado por Eduardo Dato y participó activamente al frente de sus unidades en la represión de la huelga revolucionaria.: 142–145 
En 1917 se introdujeron cambios en la organización del Ejército para adoptar las lecciones de la Primera Guerra Mundial: se añadieron compañías de ametralladoras a los regimientos de infantería, la artillería se equipó con armas antiaéreas, los ingenieros adquirieron vehículos motorizados, y el Servicio Aeronáutico Militar se abrió a candidatos de todas las armas y fue ampliado. En 1918 se publicó la Ley de Bases para la Reorganización del Ejército, que incrementó las retribuciones de los militares profesionales y dividió la península en ocho regiones militares, con dos divisiones en cada una. Cada división integraba tres regimientos de infantería, un batallón de montaña, un regimiento a caballo, otro de artillería ligera de campaña y un batallón mixto de ingenieros.: 178  En 1920 el teniente coronel José Millán-Astray fue autorizado a crear el Tercio de Extranjeros en Marruecos como unidad de voluntarios similar a la Legión Extranjera, que tan buenos resultados había obtenido en las guerras coloniales francesas; pese a su nombre, la mayoría de los alistados eran españoles. El entonces comandante Francisco Franco se incorporó a la unidad como su segundo jefe. El avance de la ocupación de la zona norte del protectorado continuó pese a la oposición de las cabilas rifeñas. El nuevo comandante general de Melilla, Manuel Fernández Silvestre avanzó hacia el interior del Rif para alcanzar la bahía de Alhucemas, pero extendió demasiado sus líneas de abastecimiento y fue atacado por los rifeños, que forzaron una retirada mayormente desordenada de las tropas españolas en la que numerosos soldados españoles fueron muertos en combate o hechos prisioneros y seguidamente asesinados. En total, en lo que se conoce como el desastre de Annual, a pesar de las acciones heroicas de algunas unidades, los españoles perdieron más de la mitad de sus 18 000 hombres entre muertos y prisioneros, la mayoría procedentes de reclutas forzosas.

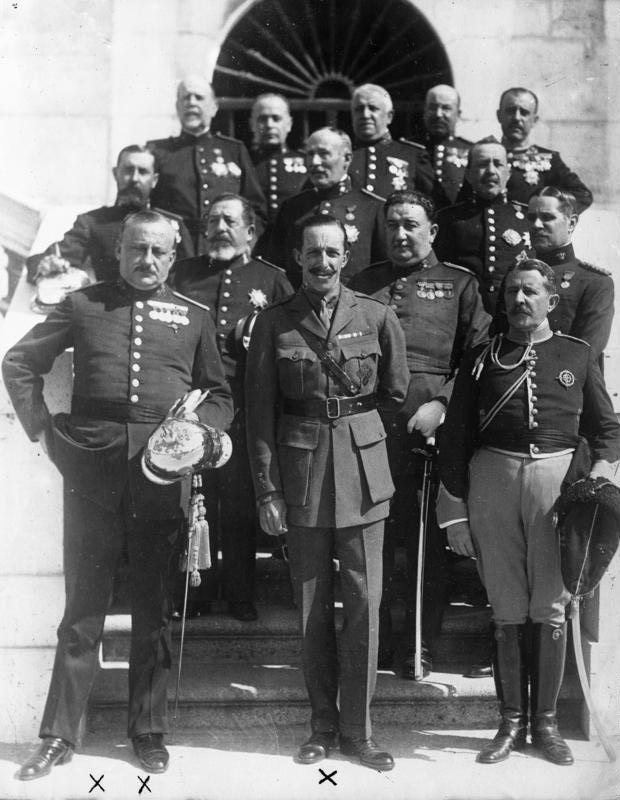
Alfonso XIII, Miguel Primo de Rivera, el cuadrilátero y los generales miembros del directorio militar.

El desastre provocó una crisis política que hizo dimitir al Gobierno y forzó la formación de un gobierno de unidad nacional. El perímetro alrededor de Melilla fue asegurado con la ayuda de tropas provenientes de Ceuta y de la península, se empezaron a usar armas químicas para combatir a los rebeldes rifeños: 145  y se adquirieron carros de combate franceses. También se ordenó una investigación del desastre, resultando en el Expediente Picasso –que detallaría irregularidades, corrupción, fallos, negligencias y faltas de previsión en las operaciones militares anteriores al desastre– y las Juntas de Defensa fueron disueltas a finales de 1922.: 197–198  Pocas semanas antes de que el pleno del Congreso de los Diputados pudiera debatir el Expediente Picasso, el general Miguel Primo de Rivera, alentado por un cuadrilátero de generales africanistas, dio un golpe de Estado y, con el respaldo del rey, suspendió la Constitución de 1876 y formó un directorio militar. El directorio estaba integrado por ocho generales de brigada del Ejército de Tierra, representando cada una de las regiones militares peninsulares, y un contralmirante representando a la Armada. 

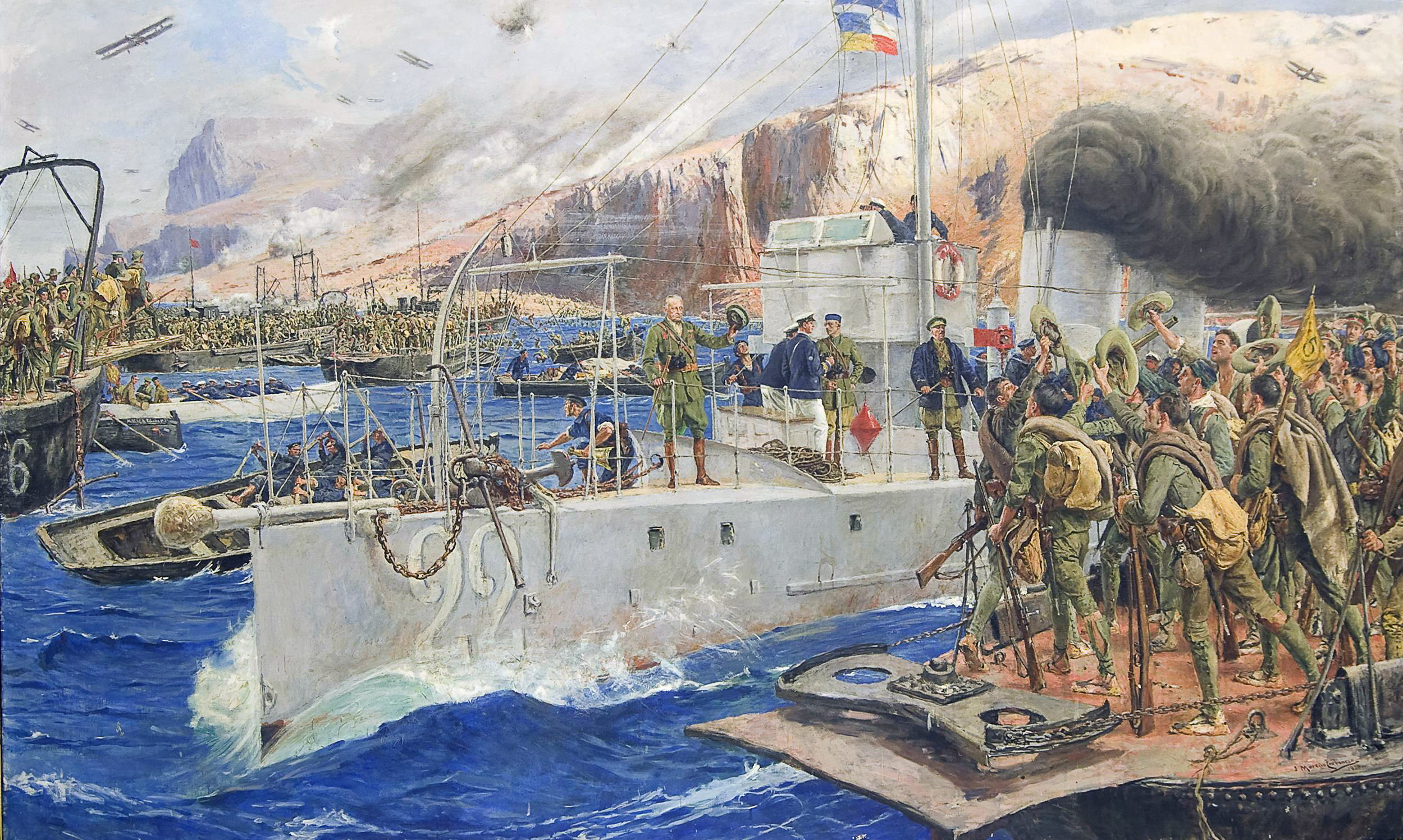
Desembarco de Alhucemas, cuadro de José Moreno Carbonero (1929).

En 1924, Primo de Rivera, que previamente había propuesto el abandono del protectorado e incluso el canje de Ceuta por Gibraltar, ordenó la evacuación de Yebala y Xauen en la zona de Ceuta, que se llevó a cabo con un considerable número de bajas. Los rebeldes rifeños pensaron que España ya no les iba a dar problemas y empezaron a capturar territorio en la zona francesa, a lo que Francia reaccionó con el envío de 200 000 hombres al mando de Pétain. En 1925, España y Francia acordaron cooperar en Marruecos, se adquirieron lanchas de desembarco británicas y se organizó el desembarco de Alhucemas, en el que tropas, en su mayoría regulares y legionarios provenientes de Ceuta y Melilla, con apoyo aeronaval y de carros de combate, tomaron la bahía de Alhucemas. Pétain acabó convenciendo a Primo de Rivera para que ocupara toda la zona española, que acabó siendo sometida en 1927.
Uno de los asuntos de los que se ocupó la dictadura fue la unificación del régimen de ascensos en el Ejército. Los junteros defendían el ascenso basado en los años de servicio, los africanistas querían mantener los ascensos por méritos de guerra, mientras que los artilleros y los ingenieros querían preservar su sistema de escala cerrada, en el que se ascendía por orden de antigüedad y solo cuando existía una vacante en el grado superior. En 1926 se publicó un decreto que establecía la obligatoriedad de aceptar los ascensos electivos, que los artilleros tradicionalmente declinaban a cambio de una cruz del mérito. Cuando los primeros ascenso electivos de oficiales de artillería fueron publicados, los agraciados pidieron el retiro y el resto del cuerpo procedió a acuartelarse. El Gobierno reaccionó promulgando el estado de guerra y suspendiendo a todos los alumnos, oficiales y jefes del cuerpo. Los amotinados acabaron entregándose y fueron arrestados y procesados. Los artilleros tuvieron que aceptar la nueva realidad y pidieron el reingreso, pero sintiéndose resentidos contra Primo de Rivera y contra el rey por la manera como habían sido tratados.: 211–220  Primo de Rivera decidió reabrir la Academia General Militar, que ya había operado entre 1882 y 1893, para unificar la formación básica de los oficiales y proporcionarles un espíritu militar común antes de que pasaran a sus academias de especialización. En 1928 nombró director al ahora general Francisco Franco, para que reclutara al profesorado y preparase los planes de estudio. La plantilla de profesores fue copada por oficiales de infantería procedentes del Ejército de África que habían mandado unidades de regulares y de la Legión.: 199–200 
La dictadura de Primo de Rivera se tuvo que enfrentar a dos intentos de golpe de Estado que intentaron instaurar un régimen parlamentario, la Sanjuanada en 1926, y un segundo intento en 1929. La represión tras el segundo golpe incluyó la disolución del Cuerpo de Artillería y el cierre de su Academia. El líder civil del segundo intento, José Sánchez Guerra, fue absuelto por el consejo de guerra formado por seis generales que le juzgó. En 1929 España se adhirió al Pacto Briand-Kellogg, con el que renunciaba a la guerra como mecanismo de resolución de disputas internacionales. En enero de 1930 Primo de Rivera hizo una apelación a los capitanes generales para que le respaldaran, pero su ambigua respuesta y la presión del rey le hicieron dimitir. Fue reemplazado por el general Dámaso Berenguer y en diciembre de 1930 un nuevo intento de golpe de Estado, la sublevación de Jaca, acabó con el fusilamiento sumario de los capitanes Fermín Galán y Ángel García Hernández. En febrero de 1931 Alfonso XIII nombró presidente del Gobierno al almirante Juan Bautista Aznar-Cabañas y, en abril de 1931, tras el triunfo de los antimonárquicos en 41 de las capitales de provincias en las elecciones municipales, el rey abandonó el país.

## Segunda República y Guerra Civil

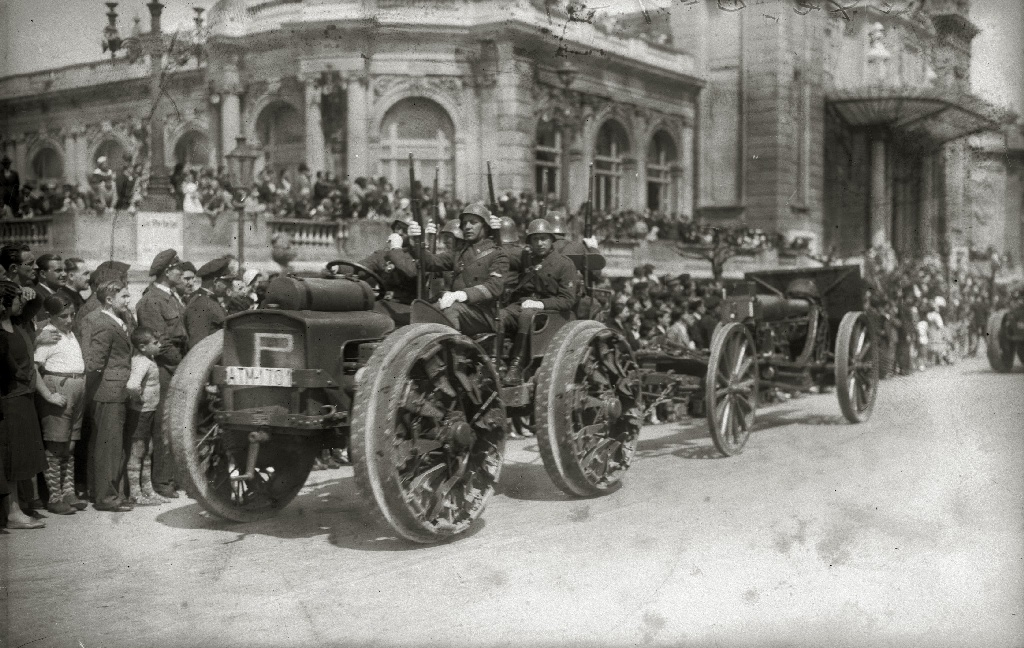
Desfile militar en San Sebastián en 1934.

Una de las primeras reformas que emprendió el nuevo gobierno provisional de la República fue la de las Fuerzas Armadas. Esta reforma fue liderada por Manuel Azaña, ministro de la guerra y posteriormente también presidente del gobierno. Los primeros pasos de la reforma militar de Manuel Azaña fueron un decreto que obligó a todos los mandos a prometer su fidelidad a la República y otro que incentivó el retiro de oficiales para reducir el excendente en el número de estos en comparación con el tamaño del Ejército. También se redujo el número de divisiones orgánicas, pasando de dieciocho a ocho, una por cada antigua región militar, y se eliminaron el cargo y las atribuciones de los capitanes generales. La Academia General Militar fue clausurada, siendo remplazada por una academia en Toledo para la formación de oficiales de infantería, caballería e intendencia, otra en Segovia para los de artillería e ingenieros y una en Madrid para los de sanidad militar. La nueva Constitución de la República consagró en su artículo 6 el compromiso adquirido con la adhesión al Pacto Briand-Kellogg, renunciando a la guerra como instrumento de política nacional. La constitución también estableció que el Estado podía exigir a todo ciudadano la prestación de servicios civiles o militares. Tras la promulgación de la constitución se aprobó una Ley de Creación del Cuerpo de Suboficiales que consideraba como tales a aquellos con los empleos de sargento primero, brigada, subayudante y subteniente, no alcanzando los sargentos tal categoría hasta 1935. El Ejército de África se convirtió en un ejército de voluntarios, ningún quinto podía ser destinado a África en contra de su voluntad, y quedó también al mando de un general de división.: 181–184 

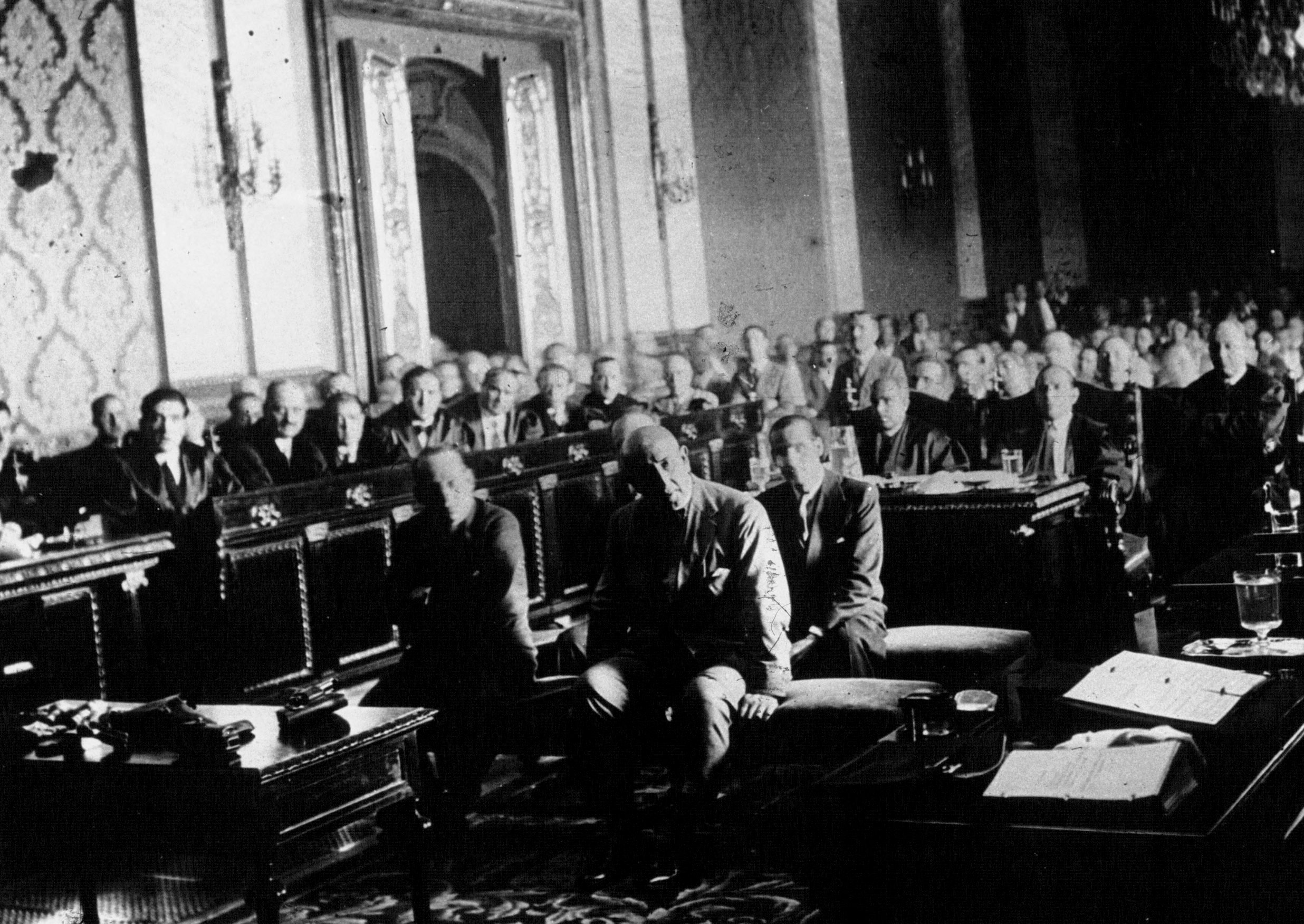
Sanjurjo y otros oficiales en el banquillo de acusados, durante su juicio (1932).

En agosto de 1932, durante el proceso de tramitación en Cortes del estatuto de autonomía de Cataluña y de la Ley de Reforma Agraria, un sector minoritario del Ejército se sublevó en contra del gobierno en lo que se denominó la Sanjurjada. El golpe, del que el gobierno estaba advertido, fracasó y su líder principal, el general José Sanjurjo fue arrestado, juzgado, y condenado a la pena capital, que fue conmutada por la de cadena perpetua por el gobierno. Otros oficiales participantes en la conspiración fueron juzgados y deportados a Villa Cisneros. 
Las elecciones de noviembre de 1933 resultaron en la victoria de los partidos de derecha y centro-derecha. El nuevo gobierno procedió a amnistiar a los militares participantes en la Sanjurjada y, mientras que mantuvo las reformas introducidas por Azaña, procuró atraerse la simpatía de los altos cargos militares con su política de plantillas y de nombramientos. La incorporación de la CEDA al gobierno en octubre de 1934 fue respondida por los partidos de izquierda con una huelga general revolucionaria. En Asturias los mineros revolucionarios, equipados con armas y explosivos, asaltaron los cuarteles de la Guardia Civil, tras lo que el gobierno promulgó el estado de guerra. En los días siguientes los sublevados se hicieron con el control de las fábrica de armas, que se pusieron a producir día y noche. El gobierno republicano llamó a los generales Goded y Franco para liderar la represión de la rebelión, quienes recomendaron el empleo de las fuerzas profesionales –legionarios y regulares entre otros– del Ejército de África para sofocar la rebelión asturiana. Tras el sofoco de la rebelión el gobierno estableció una nueva comandancia militar de Asturias con un brigada mixta de montaña independiente para guarnecer la provincia.: 185–186 

Mapa de situación a finales de julio de 1936.
Leyenda
Zona bajo control sublevado
Zona bajo control gubernamental
Principales centros sublevados
Principales centros gubernamentales

Las elecciones de febrero de 1936 resultaron en el triunfo del Frente Popular. El nuevo gobierno liderado por Azaña apartó a Franco, Goded y Mola –destinándolos a mandos periféricos–: 48  y promulgó una amnistía a favor de los condenados por los sucesos de 1934. En julio de 1936 se produjo una sublevación militar con un éxito desigual que desembocó en una cruel y cruenta guerra civil que asolaría el país durante los tres años siguientes. El 17 de julio de 1936 oficiales de la guarnición de Melilla se sublevaron, y declararon el estado de guerra. Otras guarniciones se sublevaron, como estaba previsto, al día siguiente. No todos los mandos del Ejército se unieron a la sublevación y el levantamiento fracasó en varias capitales clave, como Madrid, Barcelona, Bilbao y Valencia. De los 118 000 efectivos del Ejército en julio de 1936, quedaron aproximadamente dos terceras partes en la zona sublevada y una tercera parte en la republicana, con los efectivos en la península y las islas divididos en partes casi iguales entre los dos bandos, pero con los efectivos en África, que representaban aproximadamente un tercio del total, quedando en el bando sublevado.
La organización territorial del Ejército de España en 1936 era aquella derivada de las reformas de Azaña, con ligeras modificaciones introducidas durante el bienio conservador. A pesar de todas las reformas estructurales, su equipación no se había mejorado significativamente, por ejemplo los carros de combate en servicio seguían siendo 10 Renault FT-17 y 6 Schneider CA1, modelos originarios de la Primera Guerra Mundial. El bando sublevado fue el que se desvió menos, desde el punto de vista organizativo, del ejército de la república, ya que el gobierno republicano se sintió obligado a disolver la organización militar existente: 56  para reemplazarla con el Ejército Popular de la República. El Ministerio de la Guerra se convirtió en el Ministerio de Defensa Nacional con el fin de integrar en el ejército republicano regular todas las milicias existentes –de distintos partidos políticos y sindicatos– del bando republicano. Los sublevados también integraron en su ejército milicias paramilitares, como los tercios requetés y las centurias y luego banderas de la Falange. Ambos bandos también contaron con ayuda extranjera, tanto en personal (asesores, tropas, instructores y especialistas) como en material; los sublevados por parte de Alemania, Italia y Portugal, y los republicanos por parte de la Unión Soviética y de las Brigadas Internacionales.: 186–187 

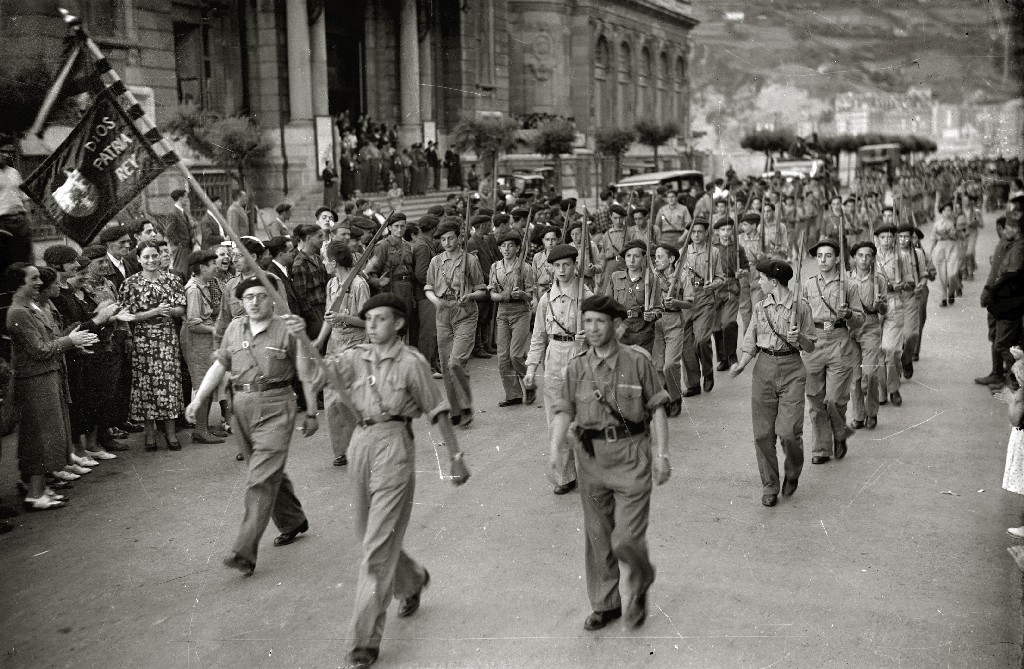
Requetés desfilando tras la toma de San Sebastián

Como parte de la reorganización del ejército republicano se creó el Comisariado General de Guerra con comisarios políticos asignados a las unidades militares para "ejercer un control de índole políticosocial sobre los soldados, milicianos y demás fuerzas armadas al servicio de la República". El ejército republicano fue reorganizado con la Brigada Mixta como gran unidad fundamental. Cada Brigada Mixta inicialmente debía contar con un cuartel general, cuatro batallones de infantería, un escuadrón de caballería, un grupo de artillería de campaña, un grupo mixto de ingenieros y transmisiones, y unidades de servicios, encuadrando en total unos 3800 hombres. La organización del ejército sublevado estuvo basada en las divisiones orgánicas existentes en la zona bajo su control, más el ejército expedicionario africano. Posteriormente las divisiones orgánicas se convirtieron en cuerpos de ejército compuestos de varias divisiones de maniobra. En el bando republicano también se formaron divisiones, que dirigían habitualmente tres brigadas mixtas, y cuerpos de ejército con varias divisiones. En octubre de 1938 el ejército popular republicano estaba compuesto por dos grupos de ejércitos, seis ejércitos, 23 cuerpos de ejército, 70 divisiones, y 200 brigadas mixtas. Una de las divisiones republicanas fue la División de Ingenios Blindados, la primera división mecanizada en un ejército español. El bando sublevado contaba en diciembre de 1938 con cuatro ejércitos, doce cuerpos de ejército y os agrupaciones de divisiones, y 56 divisiones de infantería y dos de caballería. La división típica en el bando sublevado contaba con dos brigadas de infantería con dos regimientos de tres batallones cada una, y con dos o tres grupos de artillería, pero posteriormente desaparecieron los dos mandos de brigada y uno de regimiento, organizándose entonces su infantería en tres regimientos de cuatro batallones cada uno.
El rápido crecimiento del tamaño de las dos fuerzas enfrentadas, con el llamamiento a filas de numerosos reemplazos para completar las plantillas de las unidades que se iban creando, creó la necesidad de formar oficiales para mandar las tropas. Las plantillas de oficiales, sobredimensionadas en tiempo de paz para un ejército de nueve divisiones, eran totalmente insuficientes cuando el número de divisiones se multiplicó hasta las más de cien que existían a finales de 1938. El problema también se agravó por la ejecución o encarcelamiento de muchos oficiales que titubearon, o que se encontraban en el momento del alzamiento en la zona opuesta a la de sus inclinaciones políticas. Ambos bandos crearon escuelas y academias para formar oficiales provisionales que pudieran cubrir las plazas vacantes y también permitir a los oficiales de carrera desempeñar mandos superiores a los correspondientes a su grado. En el bando sublevado se crearon escuelas de alféreces provisionales –que formaron 5133 alféreces– y posteriormente academias, separadas para cada arma, cuerpo, especialidad o milicia, en las que se formaron unos 22 000 alféreces y 1000 tenientes provisionales. También se organizaron cursos de ampliación y perfeccionamiento para el ascenso a teniente y capitán, formándose casi 5000 tenientes, capacitados para mandar compañías, y unos 500 capitanes, con capacitación para mandar batallones. En el bando republicano las primeras escuelas de mandos fueron creadas por las milicias de partido, como las comunistas y las del POUM. El gobierno procedió a reconocer los empleos de sus mandos, de sargento a comandante, incorporándolos en la escala activa del Ejército a la vez que las milicias fueron militarizadas e incorporadas. El gobierno también procedió al ascenso automático de los suboficiales y oficiales profesionales que se hubiesen mantenido leales. Se eliminaron los empleos de brigada, suboficial y alférez, pasando los sargentos ascendidos directamente a teniente. La primera unidad en la que se creó una escuela de mandos fue en el comunista Quinto Regimiento de Milicias Populares; cuatro de los jefes de las seis primeras brigadas mixtas procedían del 5.º Regimiento. Luego también crearon escuelas la CNT-FAI, las Juventudes Socialistas Unificadas, y el propio gobierno estableció las Escuelas Populares de Guerra para la instrucción de oficiales provisionales con el título de tenientes de campaña. Se calcula que el bando republicano creó un total de 35 000 a 40 000 oficiales durante la guerra.

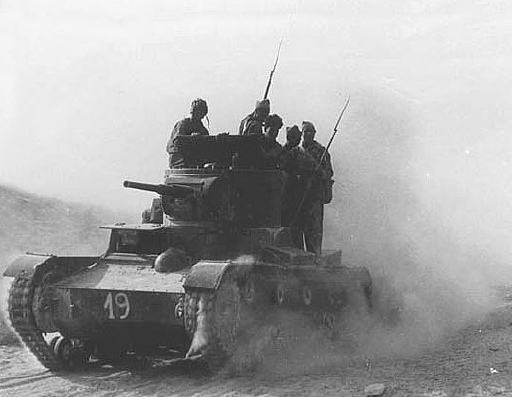
Tanque soviético T-26 en servicio en el Ejército Republicano (1937).

La guerra civil española sirvió como campo de prácticas de ejércitos que luego se enfrentarían en la Segunda Guerra Mundial. Los ejércitos alemán, italiano y soviético pudieron ver sus vehículos de combate, artillería, cazas y bombarderos en acción en contra de material de su futuros enemigos. Observadores, instructores y asesores extranjeros en ambos bandos pudieron observar y practicar procedimientos y tácticas, y recabaron lecciones que luego aplicaron en sus propios ejércitos. A su vez los ejércitos españoles tuvieron la oportunidad de usar algunos de los materiales militares más avanzados de la época, aunque pronto superados debido al rápido avance tecnológico durante la Segunda Guerra Mundial. Algunos de los materiales adquiridos o capturados durante la Guerra Civil permanecieron en servicio en el Ejército Español hasta que pudieron ser reemplazados por materiales provenientes de la ayuda americana en los años cincuenta.

Mapa general del desarrollo de la guerra civil.
Leyenda
Zona sublevada inicial - julio de 1936
Avance de los sublevados hasta septiembre de 1936
Avance de los sublevados hasta octubre de 1937
Avance de los sublevados hasta noviembre de 1938
Avance de los sublevados hasta febrero de 1939
Última zona bajo control republicano
Principales centros sublevados
Principales centros republicanos
Batallas terrestres
Batallas navales
Ciudades bombardeadas
Campos de concentración
Masacres
Campos de refugiados

Al inicio de la guerra ambos bandos ejercían control sobre áreas desconectadas de la península. El gobierno mantuvo control sobre gran parte de la cornisa cantábrica, sobre la mayor parte de Castilla la Nueva, Extremadura y Andalucía, y sobre Cataluña, Valencia y Murcia, mientras que los sublevados controlaban la mayor parte de Galicia, Castilla la Vieja, León, y Navarra, con las capitales y la parte occidental de Aragón estando controladas por el bando sublevado y la parte oriental por el bando republicano.: 68  El gobierno estableció un bloqueo del estrecho de Gibraltar para impedir el traslado de las tropas del Ejército de África, pero la ayuda italiana y alemana, con aviones de bombardeo, de transporte y de caza, permitió a los sublevados el transporte de las tropas a la Andalucía occidental, y la consolidación de su control de la zona.: 63  También permitió la conexión de las dos áreas controladas por los sublevados, con un avance hacia el norte que aseguró a los sublevados el control de toda la frontera portuguesa.: 98–102  Durante la campaña de Extremadura el ejército sublevado llevó a cabo una campaña de terror para desmoralizar a las tropas y la población enemigas.: 74–79  A finales de septiembre de 1936 Francisco Franco, al mando entonces del las fuerzas sublevadas en el sur de España, fue elegido jefe del gobierno del estado y generalísimo por la sublevada Junta de Defensa Nacional. En las semanas siguientes el avance continuó hasta las afueras de Madrid, donde una enconada defensa republicana lo detuvo en la batalla de Madrid.: 129–140  El fracaso de los sublevados en tomar Madrid por asalto les forzó a cambiar sus planes.: 98–102  El asedio a la capital continuó, con ataques en distintos puntos para intentar vencer la resistencia, pero el esfuerzo principal del bando sublevado se trasladó al norte, con el fin de conquistar el territorio controlado por los republicanos entre el País Vasco y Asturias.: 162  Tras acabar con la resistencia en el norte los sublevados se prepararon para un nuevo asalto contra Madrid, pero los republicanos atacaron Teruel, forzando a los sublevados a distraer sus fuerzas para recuperar la ciudad.: 216–219  A continuación, los sublevados atacaron a las fuerzas republicanas en Aragón, logrando alcanzar la costa mediterránea en Vinaroz, con lo que la zona republicana se dividió en dos, quedando Cataluña aislada del resto.: 219–223  Tras un ataque fallido contra Valencia,: 233–234  y un intento fallido de los republicanos para establecer una cabeza de puente en la orilla sur del Ebro,: 235–239  los sublevados procedieron a ocupar Cataluña, con lo cual la República perdió su acceso a la frontera francesa.: 246–250 

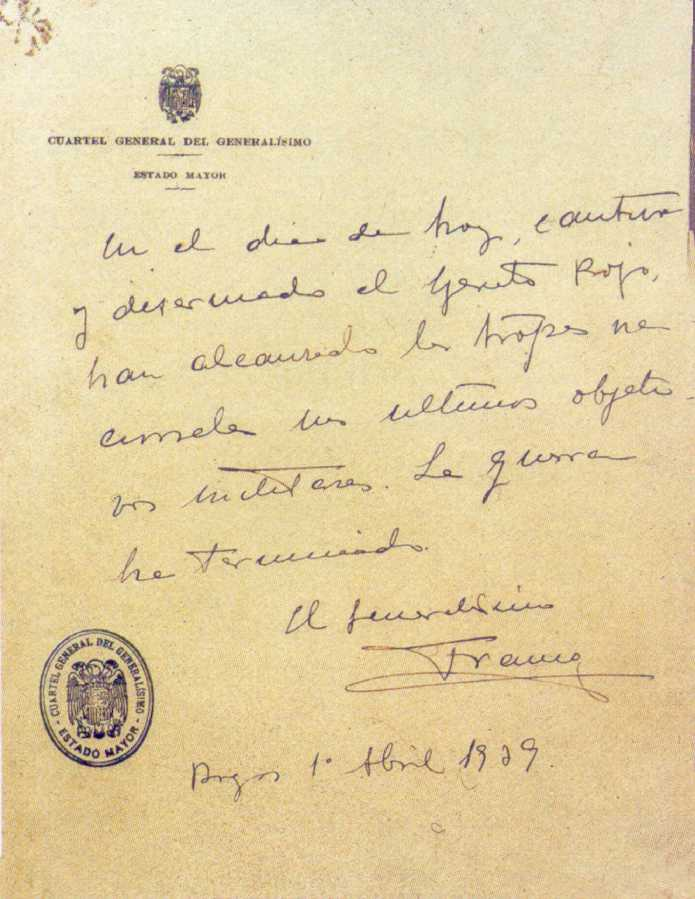
Último parte de la guerra civil española: En el día de hoy, cautivo y desarmado el Ejército Rojo, han alcanzado las tropas nacionales sus últimos objetivos militares. La guerra ha terminado.
El Generalísimo Franco,
Burgos 1º abril de 1939.

El campo republicano se dividió en dos opiniones. Unos, incluidos los comunistas, mantenían que "resistir es vencer" y querían resistir todo el tiempo posible, con la esperanza que la evolución de la situación en Europa motivara al Reino Unido y Francia a abandonar su neutralidad. Los otros, incluyendo a los republicanos anticomunistas, creían que la guerra estaba perdida y que continuar la lucha solo significaría más sufrimiento y penalidades para el pueblo español. Los últimos querían pactar un armisticio con los sublevados, similar al Abrazo de Vergara, que permitiera el fin de las hostilidades sin represalias. Con este fin, el coronel Segismundo Casado, jefe del Ejército del Centro republicano, lideró un golpe de Estado que depuso al gobierno legítimo de la república y que, tras una corta lucha entre las dos facciones republicanas y tras fracasar la negociación con los sublevados del 36, produjo el derrumbe de la resistencia republicana, que fue arrollada por una última ofensiva del que se llamaba "bando nacional".: 252–258 
Los sublevados acabaron imponiéndose, pero su victoria les costó mucho más esfuerzo y tiempo de lo que habían pensado. Los planes iniciales del general Mola asumían la victoria del alzamiento en Valencia y Barcelona: 59 , lo que hubiera permitido un ataque convergente sobre Madrid para tomar la capital: 6, 15  y conseguir un rápido reconocimiento internacional.: 129  En realidad, la reacción de las fuerzas de izquierda y la distribución de armas a las organizaciones obreras permitió resistir el alzamiento en algunas capitales clave,: 55–56  con las milicias recién armadas demostrando una capacidad efectiva de combate.: 55–56  La natural desconfianza de los milicianos hacia las autoridades establecidas hizo difícil imponer la disciplina necesaria, con algunos milicianos por ejemplo negándose a cavar trincheras.: 105–106  Las milicias, con cierta experiencia en la lucha urbana, al principio del conflicto no tenían la preparación necesaria para combatir en campo abierto, ni contaban con el apoyo aéreo y artillero con el que contaban los sublevados.: 101  Aun así, las milicias fueron capaces de detener el avance de las vanguardias sublevadas enviadas por Mola para atacar Madrid: 101  y, transformadas en el Ejército Popular de la República y con la ayuda de suministros soviéticos y de las brigadas internacionales, fueron también capaces de detener en las afueras de Madrid el hasta entonces victorioso avance del Ejército de África.: 138–140  Las divisiones internas en el bando republicano y las diferencias en cuanto a las prioridades distrajeron recursos que hubieran podido ser utilizados contra los sublevados: 91  y contrastaron con la unidad de propósito y de mando en el bando sublevado.: 117–118  Al principio del conflicto parte del bando republicano decidió que era más importante hacer la revolución: 93–96  que ganar la guerra, culminando el conflicto en enfrenamientos armados entre milicias de distinto tinte político.: 185–194  La creciente influencia y poder de los comunistas en el gobierno y el ejército republicano, y de sus asesores soviéticos, incrementaron la autoridad del gobierno central, pero también crearon suspicacias por parte de aquellos que recelaban de su motivación.: 182–194  El ejército republicano demostró competencia en acciones defensivas, como la batalla de Guadalajara o la defensa de Valencia, pero sus disensiones internas contribuyeron a su derrota final.: 252–257  Los sublevados no solo contaban con las unidades más profesionales del ejército, los regulares y legionarios,: 51–52  sino también con el apoyo de la Legión Cóndor alemana, y el Corpo Truppe Volontarie y la Aviación Legionaria italianos. La creación del Comité de No Intervención no detuvo el apoyo de Alemania, Italia y Portugal al bando sublevado, pero dificultó los suministros al bando republicano.: 201–204 
El desfile de la victoria organizado por el bando vencedor en Madrid el 19 de mayo de 1939 no puso punto final a la violencia política. Se calcula que unos 200 000 prisioneros republicanos murieron en prisión o fueron ejecutados entre 1939 y 1943.: 299  Tampoco puso punto final a la lucha, que continuó como guerra de guerrillas hasta el principio de los años sesenta.: 272–278 

## El Ejército de la dictadura franquista

Escudo del Ejército de Tierra de España establecido en el Reglamento de Uniformidad, Vestuario y Equipo de enero de 1943, reuniendo un águila imperial en oro y la cruz-espada de Santiago, con una corona abierta en vez de la actual corona cerrada.

La Guerra Civil se saldó con la muerte de al menos 400 000 personas, y con la reducción por un 25,7 % de la renta nacional. El Gobierno republicano había gastado la mayor parte de las reservas de oro del Banco de España para adquirir material soviético y francés, y los vencedores habían acumulado una considerable deuda con sus proveedores, Italia y Alemania. Cuando Franco declaró la guerra terminada, las fuerzas del bando vencedor contaban con alrededor de un millón de hombres, de los que casi de 270 000 estaban encuadrados en las Milicias Nacionales. El primer paso del proceso de desmovilización fue el licenciamiento de las milicias, aunque se les permitió conservar las armas individuales y la correspondiente munición. También fueron licenciados en 1939 los reemplazos del 1936 al 1938. En agosto de 1939 el Ministerio de Defensa Nacional fue segregado en tres con la creación del Ministerio del Ejército, el Ministerio de Marina y el Ministerio del Aire, y se creó el Alto Estado Mayor, dependiente directamente de Franco, para facilitar la coordinación entre los ejércitos. En octubre de 1939 el Ejército del Aire fue creado como entidad independiente del Ejército de Tierra. El Ejército de Tierra fue organizado territorialmente en ocho regiones militares peninsulares, cada una guarnecida por un cuerpo de ejército, en comandancias militares de Baleares y Canarias, y con dos cuerpos de ejército en el protectorado de Marruecos. En 1940 las regiones y comandancias insulares militares recuperaron el título tradicional de capitanías generales.: 15–28  En octubre de 1940 el Ejército contaba con veinticinco divisiones: dieciséis de infantería de línea, tres divisiones de montaña, una división de caballería, y cinco divisiones en los cuerpos de ejército de Marruecos. Otras unidades incluían, además de las de cuerpo de ejército en cada capitanía: cuatro regimientos de carros de combate; regimientos de artillería de campaña, de costa y antiaérea; regimientos de distintas especialidades de ingenieros; las guarniciones de Canarias, Baleares, Ceuta y Melilla, Ifni-Sahara, y de las bases navales; y más de cien batallones de trabajadores. En total el Ejército de Tierra encuadraba a unos 300 000 hombres,: 17  con unas plantillas oficiales de 366 489 hombres.: 55 

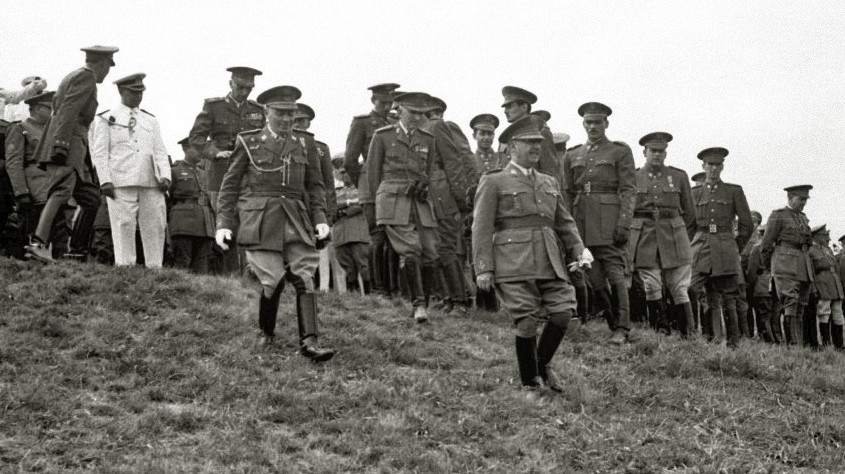
Francisco Franco junto con mandos militares en unas maniobras en 1944.

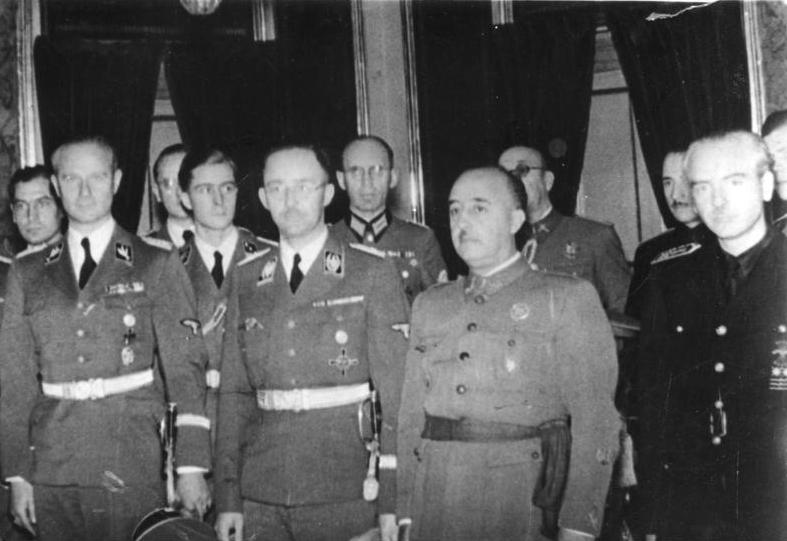
El general Franco junto al dirigente nazi Heinrich Himmler, durante su visita a Madrid, en octubre de 1940. Detrás de Franco, el general Moscardó.

Los oficiales profesionales del Ejército que se sumaron con entusiasmo al alzamiento fueron recompensados con ascensos, pero otros más tibios fueron depurados y separados del Ejército sin posibilidad de recurso. Los rangos inferiores de la oficialidad fueron cubiertos en primera instancia con la integración en las escalas profesionales de unos 10 000 de los 30 000 oficiales provisionales creados durante la guerra, tras el paso por academias de transformación para mejorar su formación teórica. En 1942 se volvió a abrir la Academia General Militar para formar nuevos oficiales profesionales, no solo técnicamente sino también ideológicamente. Todas estas medidas significaron un cuerpo de oficiales sobredimensionado, pero de incuestionable lealtad a Franco y al nuevo régimen. El servicio militar fue hecho obligatorio para los hombres, y se instituyeron las Milicias Universitarias, al principio bajo el control de la Falange, para formar universitarios afines al régimen como oficiales de complemento y de reserva.: 29–41  La ley de presupuestos de 1945 dedicaba una cuarta parte de las partidas económicas a los ministerios militares, pero 2551 millones de los 2569 millones de pesetas dedicados al Ejército eran para pagar los sueldos, y para vestir, alimentar y alojar a la tropa, quedando casi nada para la renovación de materiales, o para combustibles y municiones.: 68 

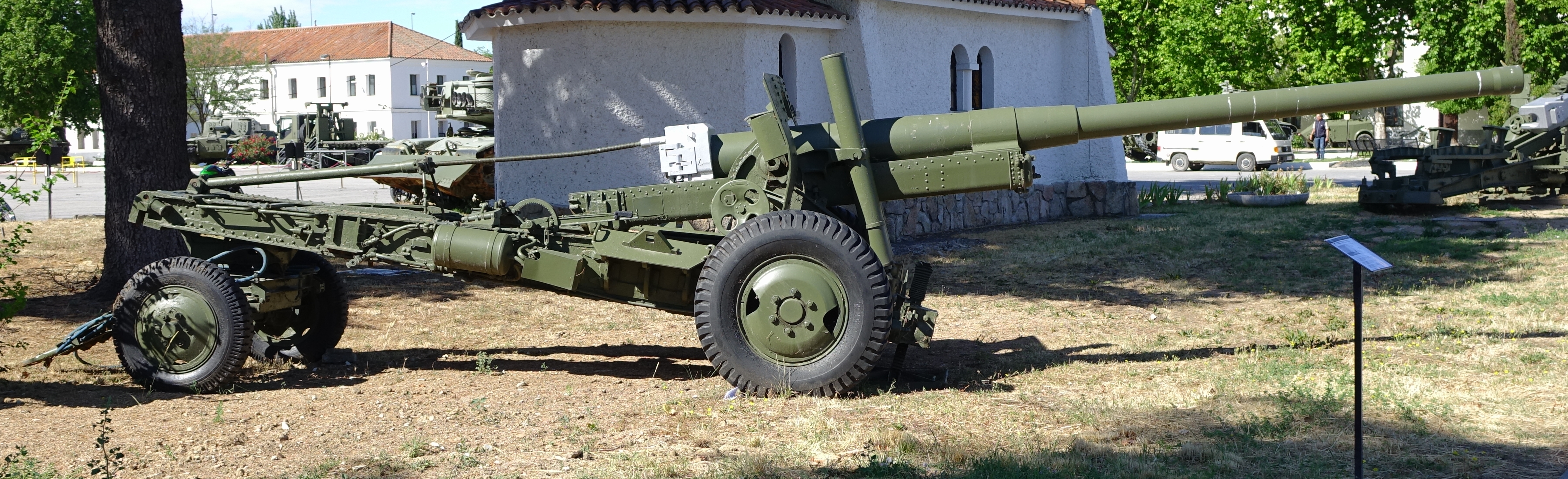
Un cañón soviético de 122 mm M1931/37 como los capturados por Alemania y luego suministrados a España en 1943 durante el Programa Bär. Estos cañones permanecerían en servicio en España hasta el inicio de la década de 1990.

Durante la Guerra Civil, el gobierno de Franco había firmado una serie de pactos con Alemania e Italia que comprometían a España a una postura de no beligerancia, pero favorable a estos países, en caso de que se vieran envueltos en una guerra con terceros países.: 220–221  El pobre estado del material militar existente, muy desgastado tras su uso en la guerra y casi sin repuestos, no permitía la intervención directa en una posible guerra a no ser que España recibiera suministros suficientes para equipar y mantener a sus fuerzas armadas. Así fue, que al declararse la guerra entre Alemania y Francia y el Reino Unido, España se atuvo a lo acordado, proporcionando apoyo a las fuerzas del eje, pero sin entrar en la guerra.: 227–228  España se había declarado neutral al estallar el conflicto, pero en junio de 1940 pasó a declararse no beligerante, tras la entrada de Italia en la guerra y la invasión alemana de Francia.: 169  Días después, tuvo lugar la única acción ofensiva española durante la guerra, la ocupación de Tánger, supuestamente para garantizar la neutralidad de la zona.: 229–230  El año siguiente, tras la invasión alemana de la Unión Soviética, el Gobierno español anunció el reclutamiento de voluntarios para la que se llamaría la División Azul, una división del ejército alemán constituida exclusivamente por españoles –falangistas y militares– y destinada a luchar en el frente soviético.: 248–251 

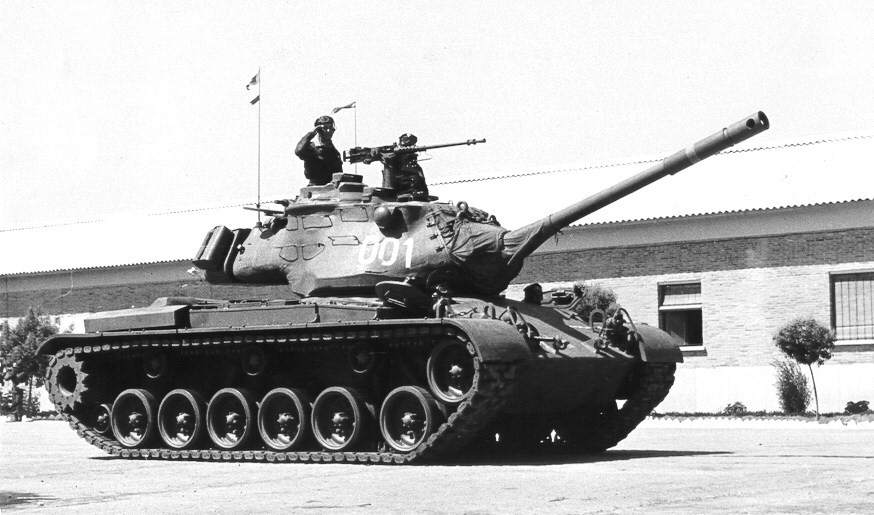
Carro M47 como los suministrados por la ayuda estadounidense desde 1954

En 1943, tras la ocupación por los aliados del norte de África y la pérdida de iniciativa alemana en el frente del este, el Gobierno español volvió a declararse neutral y anunció la retirada de la mayoría de los integrantes de la División Azul. Al mismo tiempo, el Ejército fue reorganizado con la creación de un Grupo de Divisiones de Reserva, integrado por tres divisiones de infantería, el refuerzo de las divisiones de montaña y de las fuerzas de defensa de bases navales, y la creación de una división acorazada.: 28–29  Con el Programa Bär se intentó adquirir armamento alemán para reequipar a los ejércitos, pero las necesidades propias de Alemania solo permitieron la transferencia de materiales en una cantidad inferior a la deseada por España.: 42  El año siguiente se creó una nueva región militar con capital en Granada para defender mejor el sur de España ante una posible invasión.: 29  La liberación aliada del sur de Francia dio libertad de acción a los republicanos españoles en Francia, que se trasladaron a áreas próximas a la frontera con España para preparan una invasión, cruzando la frontera pirenaica en octubre de 1944 en la llamada invasión del Valle de Arán, pero fracasando al no realizarse el esperado levantamiento popular y al contraatacar el Gobierno con tropas de montaña, legionarios y regulares. La resistencia por parte de las guerrillas republicanas continuó –no solo en el Pirineo, sino también en otras zonas de España– por varios años, y fue reprimida por fuerzas de la Guardia Civil y la Policía Armada, tabores de regulares, y otras unidades del Ejército.: 274–278 

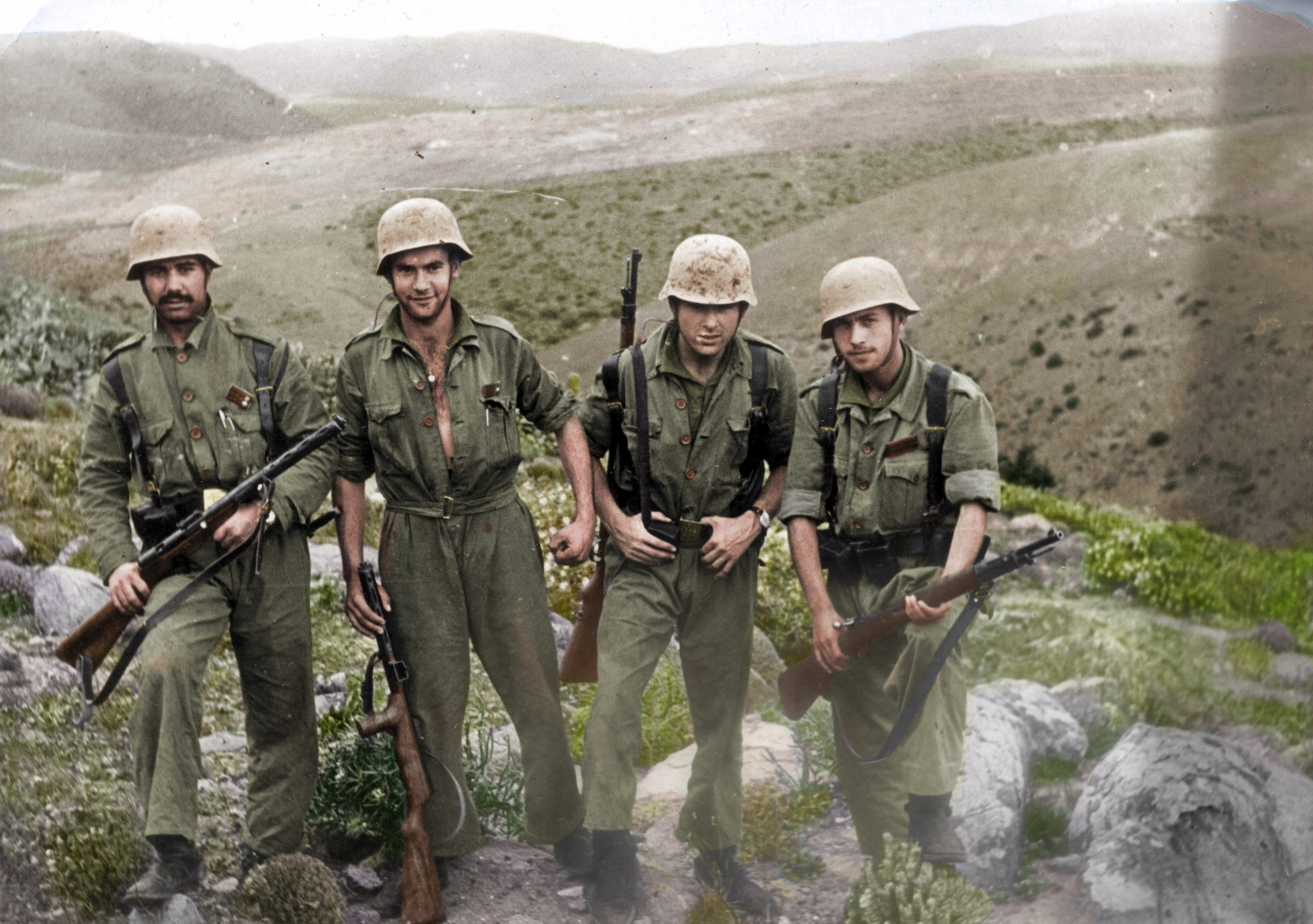
Soldados españoles en 1958, durante la guerra de Ifni.

Tras acabar la guerra en Europa, los líderes aliados aliados reunidos en Potsdam acordaron la reinternacionalización de Tánger y declararon que el gobierno de Franco, dada su asociación con las potencias derrotadas, no sería invitado a formar parte de las Naciones Unidas.: 170  El Gobierno español derogó en septiembre de 1945 la normativa que obligaba a los militares españoles a usar el saludo romano, insistiendo en su espíritu anticomunista e intentando disociarse de los regímenes derrotados.: 67–68 
El comienzo de la Guerra Fría permitió un gradual acercamiento entre España y los Estados Unidos, que culminó en los Pactos de Madrid de 1953, en cuya negociación participaron altos cargos del Ejército. A cambio de reconocimiento y de ayuda económica y militar, España cedió el uso de instalaciones españolas para su utilización por parte de la Armada y la Fuerza Aérea estadounidenses.: 171–172  El Ejército de Tierra recibió carros de combate, vehículos y otros tipos de equipo y armamento con los que reemplazar los escasos, desgastados y ya desfasados equipos adquiridos durante la Guerra Civil, y muchos de sus mandos tuvieron la oportunidad de asistir a distintos tipos de cursos de capacitación estadounidenses.: 78–79  En resumen, por el tratado con EEUU se recibieron carros de combate M47 Patton, M48 Patton, M24 Chaffee y M41 Walker Bulldog; cañones M-1A3; obuses M101, M114 y M37; semiorugas M3 y vehículos M4. 

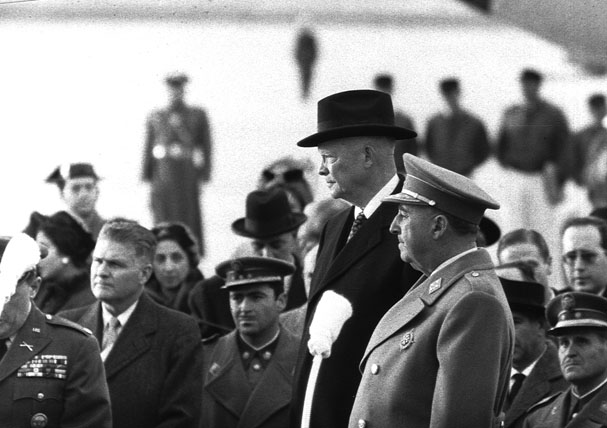
Franco con el presidente Eisenhower en 1959.

En 1954 se organizó la primera Bandera Paracaidista del Ejército de Tierra.: 77  En marzo de 1956, Francia decidió conceder la independencia a Marruecos, sin consultar al Gobierno español. España se vio forzada a hacer lo mismo, lo que significó la desaparición del Ejército de África. El proceso de repliegue o disolución de las unidades duró hasta 1961, con parte de las tropas indígenas integrándose en el nuevo Ejército marroquí, parte siendo licenciadas, y parte siendo trasladadas para guarnecer Ceuta y Melilla. Dos de los cuatro tercios legionarios estacionados en el protectorado fueron destinados a las mismas ciudades y los otros dos a guarnecer la provincia del Sahara Occidental. Durante el periodo de repliegue se produjeron agresiones contra las fuerzas españolas en el Sahara e Ifni.: 168–177  La guerra de Ifni vio el bautismo de combate de las recientemente creadas tropas paracaidistas. Las incursiones del Ejército de Liberación del Sahara en el Sahara Occidental pudieron ser frenadas con la cooperación del Ejército francés, y el conflicto se resolvió con la cesión de Cabo Juby a Marruecos y la pérdida de control efectivo sobre la mayor parte del territorio de Ifni.
La llegada de ayuda estadounidense influyó a que en 1958 se organizaran tres divisiones experimentales según el modelo «pentómico». La implementación española agrupaba a las unidades de maniobra de cada división en cinco agrupaciones tácticas, cada una mandada por un teniente coronel, que se dividían a su vez en cinco grupos tácticos mandados por comandantes. En 1960 la organización pentómica fue aplicada al resto de las divisiones de infantería en una reorganización del Ejército que redujo el número total de divisiones a catorce (ocho de infantería, cuatro de montaña, una acorazada y una de caballería), más tres brigadas blindadas independientes y tres brigadas de artillería de campaña.: 82–83 
En 1964 se crearon los Centros de Instrucción de Reclutas (CIR). Diecisiete campamentos gestionados por las regiones militares se encargarían desde entonces de proporcionar la formación militar básica a los integrantes de cada una de las remesas del reemplazo anual. Anteriormente cada una de las unidades organizaban un campamento anual para instruir a los reclutas, pero el crecimiento demográfico y la reducción del tiempo de servicio recomendó la incorporación escalonada del reemplazo anual y la externalización del proceso de instrucción básica.: 89–90 

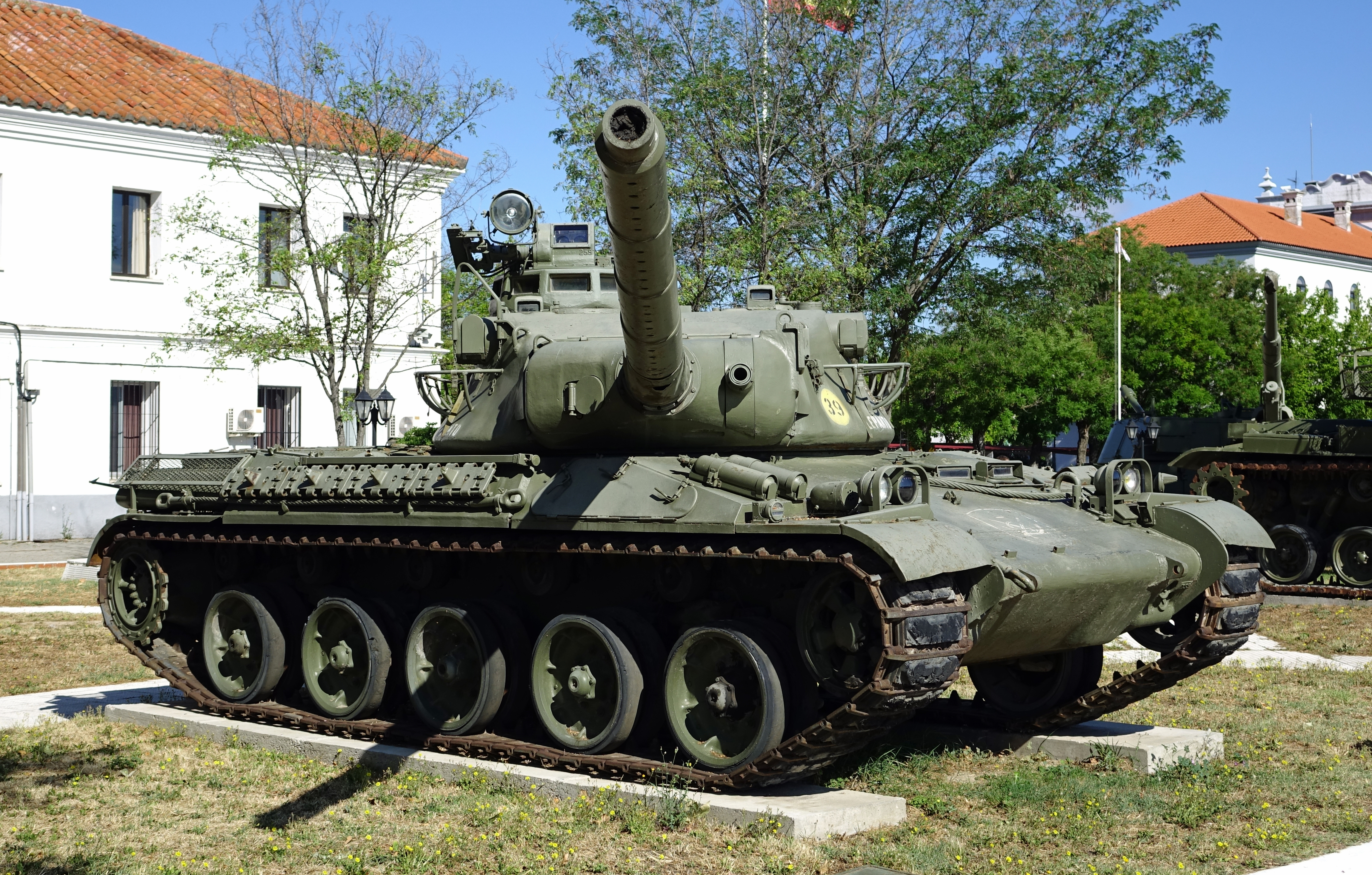
Carro de combate AMX-30E del Ejército español. Tras un acuerdo en 1970, Francia suministró en 1974 diecinueve AMX-30D a España que fueron usados en el Sahara, y posteriormente 280 AMX-30E fueron fabricados en España bajo licencia.

Tras ser descartada la organización pentómica por los Estados Unidos, los otros países que la habían adoptado, como España, la abandonaron también. En el caso de España esto se hizo en el marco de la reforma implementada por el general y ministro del Ejército Camilo Menéndez Tolosa en 1965. La reforma, inspirada en la nueva organización del Ejército francés, dividió las unidades en dos conjuntos, las Fuerzas de Intervención Inmediata y las Fuerzas de Defensa Operativa del Territorio. La brigada reapareció como gran unidad básica. Las Fuerzas de Intervención Inmediata incluían tres divisiones: acorazada, mecanizada y motorizada, cada una con dos brigadas en armas y otra en cuadro; cuatro brigadas independientes: paracaidista, aerotransportada, de caballería y de artillería de campaña; y unidades menores para formar el núcleo de tropas de un cuerpo de ejército. Las Fuerzas de Defensa Operativa del Territorio incluían dos divisiones de montaña, cada una con dos brigadas en armas y otra en cuadro, una brigada de alta montaña, nueve Brigadas de Infantería de Defensa Operativa del Territorio, una brigada de infantería de reserva, y las guarniciones de costa, de África y de las islas.: 89–91  Mientras que las unidades de intervención inmediata tenían sus plantillas totalmente cubiertas, la mayor parte de las de defensa operativa las tenían reducidas casi a la mitad. Las Brigadas Infantería de Defensa Operativa del Territorio, con atribuciones de defensa de la retaguardia y antisubversivas,: 91  incluían dos Compañías de Operaciones Especiales cada una.: 230  Esta organización, con pocos cambios, pervivió hasta 1984.: 90 
Aunque la actividad guerrillera de los oponentes al régimen declinó en los años cincuenta y concluyó al principio de los años sesenta, en esa misma década comenzó la actividad terrorista del grupo vasco separatista de izquierda ETA, dirigida principalmente en contra de las fuerzas armadas y de seguridad. En 1973, ETA asesinó al presidente del Gobierno, el almirante Luis Carrero Blanco. En verano del 1975, el GRAPO y el FRAP, dos grupos de extrema izquierda, iniciaron también su actividad terrorista.
Durante los años finales del franquismo, y tras el éxito de la Revolución de los Claveles en el vecino Portugal, un pequeño grupo de oficiales fundó la clandestina Unión Militar Democrática (UMD) para promover la idea de que el Ejército debía estar al servicio de la sociedad, y no al servicio de la perpetuación del régimen franquista.: 95–96  En el verano de 1975 los líderes de la UMD fueron arrestados y posteriormente fueron expulsados de las Fuerzas Armadas.: 258–259 
El régimen de Franco acabó como había empezado, con conflicto en África. En 1973, el Frente Polisario inició su lucha por la independencia del Sahara Occidental y comenzó una campaña armada de acoso a las fuerzas españolas en el territorio. Destacamentos de carros y obuses de la División Acorazada Brunete fueron enviados al territorio para reforzar la guarnición española. En 1975, Marruecos organizó la Marcha Verde para demandar la anexión del territorio a Marruecos. España acordó abandonar el territorio, cediendo su administración a Marruecos y Mauritania. Las últimas unidades militares españolas se retiraron del Sahara en enero de 1976.: 138–144 

## El Ejército de la Constitución de 1978

Emblema del Ejército de Tierra según la Orden Ministerial 38/86, de 28 de abril de 1986: Cruz-espada de Santiago, con los extremos de los brazos flordelisados de gules. Águila de color oro con las alas extendidas y levantadas en alto ... Corona Real de España ...

Tras la muerte de Francisco Franco, el sucesor que él había designado, Juan Carlos de Borbón y Borbón, presto juramento en uniforme de capitán general del Ejército de Tierra a las leyes fundamentales del Reino y fue proclamado rey de España el 22 de noviembre de 1975. En su juventud el futuro rey había cursado estudios en la Academia General Militar y las academias de los otros Ejércitos, graduándose como oficial de los tres Ejércitos. En julio de 1976 Juan Carlos reemplazó a Carlos Arias Navarro, el presidente del Gobierno que había heredado de Franco, por Adolfo Suárez. Adolfo Suárez emprendió un proceso de reforma política que fue recibido con suspicacia por parte de los altos mandos militares. En septiembre de 1976 Suárez nombró como vicepresidente primero para Asuntos de la Defensa al teniente general Manuel Gutiérrez Mellado, iniciando así el proceso de reforma militar.: 7–9, 22  Tras la celebración en 1977 de las primeras elecciones libres desde 1936, los tres ministerios militares fueron reemplazados por el Ministerio de Defensa.: 26–27  Ese mismo año fue aprobada una Ley de Amnistía, que absolvía de responsabilidades penales por crímenes de intencionalidad política tanto a los opositores al franquismo como a las autoridades, funcionarios y agentes franquistas. En 1978 fue aprobada una nueva Constitución que establecía en su artículo 8 como misión de las Fuerzas Armadas «garantizar la soberanía e independencia de España, defender su integridad territorial y el ordenamiento constitucional». Es de notar que ese artículo formaba parte del Título Preliminar, en vez de estar incluido en el título «Del Gobierno y de la Administración», lo que fue interpretado por algunos como justificante de un poder militar autónomo.: 30–32 
Una serie de circunstancias confluyeron en contra del gobierno de Suárez: en las elecciones municipales de 1979 la suma de los votos del PSOE y el PCE superó a los votos recibidos por la UCD – el partido de Suárez – posibilitando la formación de gobiernos municipales de izquierdas en las grandes ciudades y del PNV en las capitales vascas; la crisis económica internacional se agudizó, haciendo crecer el desempleo; y la actividad terrorista en contra de las fuerzas de seguridad se recrudeció. Estas circunstancias, y el desagrado que producía el proceso autonómico en un importante sector de las Fuerzas Armadas, pudieron ser la justificación para una serie de intentos de intervención militar –protagonizados principalmente por mandos del Ejército de Tierra– de los que el más notable fue el golpe del 23F. Este último fracasó gracias a la intervención del rey, al que se mantuvieron leales la inmensa mayoría de los altos mandos militares. En 1981, España se incorporó a la OTAN, pero la integración en su estructura militar se frenó con la victoria del PSOE en las elecciones generales de 1982. 
El nuevo gobierno socialista, presidido por Felipe González y con Narcís Serra como ministro de Defensa, aceleró el proceso de reforma militar. Se redujo la duración del servicio militar a doce meses y se reorganizó el Ejército con el Plan META, que eliminó las Brigadas de Defensa Operativa del Territorio, promovió el paso de mandos a la reserva transitoria, y redujo el número de capitanías generales. También se legisló para reafirmar la supremacía del poder civil sobre las Fuerzas Armadas y se limitaron las competencias de la justicia militar, acabando con dos siglos de intervención militar en la política en España.: 244–246  En 1988 se reguló la incorporación de mujeres a ciertos cuerpos y escalas de las Fuerzas Armadas, que en 1998 se ampliarían a todos los destinos sin excepción.: 100–103 

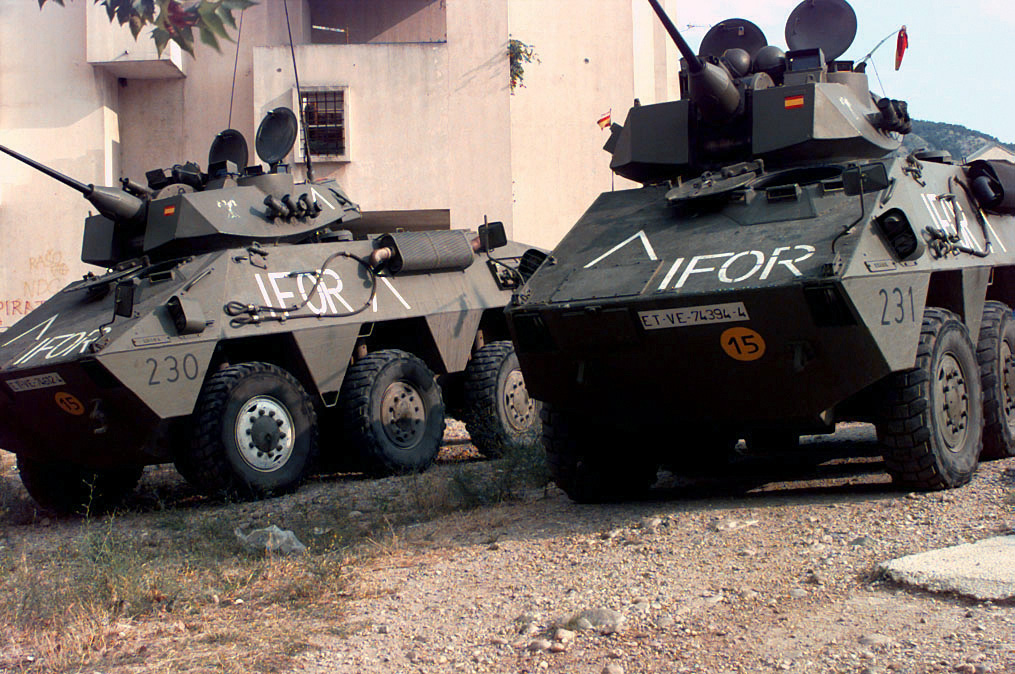
BMR VEC – de diseño y fabricación española – en la misión en IFOR en Bosnia

España participó por primera vez en una misión internacional de las Naciones Unidas en 1989, al mandar observadores y elementos de apoyo a la Misión de Verificación de las Naciones Unidas en Angola, que monitorizó la retirada de las tropas cubanas de Angola.: 228  Tras la disolución del Pacto de Varsovia, se publicó en 1990 el Plan RETO para adaptar el tamaño del Ejército a la evolución internacional, demográfica y social, y también para permitir otra reducción del tiempo de servicio, esta vez a nueve meses.: 246  España envió una agrupación táctica a Irak en 1991 para proteger a la población kurda y en 1992 partió la primera contribución a las fuerzas de las Naciones Unidas en la antigua Yugoslavia.: 228 

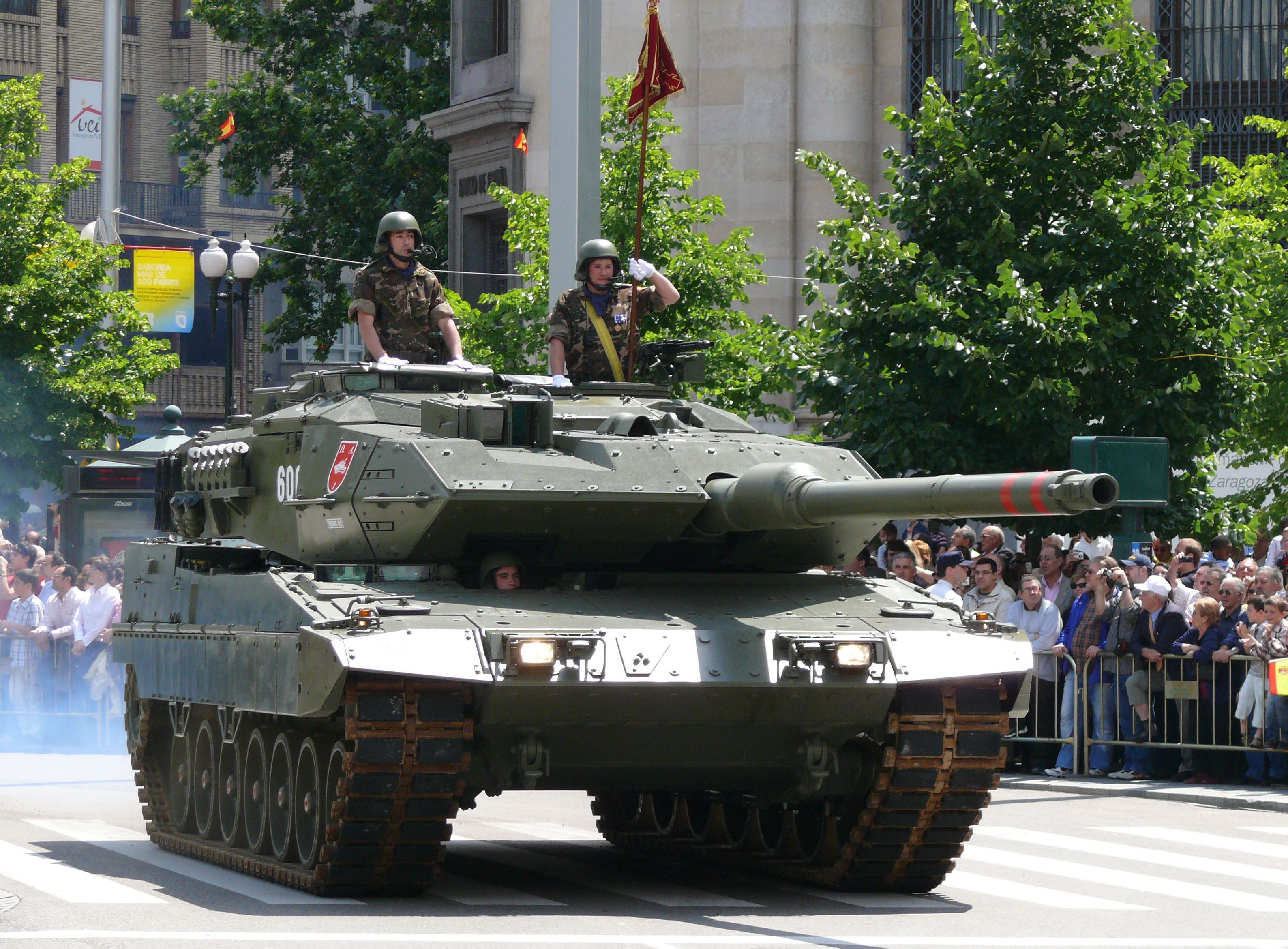
Carro Leopardo 2E de desfile en Zaragoza

En 1994 se publicó el Plan NORTE, que fue ejecutado entre 1995 y 1999. El plan eliminaba cuatro de las cinco divisiones existentes, quedando el Ejército compuesto de la Fuerza Permanente y de la Reserva Movilizable. La Fuerza Permanente incluía una división mecanizada de a tres brigadas, una brigada de caballería, una brigada paracaidista, una brigada ligera aerotransportable, una brigada de la Legión, una brigada de cazadores de montaña, las fuerzas de guarnición de Canarias, Baleares, Ceuta y Melilla, y otras elementos de apoyo. La Reserva Movilizable incluía tres brigadas de infantería movilizables, una brigada de caballería movilizable y otras unidades de apoyo. En esta reforma desaparecieron finalmente las capitanías generales, siendo sustituidas por mandos regionales, y se planeó una mayor profesionalización de la tropa.: 247–250, 274  En 1996 España asignó su primera unidad al Eurocuerpo, al que posteriormente también fueron vinculadas dos de las brigadas de la división mecanizada.: 227–228  También en 1994 se creó el Programa Coraza - 2000, que significó la posterior producción y despliegue del carro de combate Leopardo 2E y del vehículo de combate Pizarro, equipando al Ejército de Tierra con material avanzado producido por la industria española.
En 1988 se reguló legalmente la objeción de conciencia, a la que se acogieron un número creciente de los llamados a filas; otros resultaban excluidos del servicio militar debido al excedente de cupo, ya que las necesidades de los ejércitos eran menores que el número de jóvenes que alcanzaban cada año la edad de servicio; también había muchos que pedían prórrogas para retrasar su incorporamiento a filas. El servicio militar obligatorio nunca había sido popular en España; se calcula que entre 1913 y 1936 uno de cada cinco jóvenes no cumplió con su obligación de incorporarse a las Fuerzas Armadas. Finalmente, con el cambio de siglo se suspendió la obligatoriedad del servicio militar, con los últimos reclutas obligatorios siendo licenciados el 31 de diciembre de 2001. Los ejércitos se profesionalizaron completamente, pero las condiciones ofrecidas a los soldados no lograron atraer el número convocado y se tuvo que recurrir al reclutamiento de voluntarios procedentes de las antiguas colonias españolas.: 279–285 
En 2002 un contingente español se incorporó a la Fuerza Internacional de Asistencia para la Seguridad en Afganistán, y en 2003 fuerzas españolas se desplazaron a Irak como parte de una brigada hispano-estadounidense para estabilizar la región y ayudar a la población civil. Esta última intervención se hizo sin el refrendo de las Naciones Unidas, y fue retirada por el siguiente gobierno, pero se mantuvo y se reforzó el despliegue en Afganistán.: 229–230 

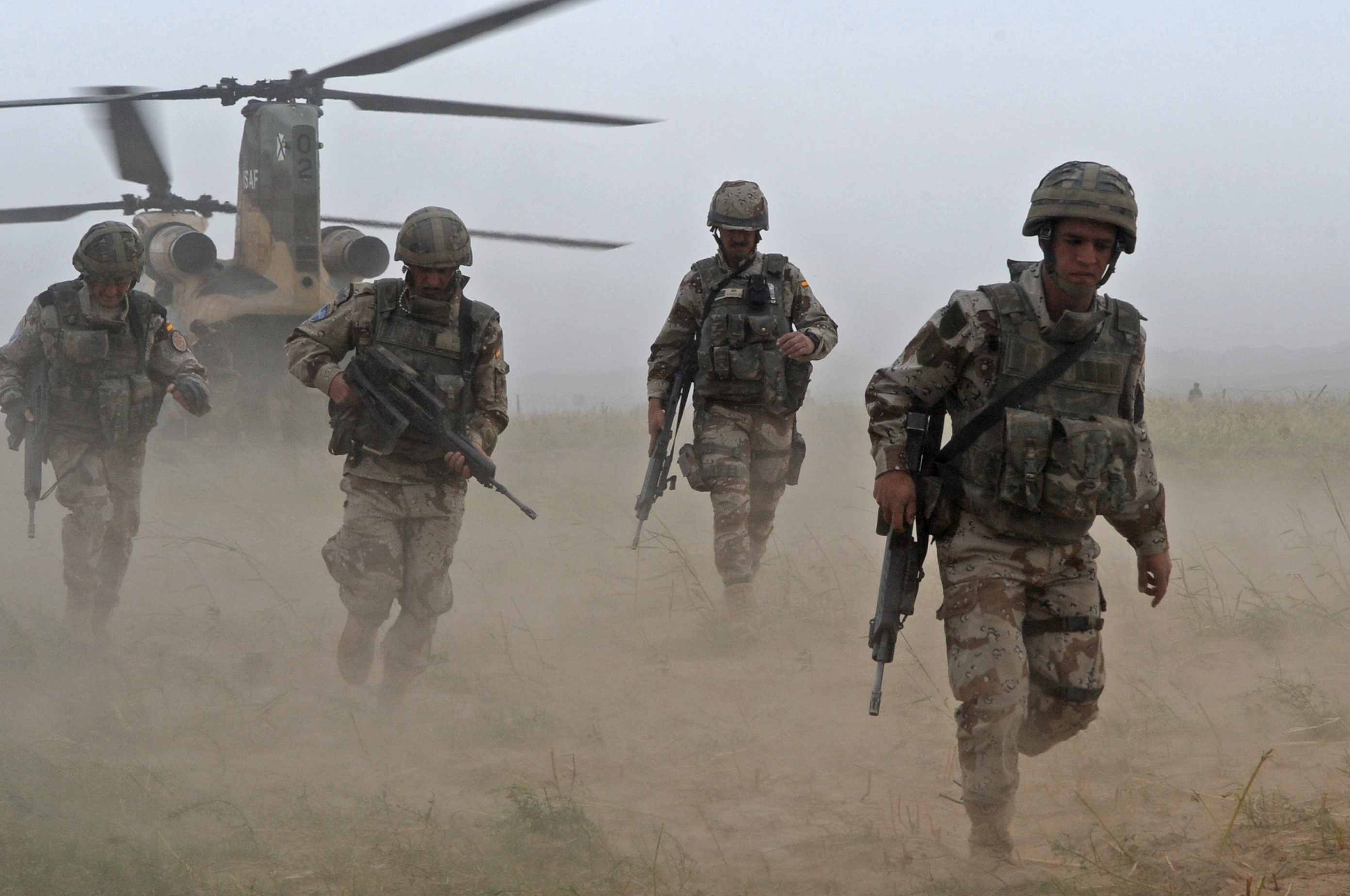
Paracaidistas españoles en Afganistán, parte de la misión ISAF de la OTAN.

En 2006 se inició una nueva reorganización, llamada Plan Ejército XXI. Desaparecieron las Fuerzas Movilizables, se creó otra brigada de infantería ligera en el País Vasco, la división mecanizada se reemplazó por el mando de las Fuerzas Pesadas, y la brigada de cazadores de montaña se convirtió en la Jefatura de Tropas de Montaña.
La participación del Ejército de Tierra en operaciones internacionales se amplió desde su primera misión en Angola. Hasta octubre de 2016 el Ejército había participado en misiones internacionales en ocho países o áreas de África (Angola, Etiopía, Mali, Mozambique, República Centroafricana, República Democrática del Congo, Sáhara y Somalia), cinco de Europa (Albania, Bosnia y Herzegovina, Kosovo, Macedonia y Moldavia), diez de Asia (Afganistán, Chechenia, Georgia, Indonesia, Irak, Kurdistán Iraquí, Líbano, Nagorno-Karabaj, Pakistán, Turquía) y seis en América Central y del Sur (El Salvador, Guatemala, Haití, Honduras, Nicaragua y Perú-Ecuador). Las misiones han sido tanto de las Naciones Unidas como de la OTAN, de la Unión Europea, de la OSCE, o multilaterales sin intervención de organismos multinacionales. Estos despliegues han revitalizado la organización militar y han obligado a reformar y actualizar la gestión de recursos humanos, de materiales y logísticos, a la vez que han mejorado la imagen de las Fuerzas Armadas en la opinión pública. El Ejército ha pasado de estar preocupado por la seguridad interna a ser un instrumento de la política de seguridad internacional del gobierno español. Las misiones también han permitido la cooperación con los ejércitos aliados y la actualización de los métodos operativos del Ejército.: 230 
La experiencia obtenida en veinticinco años de participación en operaciones internacionales, y la reducción del presupuestos de defensa a partir de 2008, influyó en la reorganización de las Fuerzas Armadas legislada en 2015. Esta nueva organización del Ejército de Tierra está basada en la estructuración de las fuerzas de maniobra, salvo las de guarnición en Ceuta, Melilla y Baleares, en ocho Brigadas Orgánicas Polivalentes de dos tipos, según tengan o no carros y otros vehículos de combate de cadenas. La intención es crear brigadas que tengan los medios necesarios para poder generar destacamentos para misiones internacionales sin tener que recurrir a recursos de otras unidades. Las brigadas, salvo la de guarnición en Canarias, están asignadas a dos mandos divisionarios, uno para las cuatro brigadas con vehículos de cadenas, y otro para las otras tres brigadas.